# Plouguerneau

Le calvaire et l'église de Plouguerneau.

Plouguerneau [pluɡɛʁno], Plougerne en breton, est une commune du département du Finistère, dans la région Bretagne, en France.
Commune située entre la rive droite du fleuve côtier Aber-Wrac'h et la Manche en passant par l'Océan Atlantique (Mer Celtique), Plouguerneau est l'une des deux seules communes de France à être bordé par deux mers différentes (avec Marck dans le Pas-de-Calais entre la Manche et la Mer du Nord). Elle est composée de trois bourgs : Plouguerneau au centre de la commune, Lilia à l'ouest tourné vers la mer et Le Grouanec à l'est tourné vers la terre. Elle est située au cœur du Pays pagan et du Pays des Abers.
Plouguerneau dispose de 45 kilomètres de côtes, îles incluses (c'est la commune de France disposant de la plus longue façade littorale) ; c'est aussi la capitale des goémoniers. L'écomusée des goémoniers et de l'algue de Plouguerneau a pour vocation de promouvoir le patrimoine naturel et historique lié à cette activité.

## Géographie

### Relief et paysages
De l'Aber-Wrac'h à l'Anse du Korejou, Plouguerneau se caractérise par une grande diversité de paysages. Le littoral nord, dans sa partie orientale entre Créac'h an Avel et le Vougo, est formé de falaises rocheuses à assez forte pente (le dénivelé est d'une quarantaine de mètres), bordées de grèves. Plus à l'ouest, le littoral est formé d'une plaine située à peine à quinze mètres d'altitude, mais est plus découpé, alternant presqu'îles (Pointe de Penn Enez, Presqu'île de Trolouc'h-Saint-Michel, Beg ar Spins, Beg Monom, Presqu'île de Lilia, elle-même subdivisée en Pointe de Kastell Ac'h, Presqu'île de Saint-Cava, Presqu'île de Kerazan Vraz, presqu'île de Bilou Bihan-Saint-Antoine) et baies, le plus souvent bordées de plages (Baie de Moguéran-Koréjou, Grève Blanche, Porz Gwenn, Baie de Porz Malo, Plage de Kervenni, Plage de Saint-Cava, Baie de Keridaouen). Le port du Koréjou est abrité par la Pointe de Penn Enez. Ce port fut autrefois très fréquenté par des caboteurs qui faisaient le commerce du vin, du sel, de l'huile et du savon. Le Sud du finage communal est délimité par la rive droite de l'Aber-Wrac'h, dont le versant en pente forte (le dénivelé est d'une cinquantaine de mètres) est souvent boisé et peu habité. Deux affluents coulent dans deux vallées encaissées, celles de Sainte-Anne et du Grouanec : elles sont aussi boisées ou occupées par des prairies humides. La majeure partie de la commune forme un plateau d'une cinquantaine de mètres d'altitude en moyenne, légèrement incliné vers le nord-ouest ; les altitudes les plus élevées se trouvent dans la partie sud-est du territoire communal, mais ne dépassent pas 72 mètres (près du hameau d'Anteren), le bourg étant vers 60 mètres d'altitude. Ce plateau n'est échancré que par quelques modestes vallons.

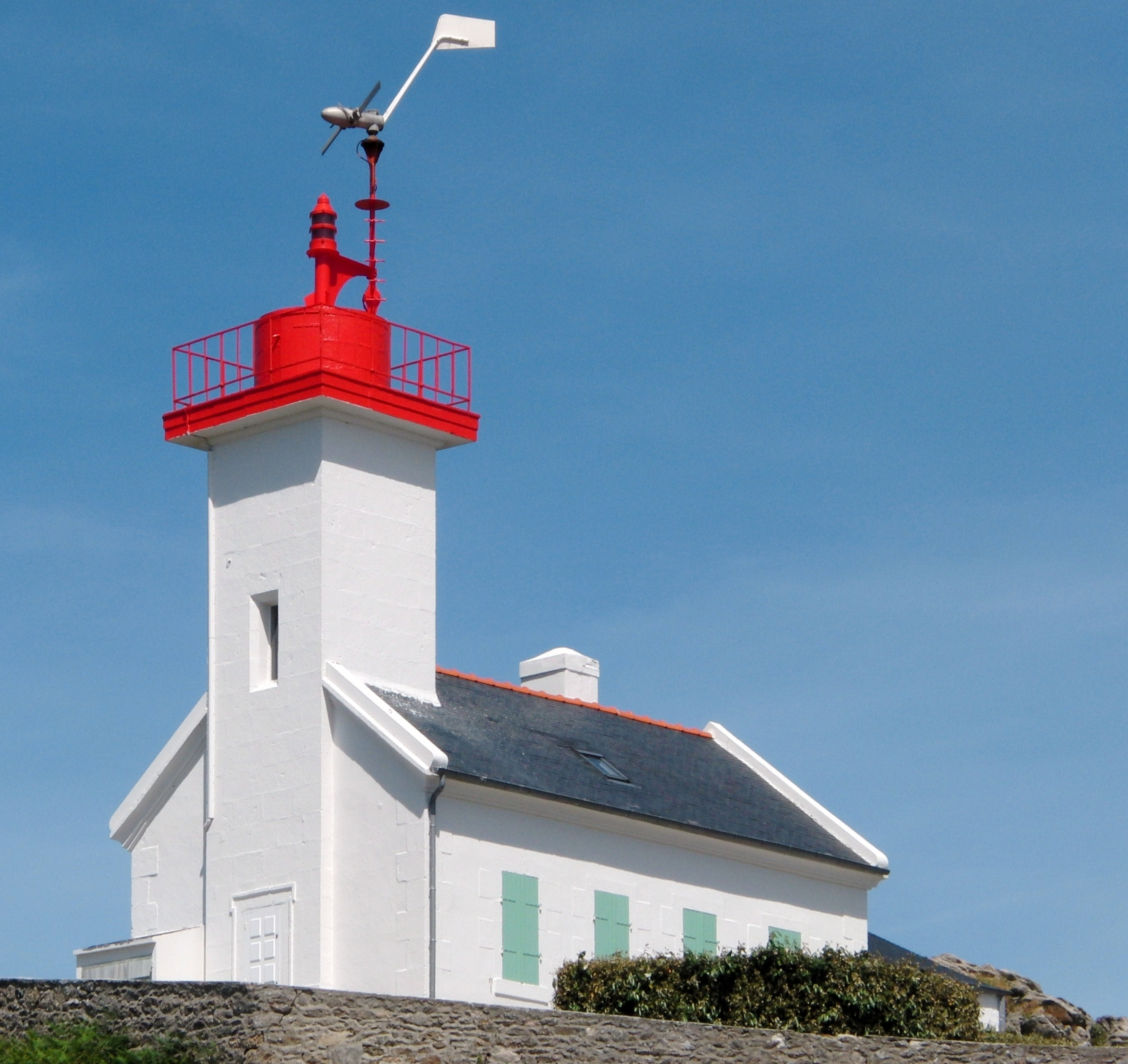
Plouguerneau : le phare de Beg ar Roz.
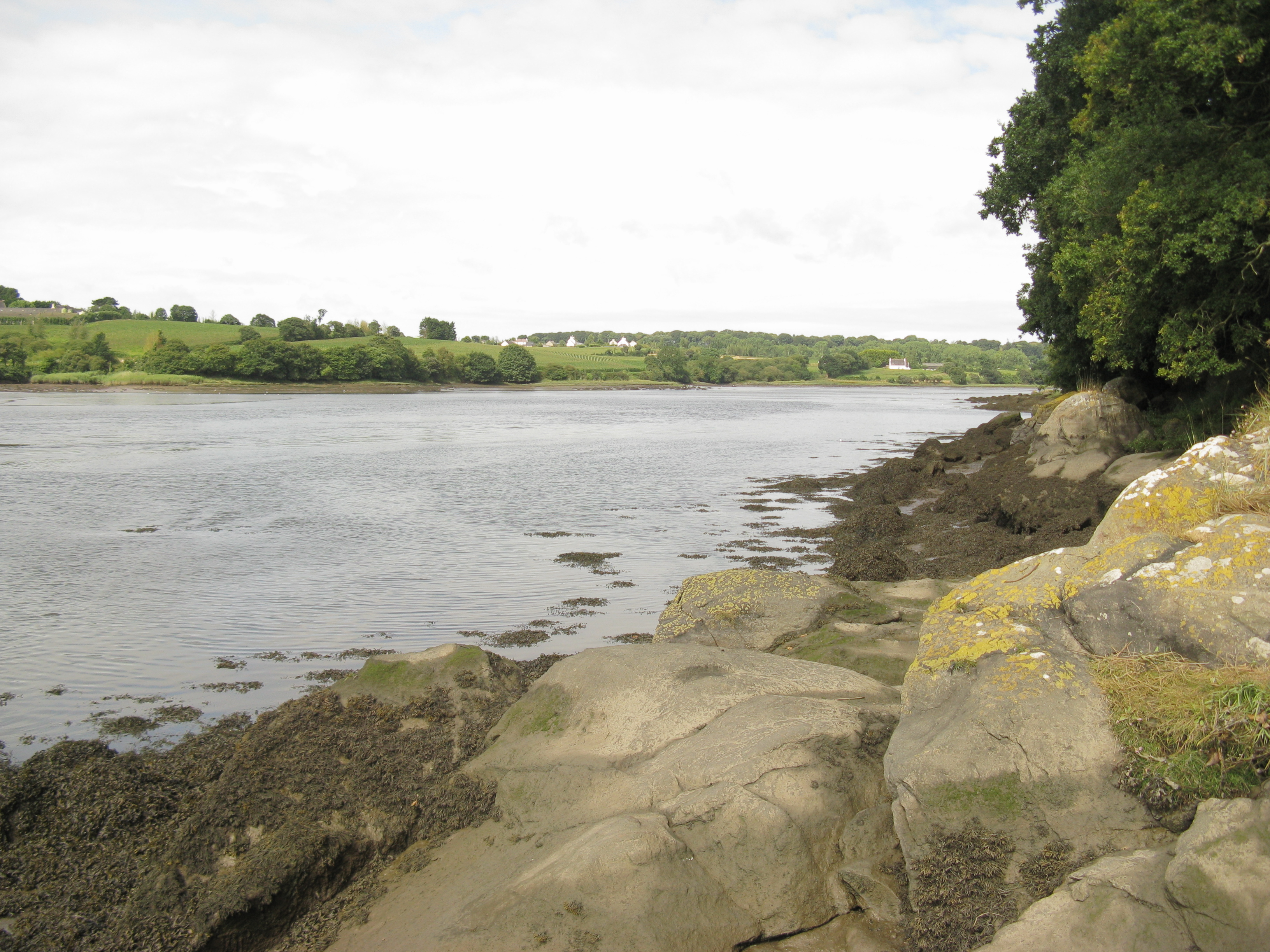
Plouguerneau : l'Aber Wrac'h vu du « Pont du diable », côté amont.
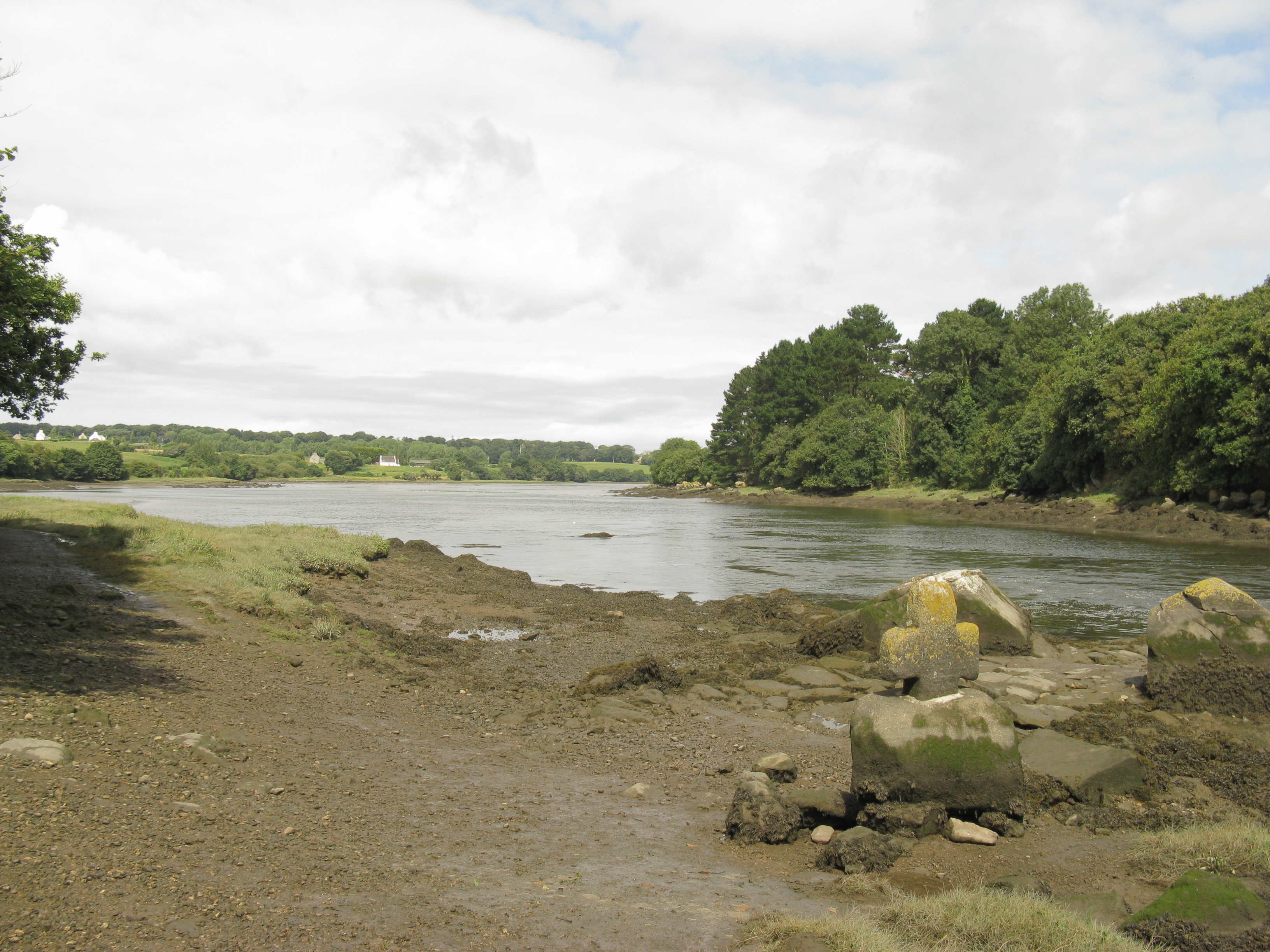
Plouguerneau : l'Aber Wrac'h vu du « Pont du diable », côté aval.
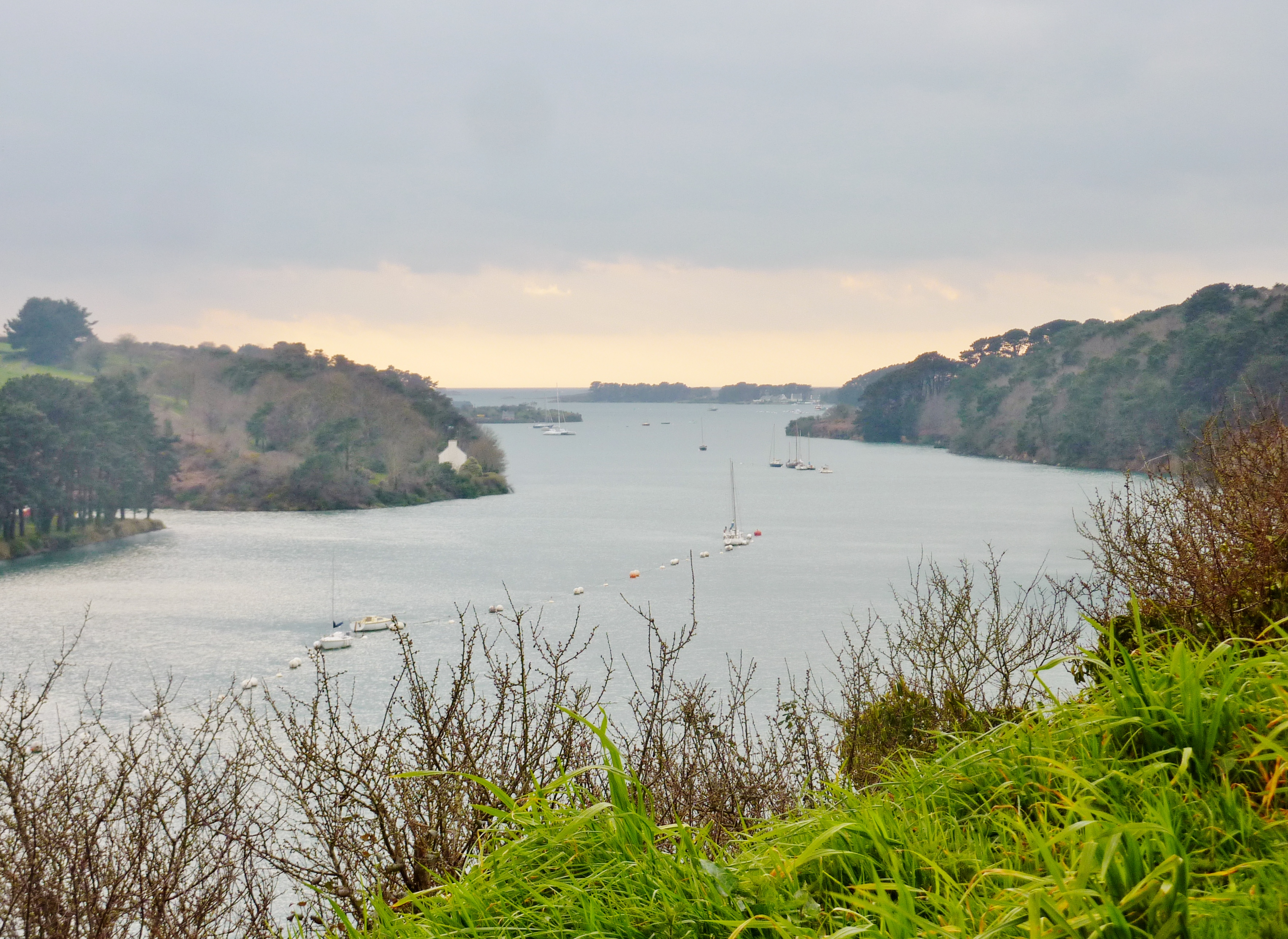
L'Aber Wrac'h vu du point de vue panoramique de la D 113 en Plouguerneau.
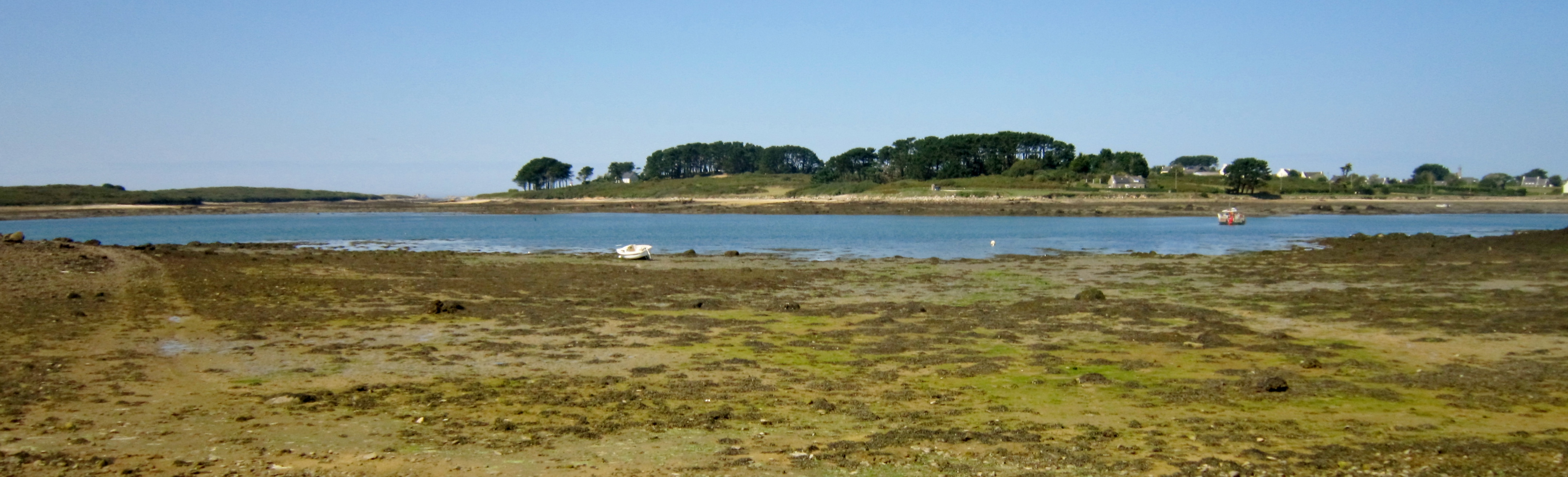
La presqu'île de Kerazan Vraz vue depuis Bilou Bihan (rive droite de l'Aber Wrac'h).

Plouguerneau a traditionnellement un habitat dispersé en de nombreux écarts formés d'une ou quelques maisons, le plus souvent des exploitations agricoles, seulement. Faisant partie de la Ceinture dorée, elles sont pour la plupart spécialisées dans le maraîchage. Mais la partie nord-ouest de la commune, de Moguéran jusqu'à Lilia, connaît, surtout à proximité de la mer, un mitage très prononcé, avec de nombreux lotissements de type périurbain, par exemple à Moguéran, Koréjou, Landévennec, Penn ar Sréjou, Spins, Liénen, Kerjégu, Lostrouc'h, Kervenni, etc.

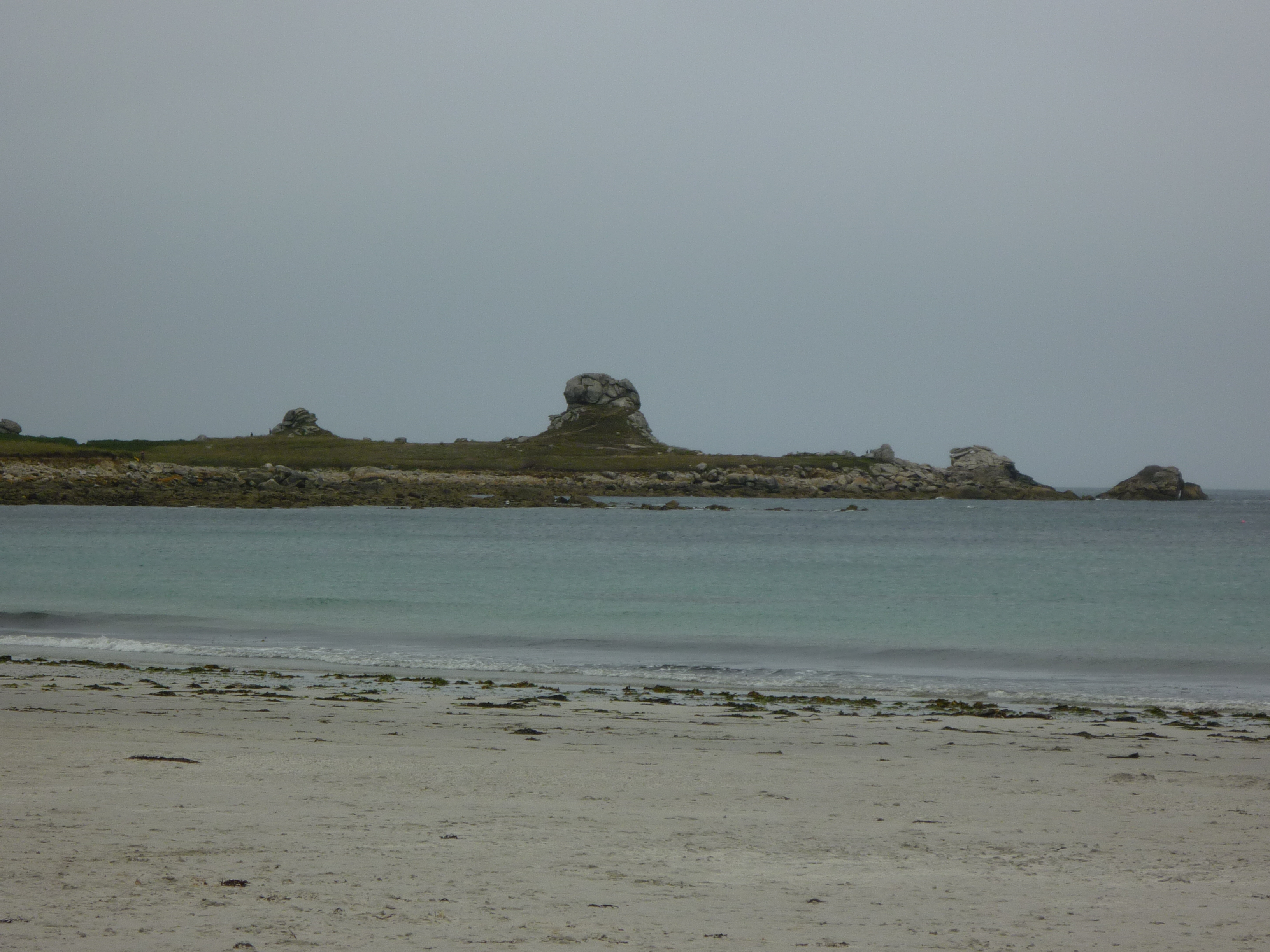
Vue sur le rocher du Crapaud depuis la Grève Blanche.

Le « Karreg Groumm » ou « Rocher du crapaud », qui formait une masse imposante face à Saint-Michel et à Ker an Avel, paysage immuable multiséculaire, a été décapité (150 tonnes de roche !) lors de la tempête féroce du 10 mars 2008. Des invasions marines se produisent parfois : ainsi en novembre 1931, le hameau de Lostrouch fut cerné par la mer en raison d'une tempête et « les habitants, réveillés en sursaut, durent se sauver en chemise ».

### Communes limitrophes
|                  | Manche                | Guissény      |
| Océan Atlantique | Plouguerneau          | Saint-Frégant |
| Landéda          | Lannilis, Aber-Wrac'h | Kernilis      |

### Plages
La commune de Plouguerneau dispose de nombreuses plages, comme celles de la Grève Blanche, du Vougot, du Koréjou ainsi que la plage de Saint-Cava, dans le secteur de Lilia.

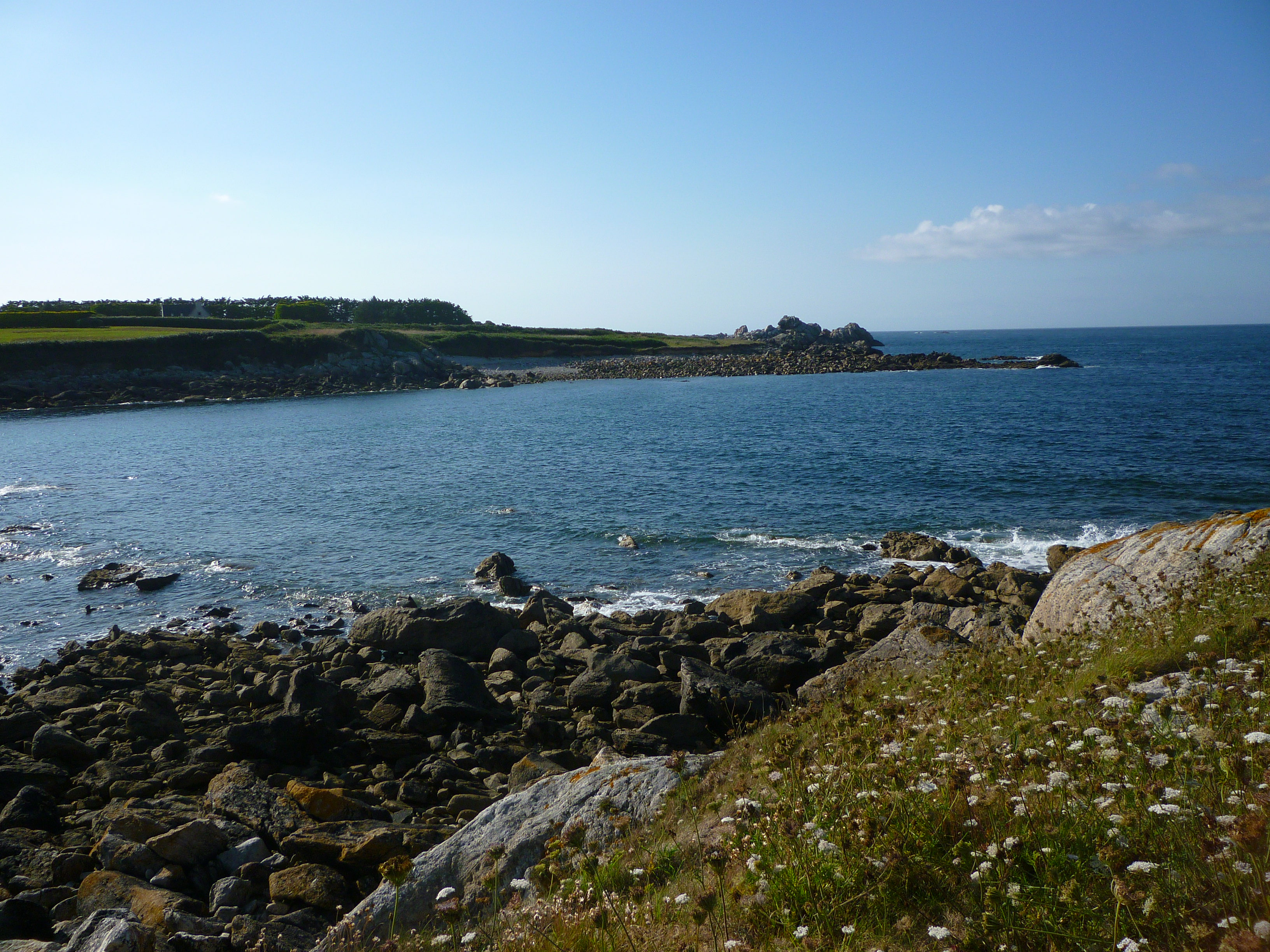
Côte de Plouguerneau.
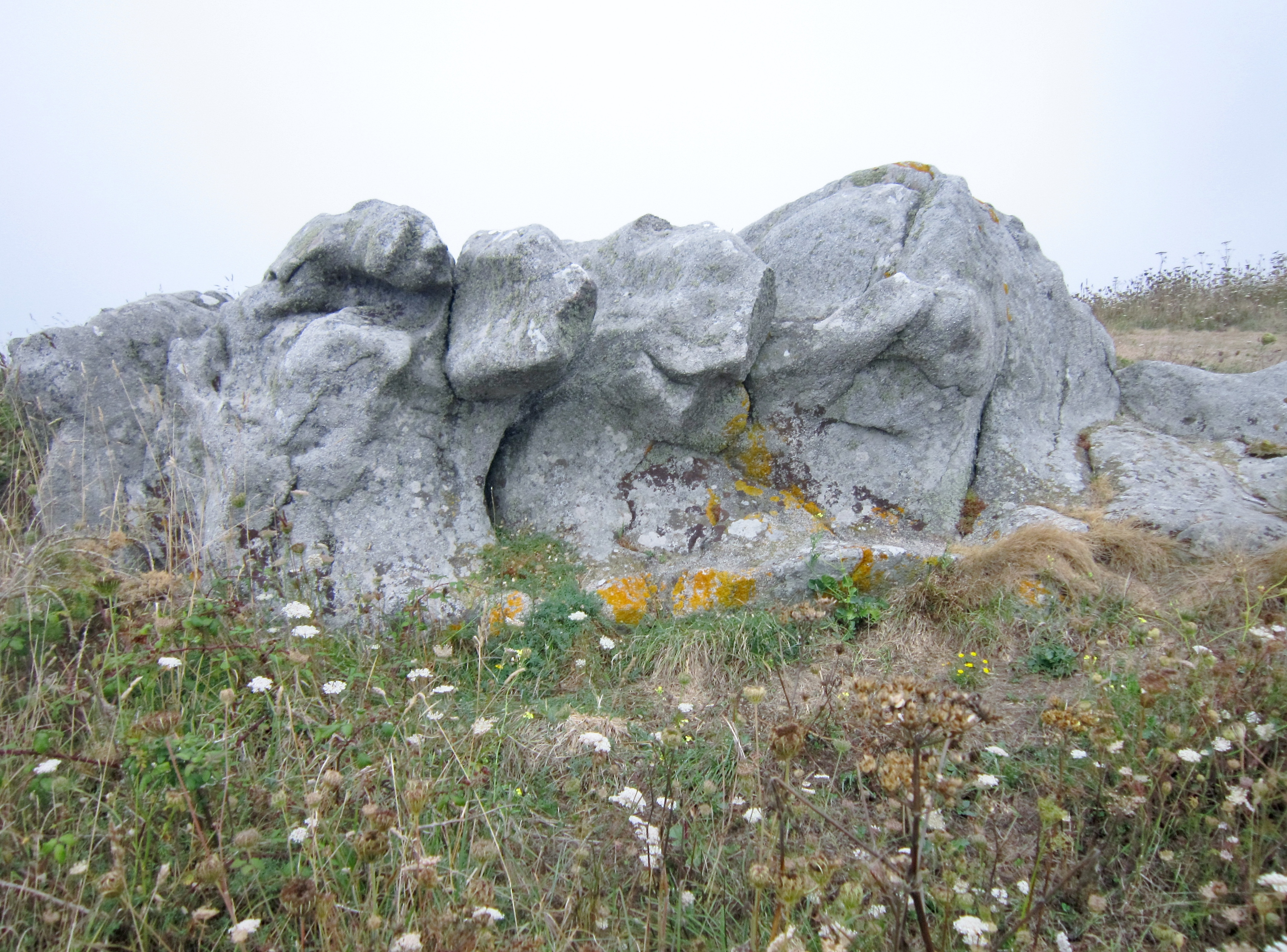
Lilia : les rochers de Beg ar C'hastell Ac'h.
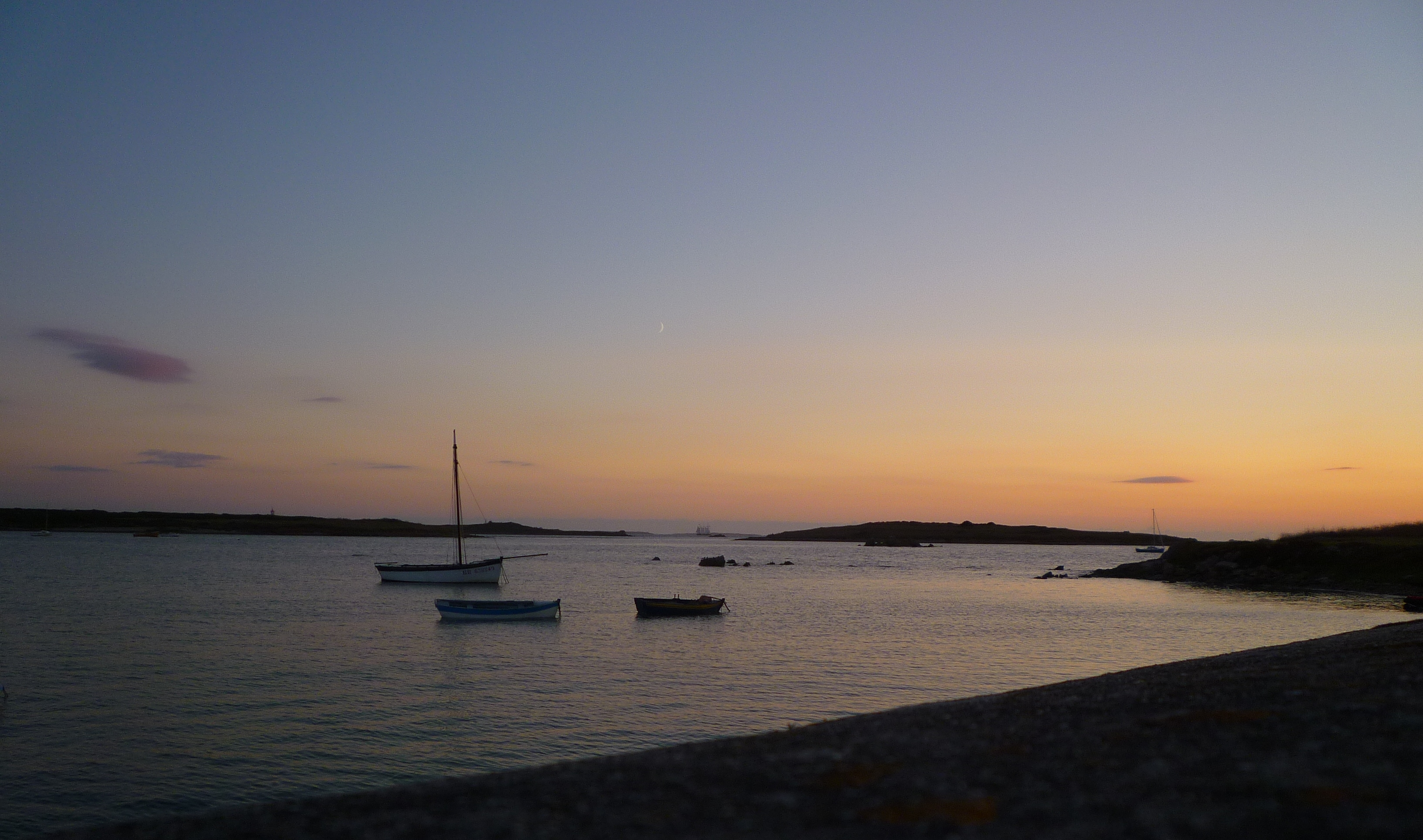
Ambiance nocturne à Lilia (plage de Kervenni).
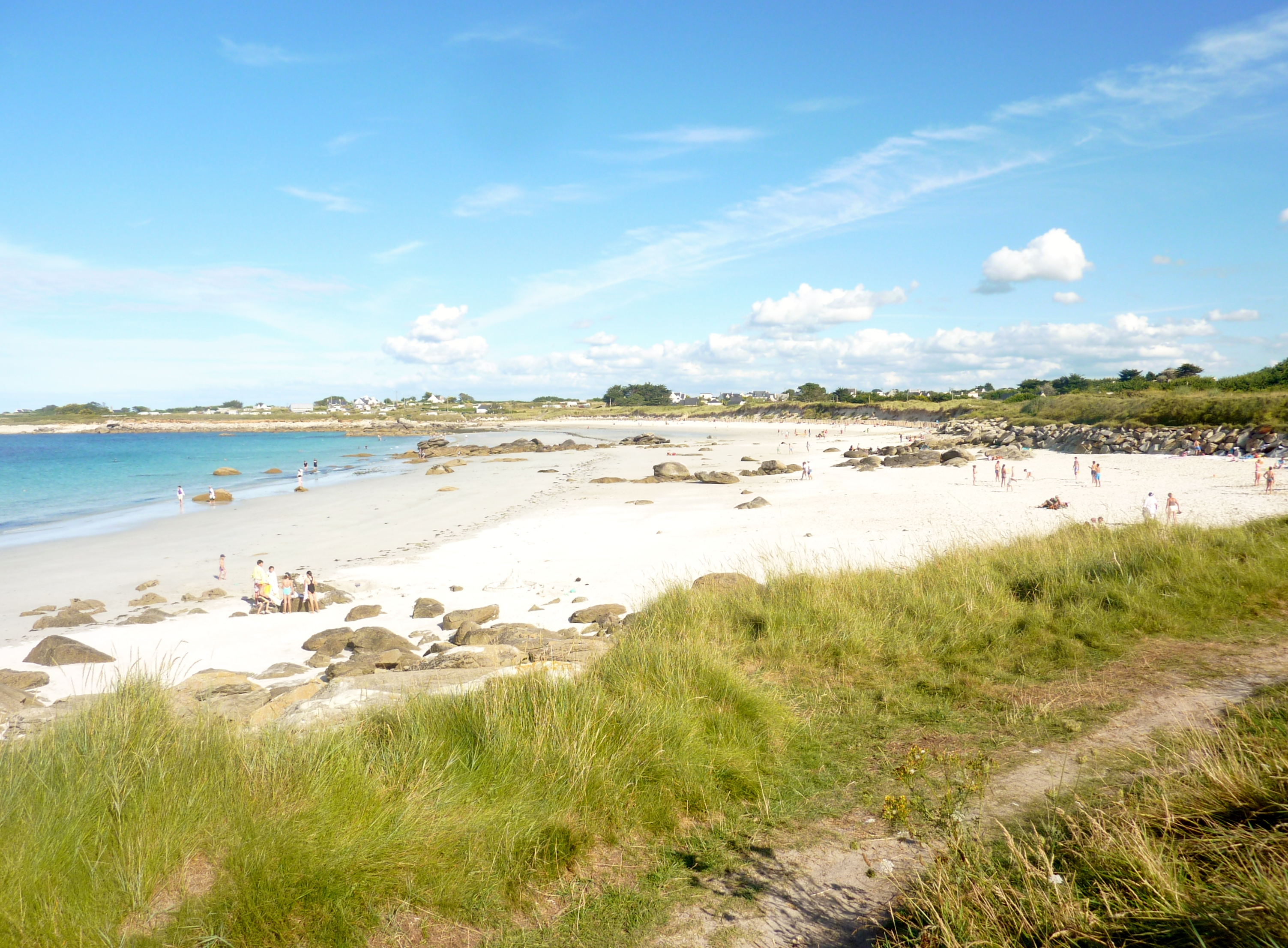
Plouguerneau : la plage de la Grève Blanche.
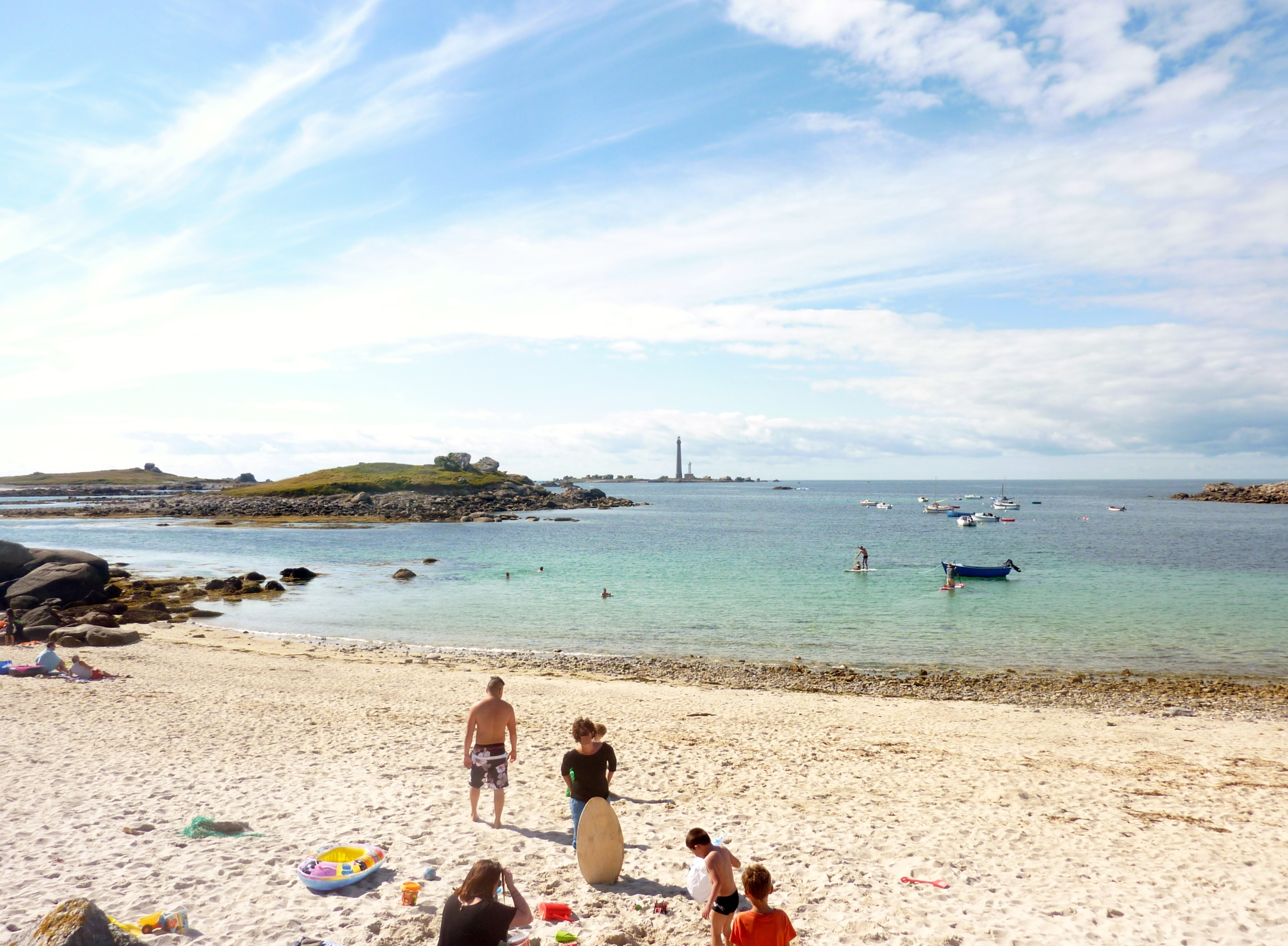
Plouguerneau : la Grève Blanche et la presqu'île de Beg ar Spins.
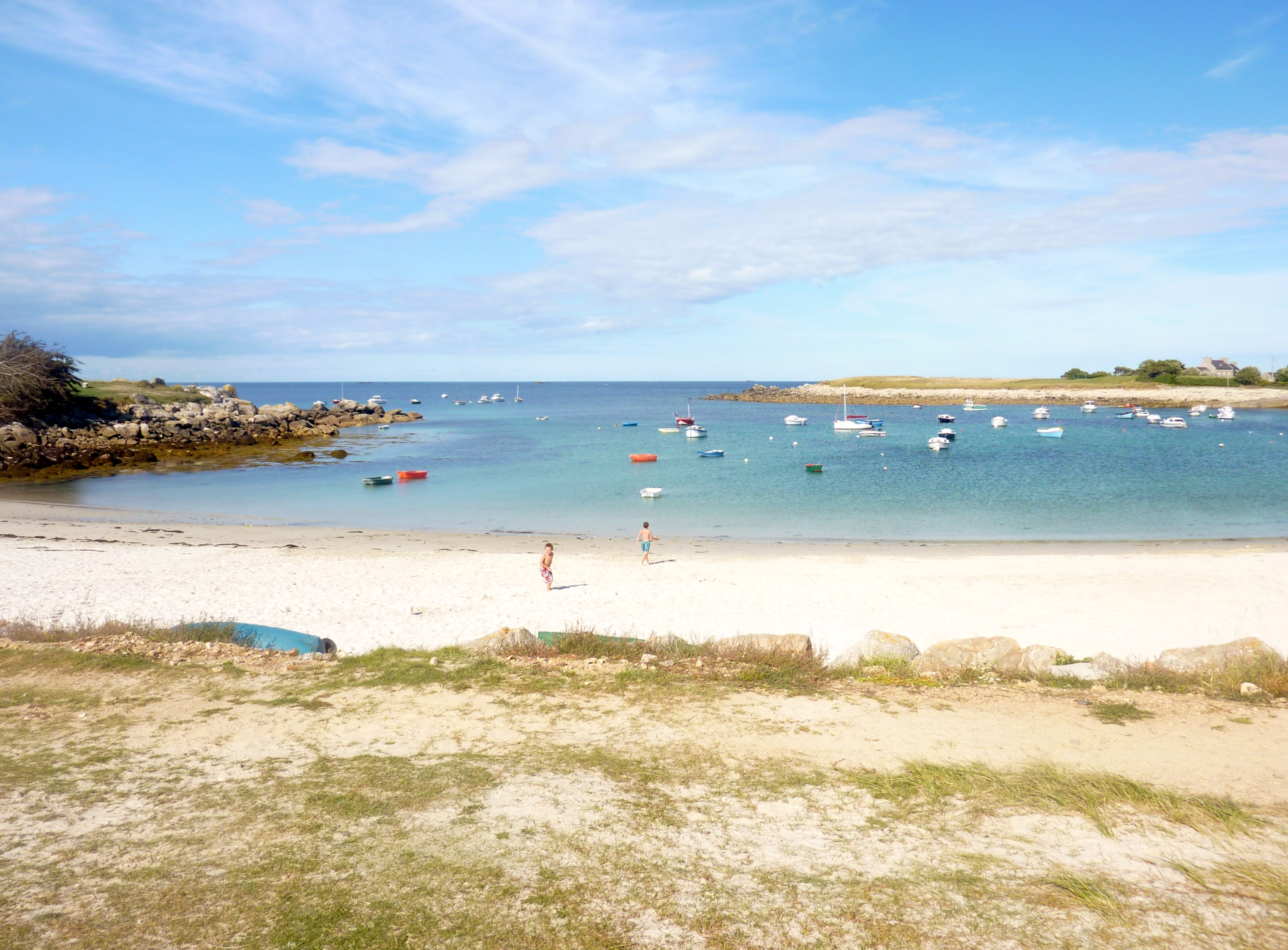
Plouguerneau : la plage de Porz Gwenn.
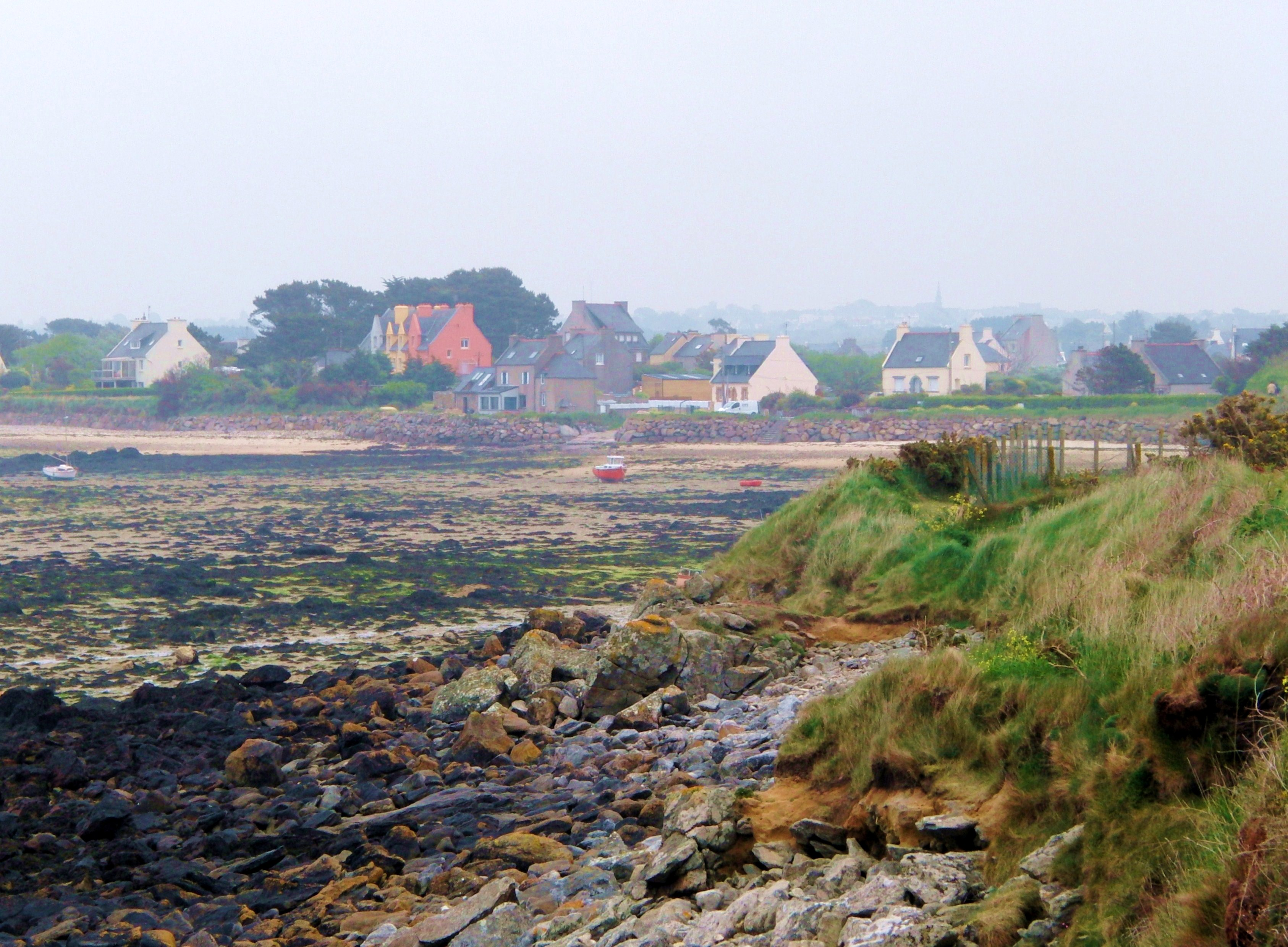
Lilia : la plage de Saint-Cava à marée basse.

### Îles et îlots

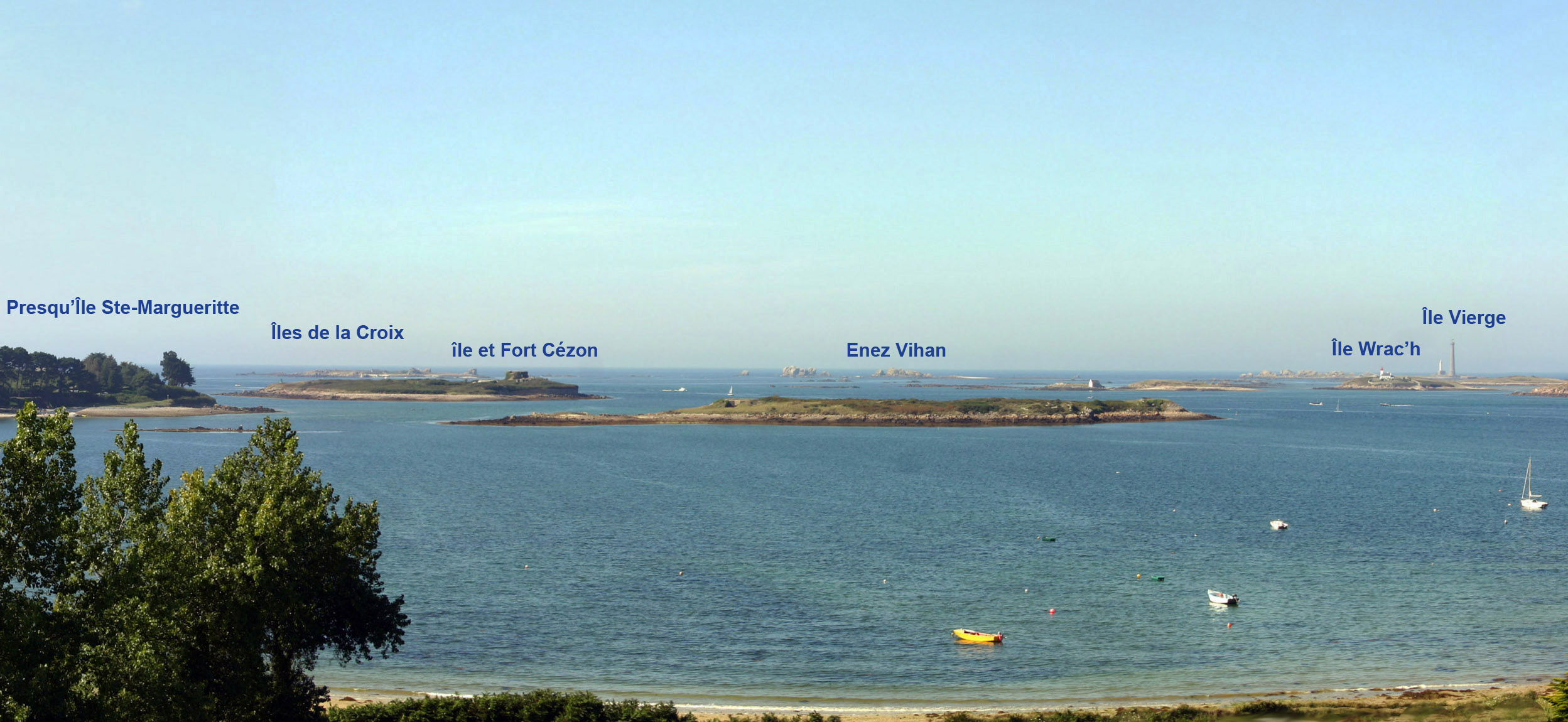
Les îles de l'estuaire de l'Aber Wrac'h, vue panoramique.

Les îles et îlots sont nombreux, ainsi que les écueils. L'île la plus connue est l'Île Vierge, célèbre surtout en raison de son phare. Les autres îles sont l'Île Wrac'h, l'Île de Stagadon, Enez Terc'h (br), Bilou Braz, Léach Ven, l'Île Valan, l'Île Vénan.
- l'Île Vierge.

- l'Île Stagadon, d'une superficie de 4 ha, est située à l'entrée de l'Aber Wrac'h ; elle a appartenu par le passé au peintre Bernard Buffet. Elle possède une ancienne ferme de pêcheurs-goémoniers reconvertie, ainsi que ses dépendances, en un gîte tenu par l'Association des Amis du Père Michel Jaouen (Association Amis Jeudi Dimanche). Cette île est accessible à pied lors des marées à fort coefficient, mais il faut quand même marcher dans l'eau, sur des cailloux et des algues[5]. Sur sa face sud, l'île possède deux belles plages fréquentées par les plaisanciers[6].

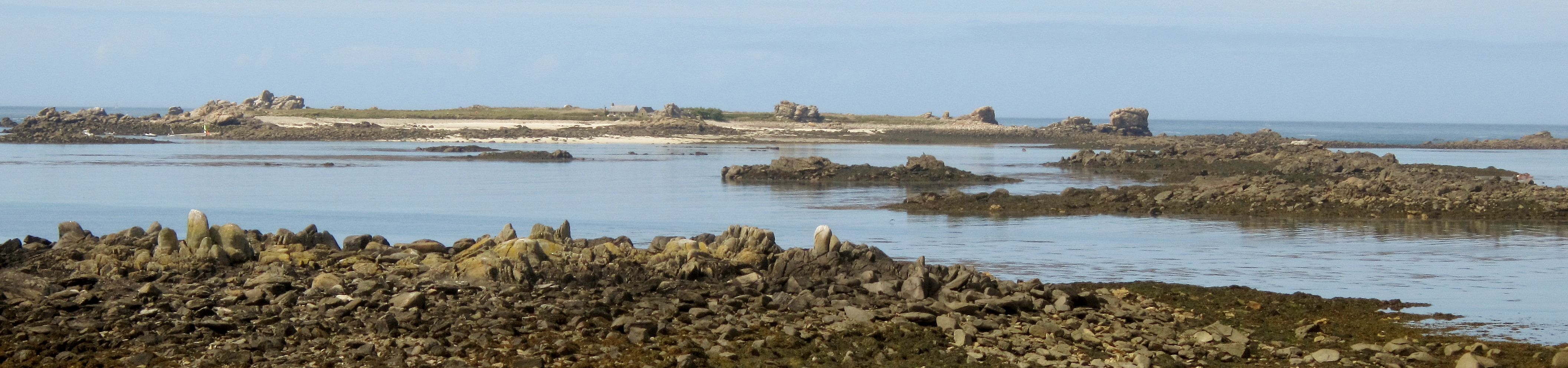
L'Île Stagadon vue depuis la partie ouest de l'Île Wrac'h.
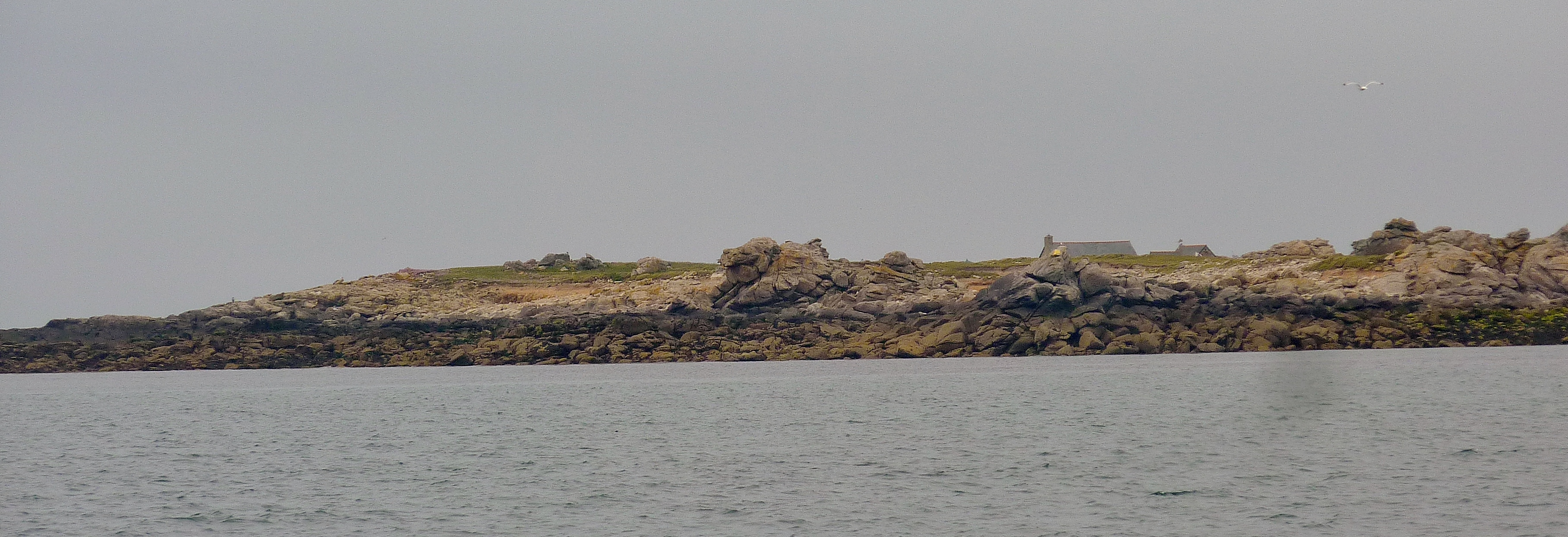
Plouguerneau : l'Île Stagadon

- l'Île Wrac'h (Roc'h-Gored en breton), connue notamment pour sa maison-sémaphore, transformée désormais en résidence d'artistes, et les trois "Petites Îles Wrac'h", dont l'une, celle de l'est, avec sa maison et ses anciens viviers.

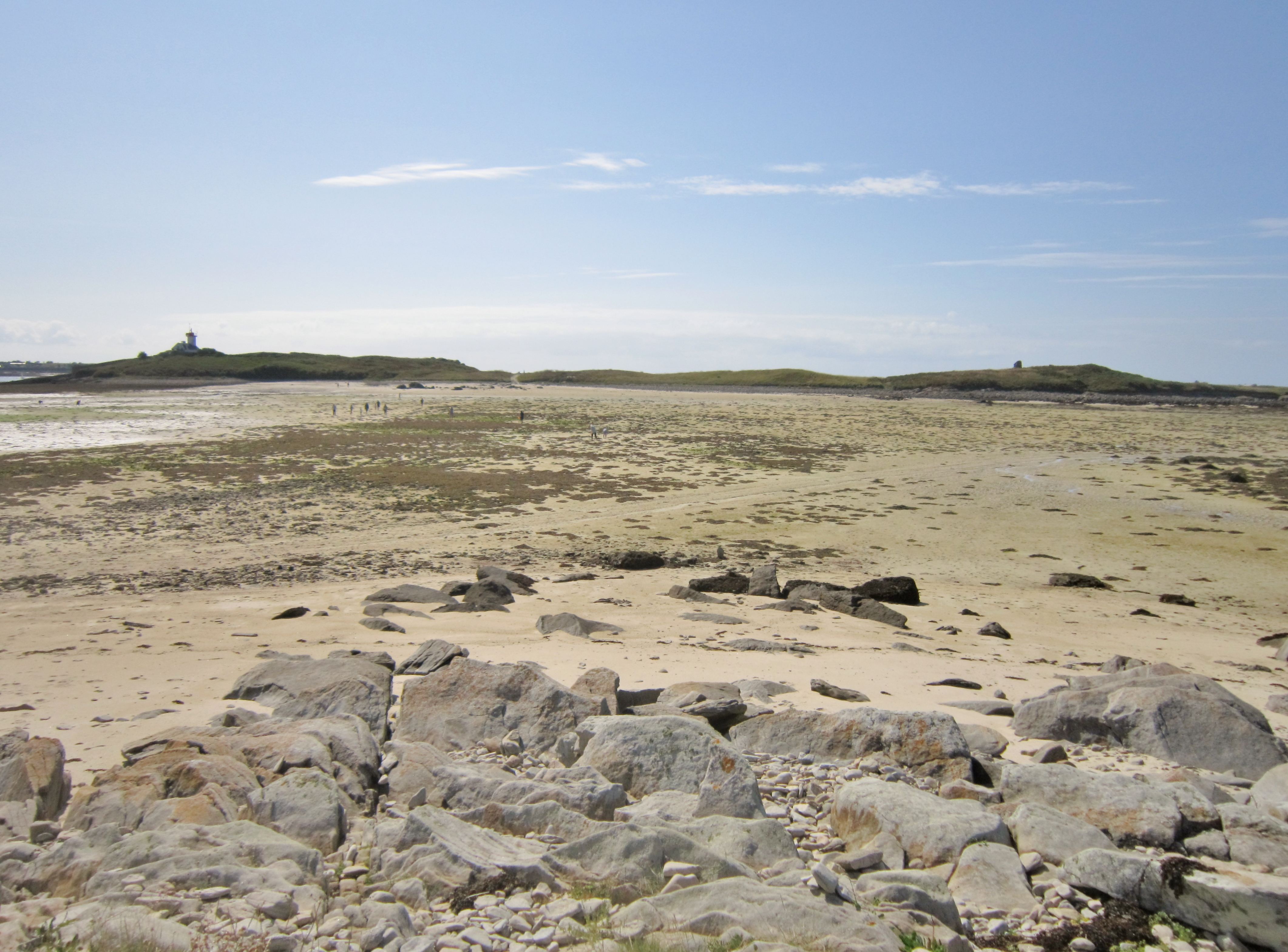
Le pertuis (détroit), franchissable à pied à marée basse, séparant le continent de l'île Wrac'h, vu du continent (l'Île Wrac'h est à l'arrière-plan).
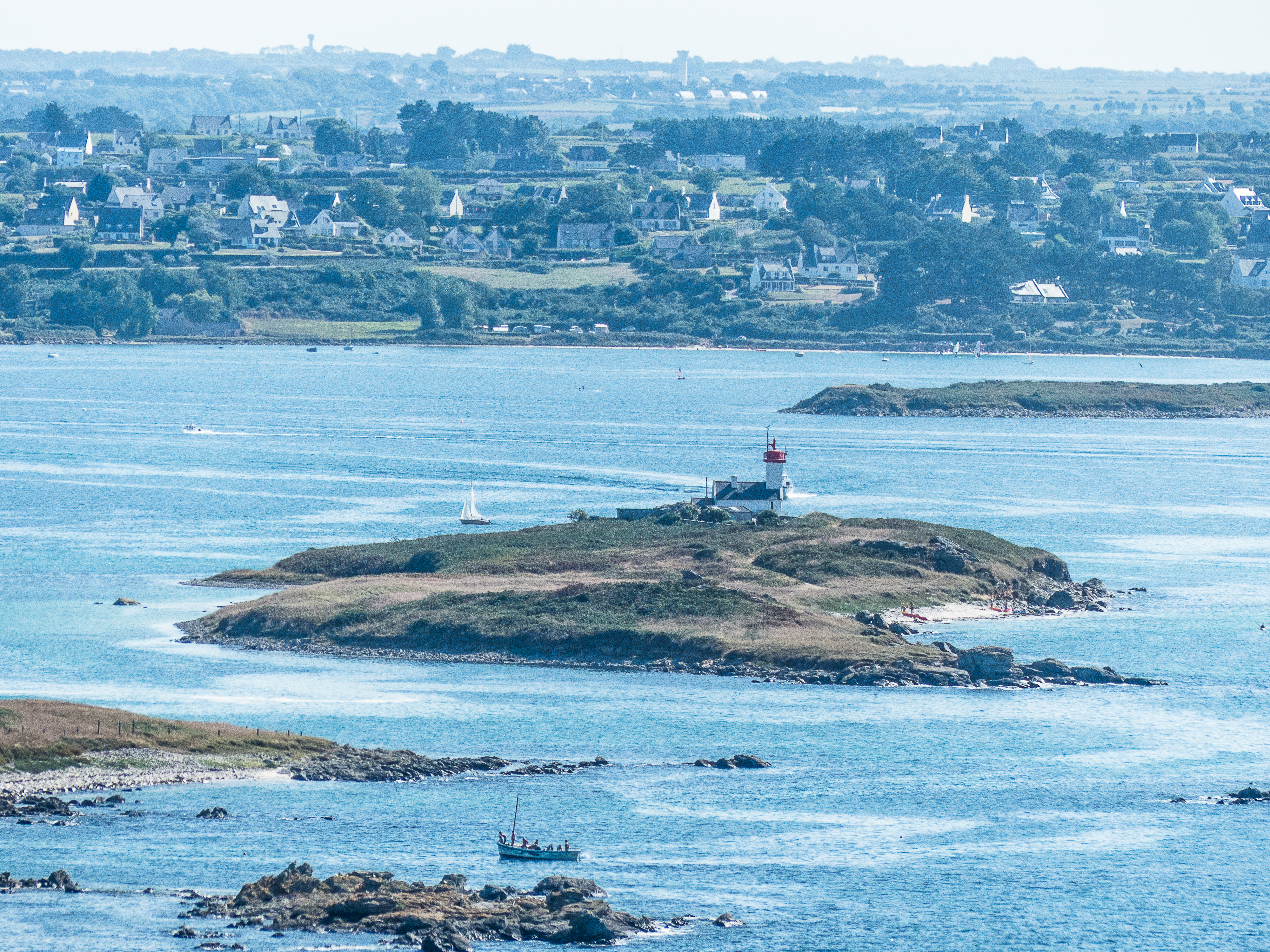
L'Île Wrac'h vue du sommet du phare de l'Île Vierge.
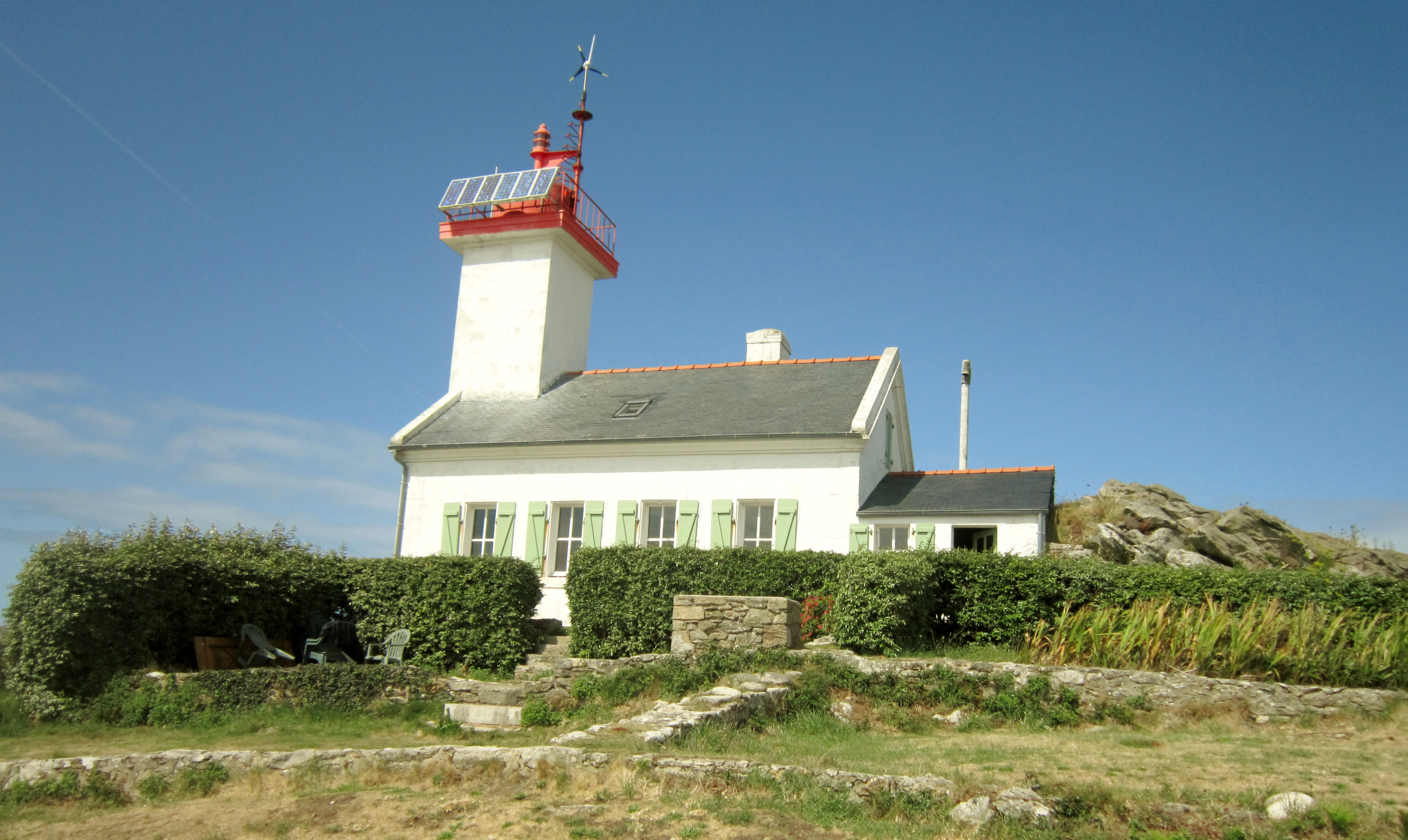
La maison-phare de l'Île Wrac'h.
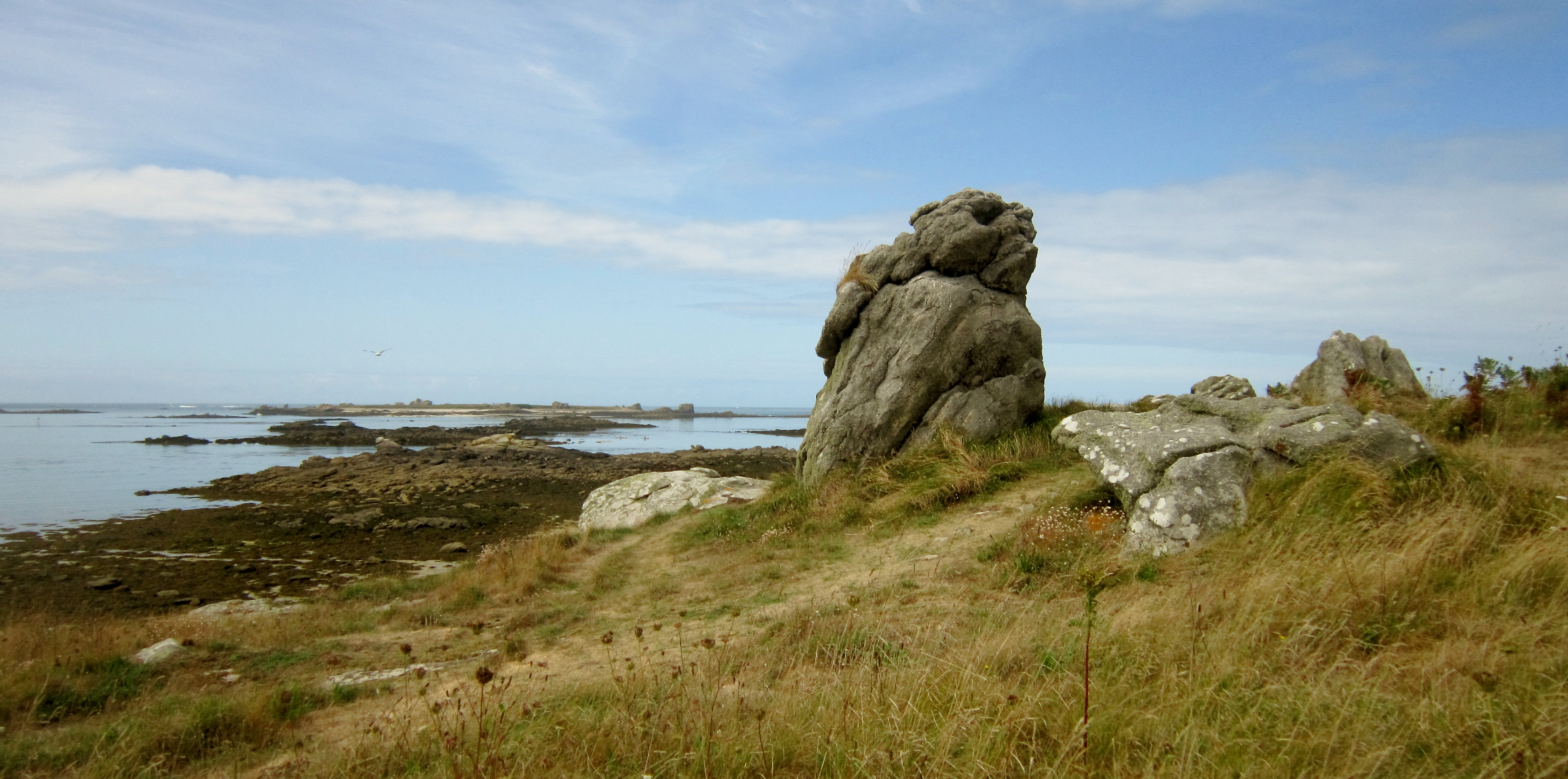
Paysage de la partie nord-ouest de l'Île Wrac'h.
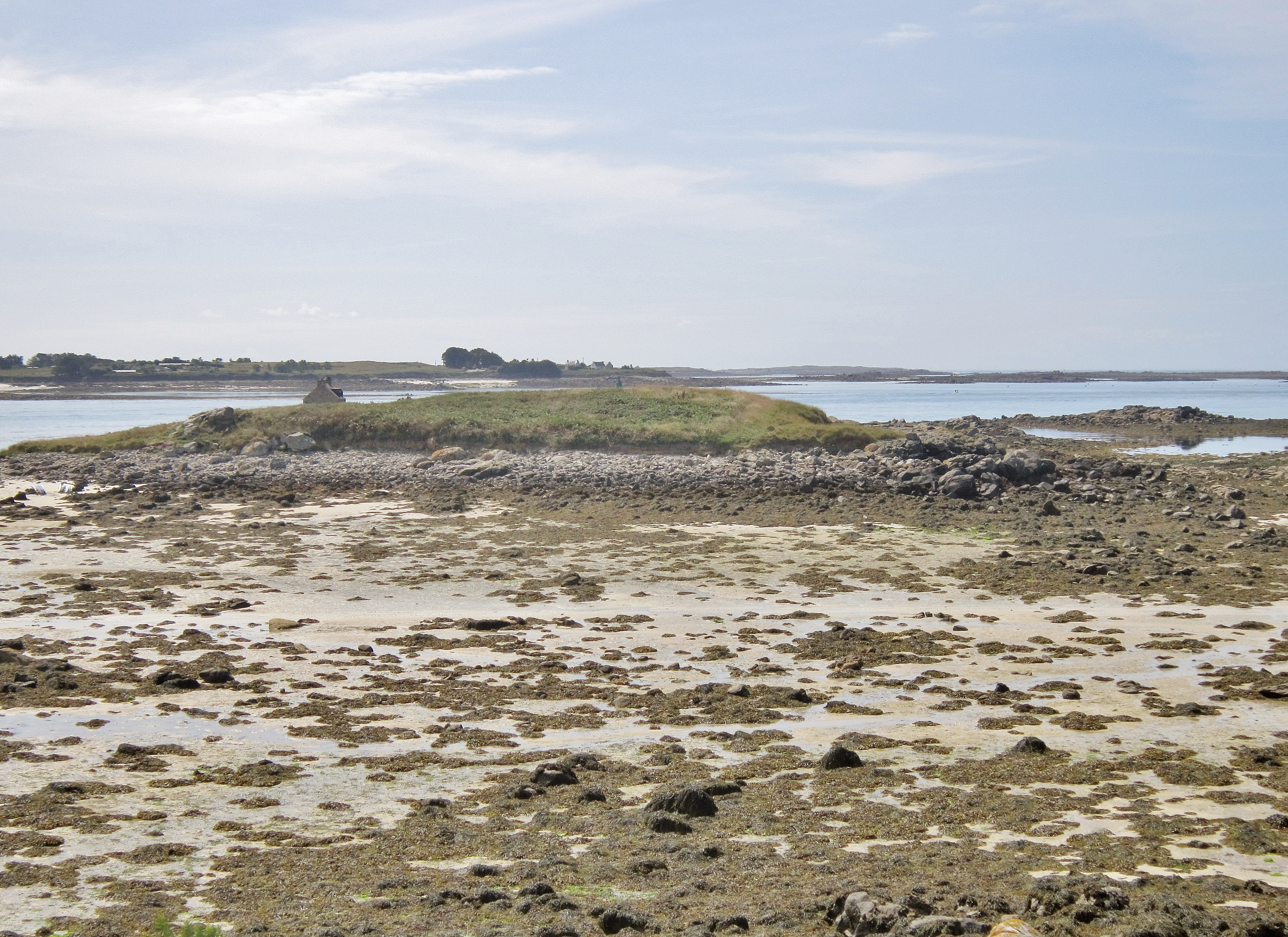
Les "Petites Îles Wrac'h" vues de l'Île Wrac'h.
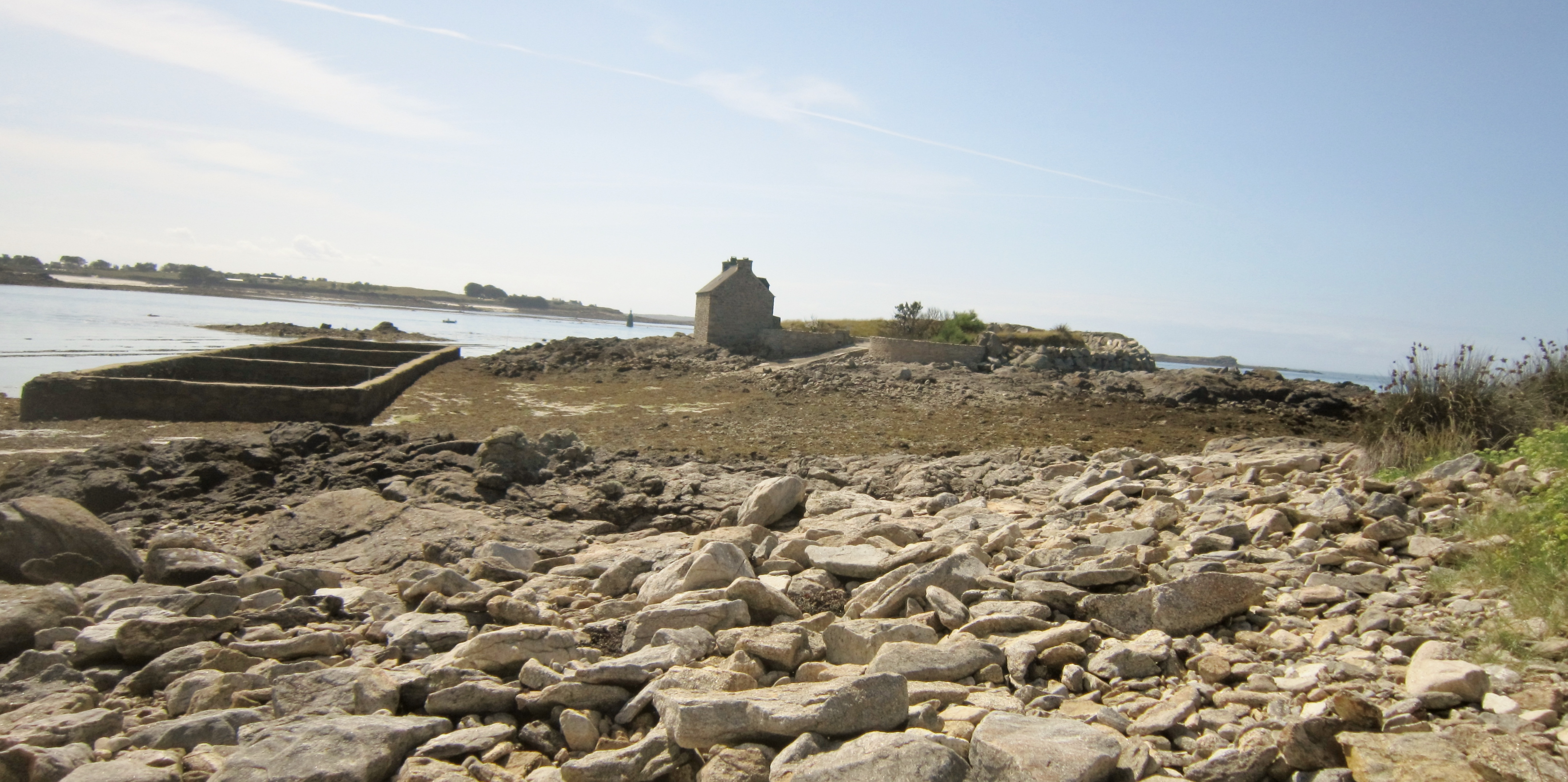
L'une des "Petites Îles Wrac'h" (celle de l'est), avec sa maison et ses anciens viviers.
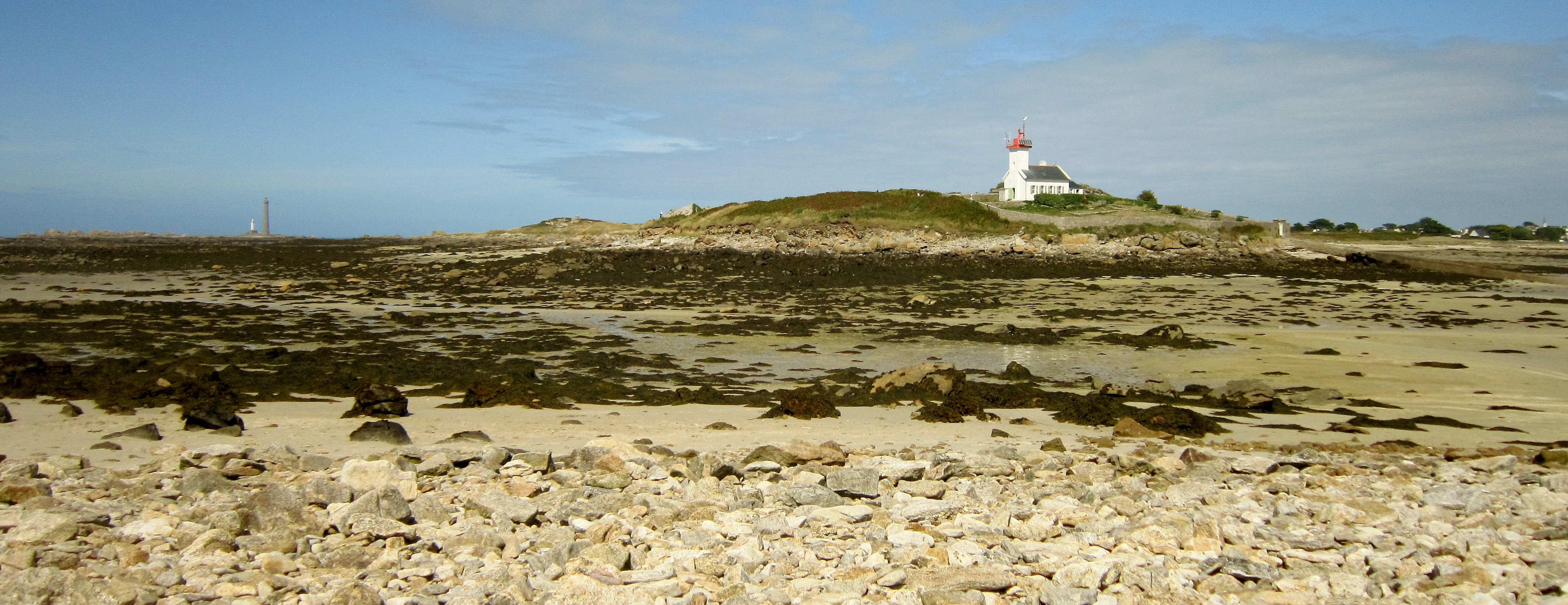
L'Île Wrac'h et sa maison-phare vues à marée basse depuis l'une des "Petites Îles Wrac'h" (celle de l'est).

- Enez Terc'h servit de base d'hydravions[7] en 1917-1918 pour l'armée américaine, qui y installa un campement pour 477 hommes de troupe et 40 officiers, formé de baraques en bois et en fibrociment[8]. Dans le sud-ouest de l'île, on voit encore deux cales qui sont des vestiges de cette base d'hydravions qui en fait a peu servi[9]. Depuis, cette île est couramment appelée « l'île aux Américains ».

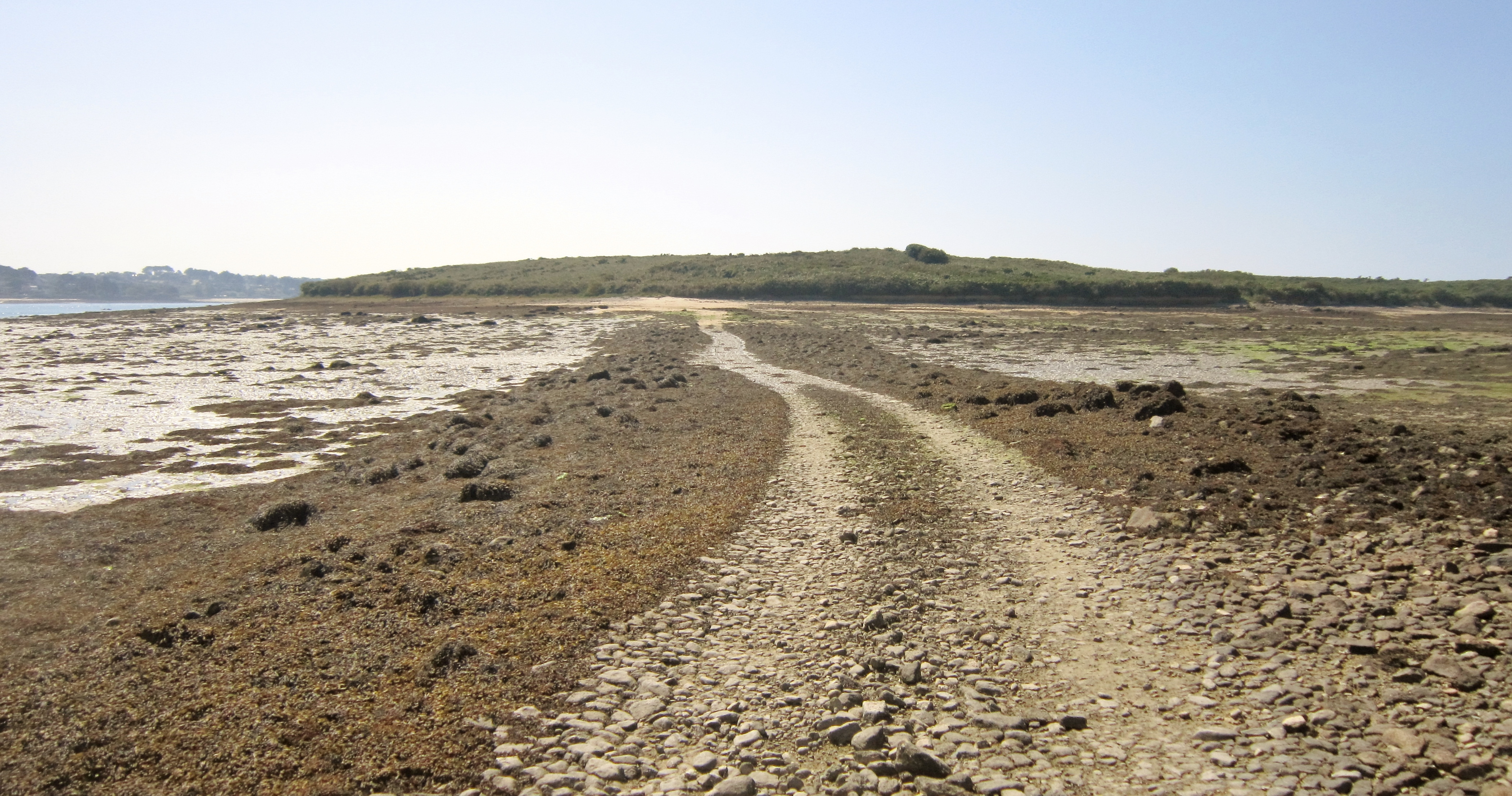
Le chemin d'accès (à marée basse) à Enez Terc'h depuis la presqu'île de Kerazan Vraz.
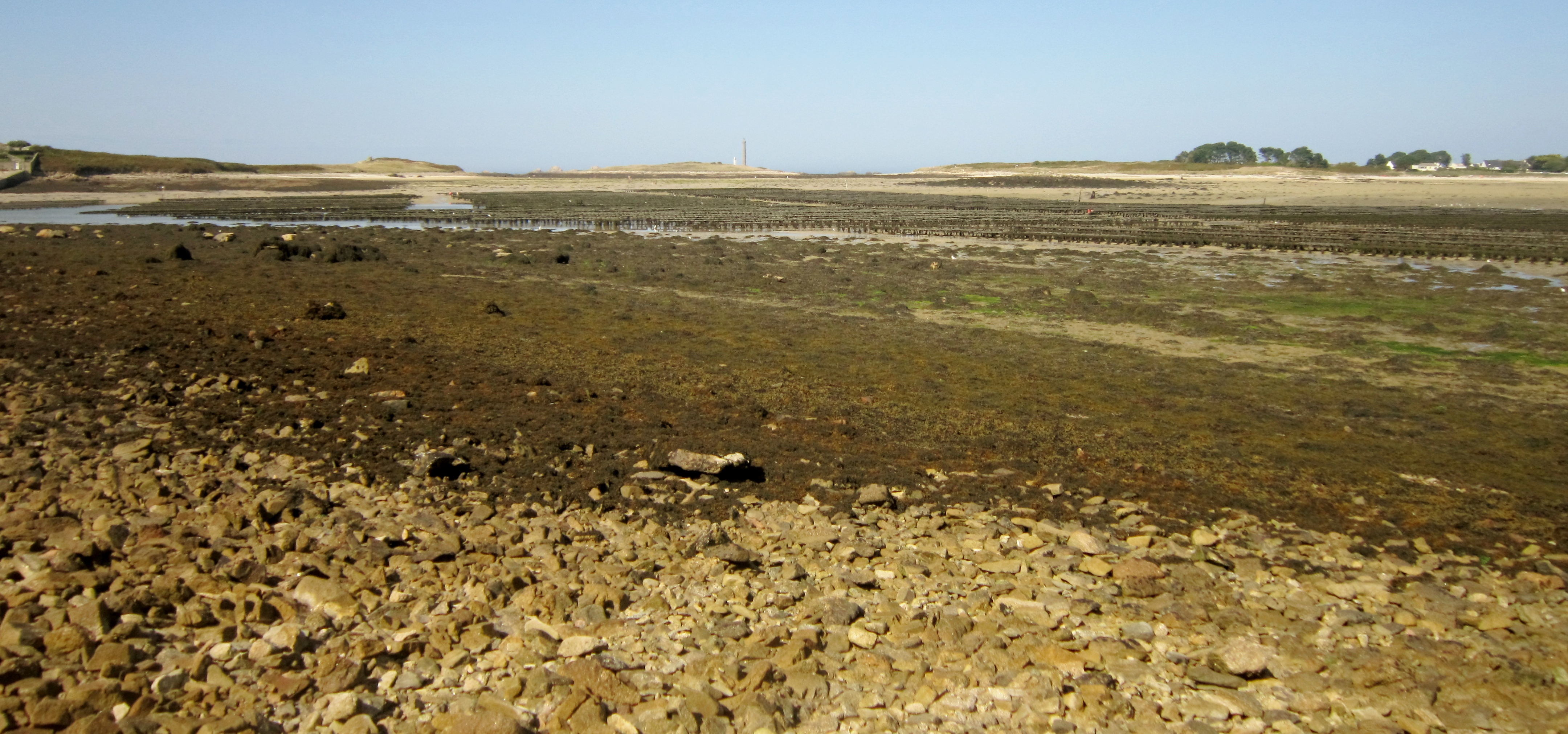
La grève séparant l'île d'Enez Terc'h du continent à marée basse (vue vers le nord).
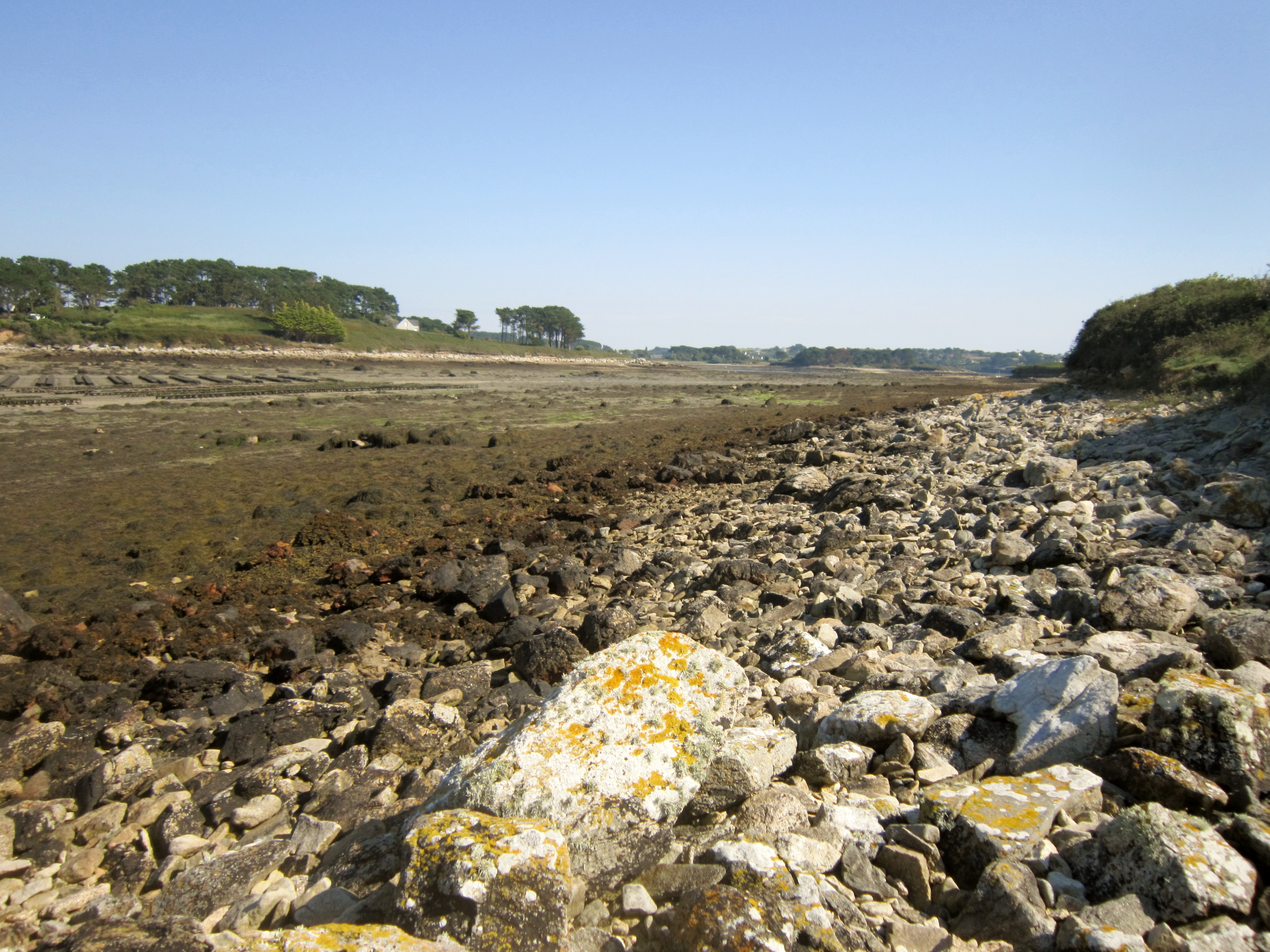
Le bras de mer séparant Énez Terc'h du continent (vue vers le sud depuis Énez Terc'h à marée basse).
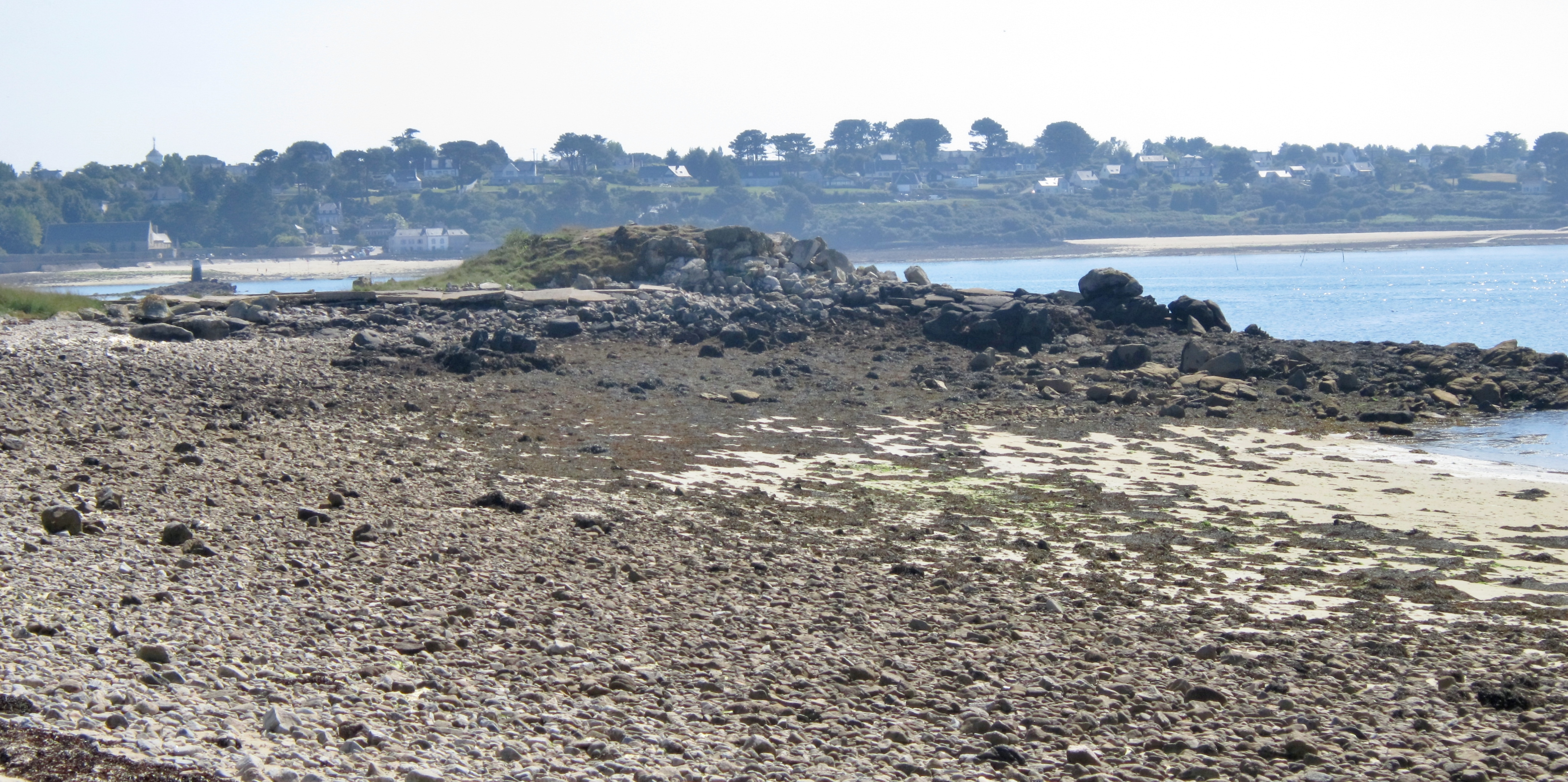
Enez Terc'h : rochers et traces de la base américaine d'hydravions datant de 1917-1918.
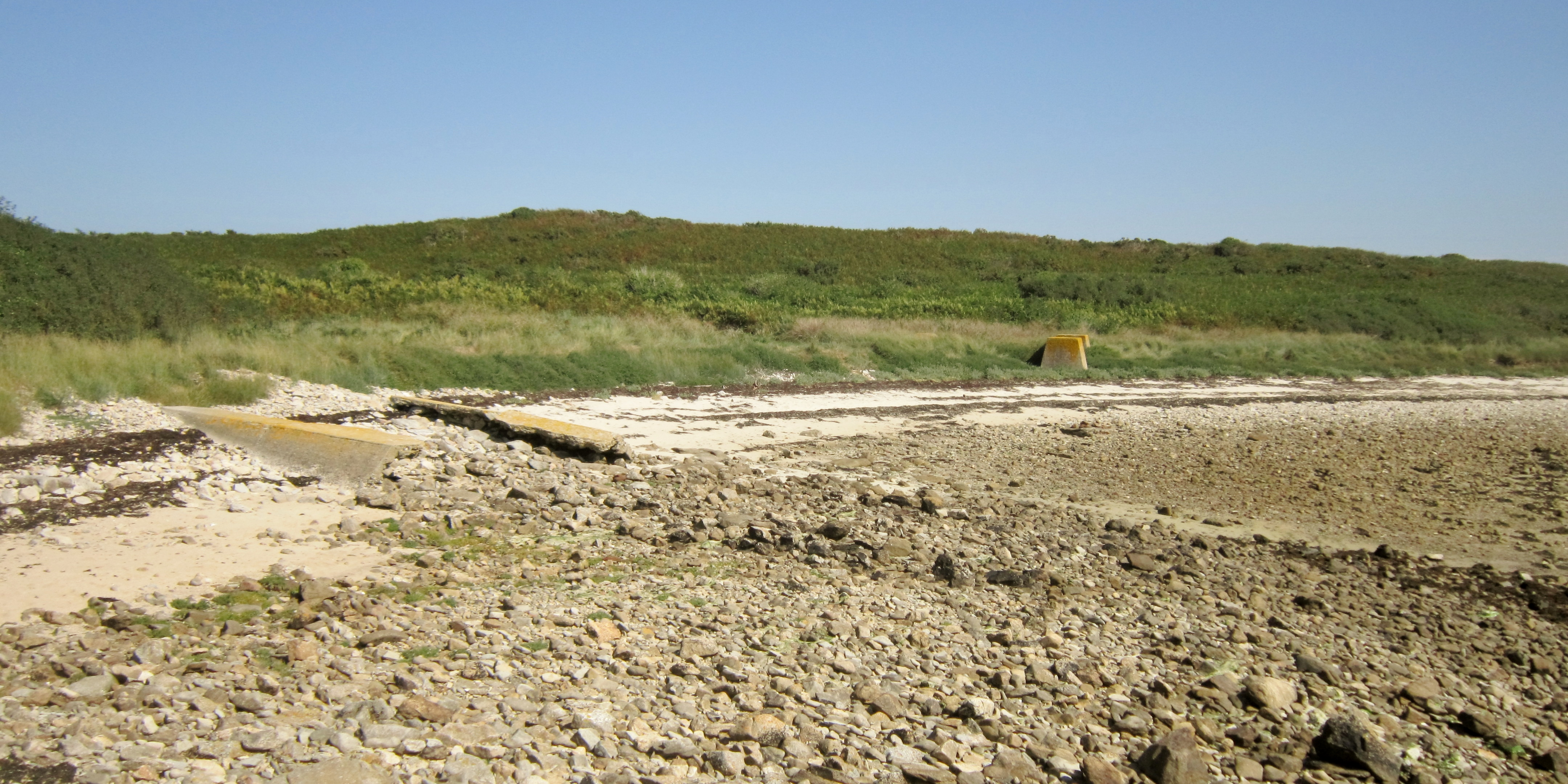
Enez Terc'h : traces de la base américaine d'hydravions datant de 1917-1918.
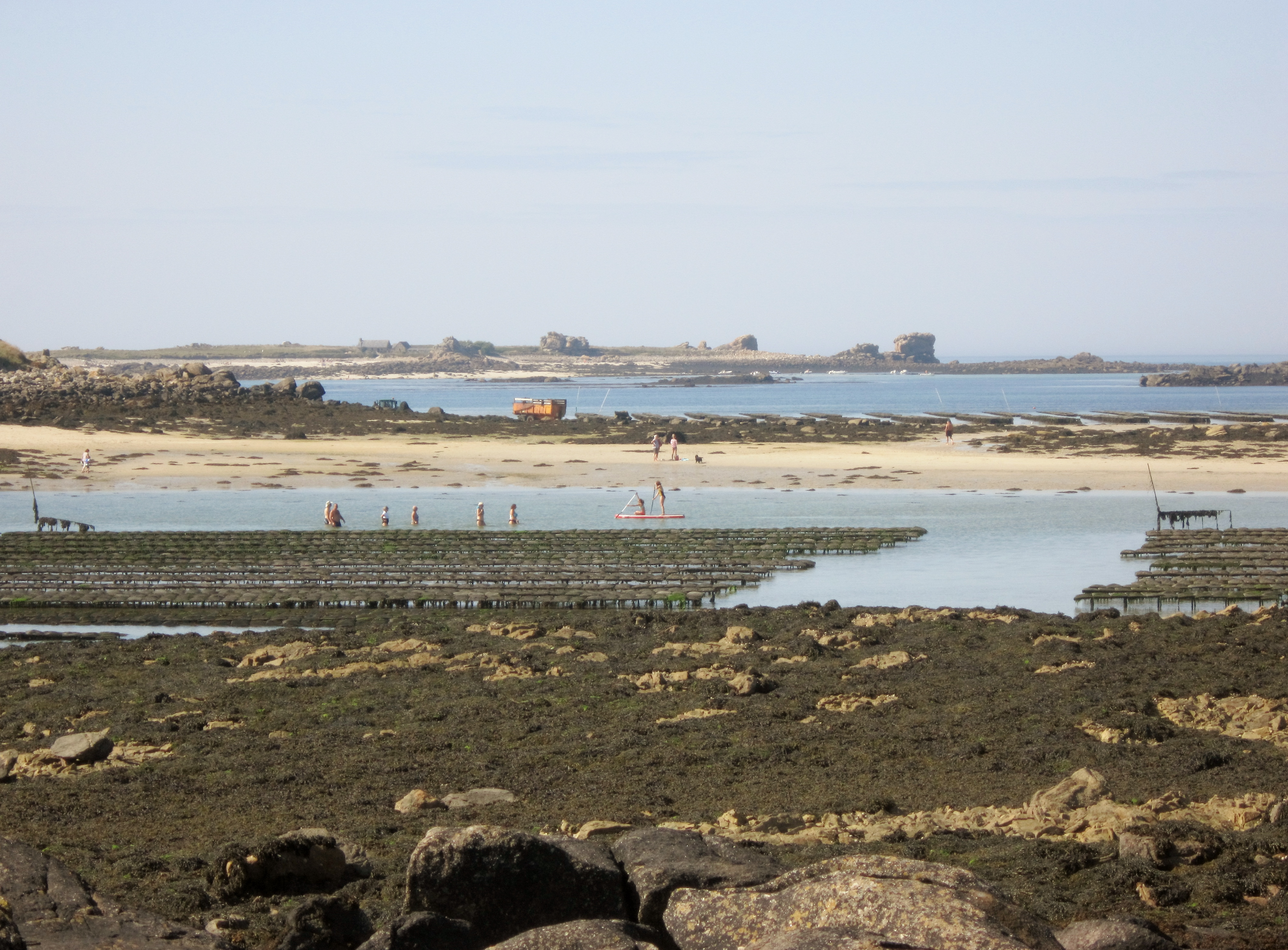
Activités ostréicoles à proximité d'Enez Terc'h.

- l'Île Valan : son nom breton Enez Valan signifie « Île aux genets » ; elle est située juste à l'ouest de l'Île Vierge.
- l'Île Venan est connue surtout pour son cairn qui a été fouillé au XIXe siècle, ce qui lui a donné son aspect actuel en forme de cratère de volcan.

L'abondance des rochers en mer, qui forment de nombreux écueils, rend cette côte particulièrement dangereuse à la navigation comme en témoigne cette description d'Ernest Daudet, parue en 1899 :

« La renommée de cette côte est sinistre et mérite de l'être. Depuis que les hommes ont conquis l'empire des mers, les pointes de l'Île Vierge, de Guissény, de Pen-ar-Garec, de Kerlouan, de Brignogan, furent les auteurs et les témoins d'effroyables catastrophes. (...) En avant de ces rivages, et jusqu'à plusieurs milles en mer, [la nature] a jeté dans les fonds d'innombrables récifs. Quelques-uns s'assèchent à la mer basse et, quand elle les recouvre, on ne peut les deviner qu'à l'écume des eaux qui viennent se briser sur leurs dentelures redoutables. D'autres ne sont jamais couverts. Ils émergent au-dessus des ondes : ici, aiguilles acérées ; là, rocs massifs s'allongeant comme des monstres accroupis. Il en est qui ne se montrent qu'à de rares intervalles, dans les mouvements des grandes marées, et ce ne sont pas les moins périlleux. Pour naviguer parmi ces écueils, il faut les connaître et pour ne pas s'y briser il faut n'être pas saisi par les courants, enveloppé par les brumes et surtout ne pas confondre les feux des phares qui éclairent la bonne route (...). Encore aujourd'hui, des navires s'y perdent et, chaque année, on y signale des naufrages, bien qu'en ces endroits on ait multiplié phares, balises et signaux avertisseurs. Si, sur ces bords redoutés, les eaux pouvaient s'ouvrir (...) un vaste cimetière apparaîtrait sous nos yeux avec toutes les épaves que les siècles y ont accumulé, encore que les habitants en aient de tout temps arraché aux flots des quantités innombrables. »

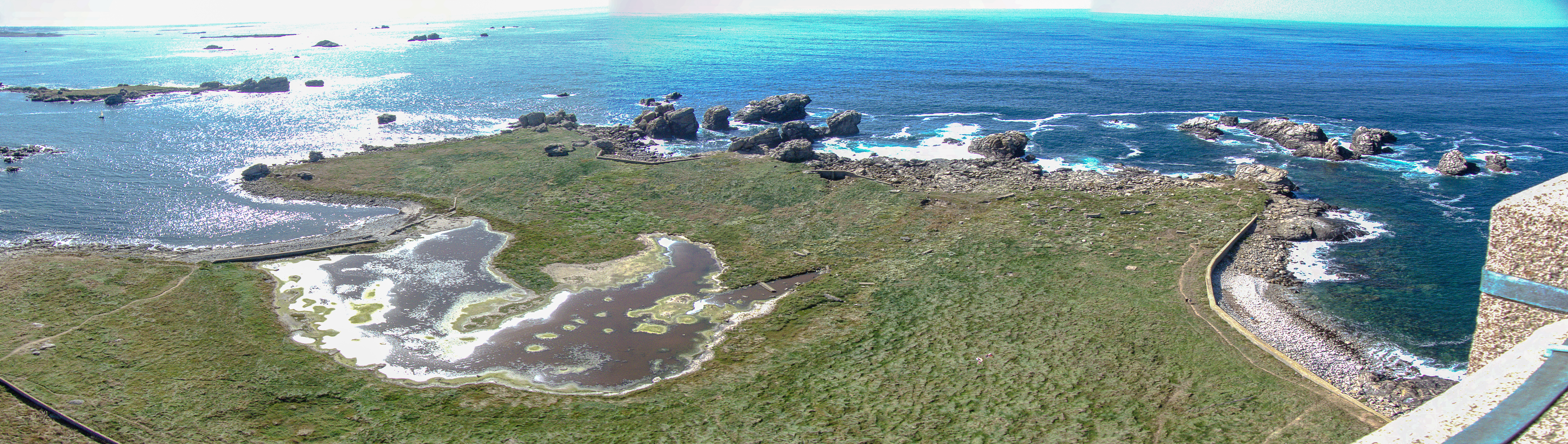
La partie nord-ouest de l'Île Vierge vue du sommet du phare.
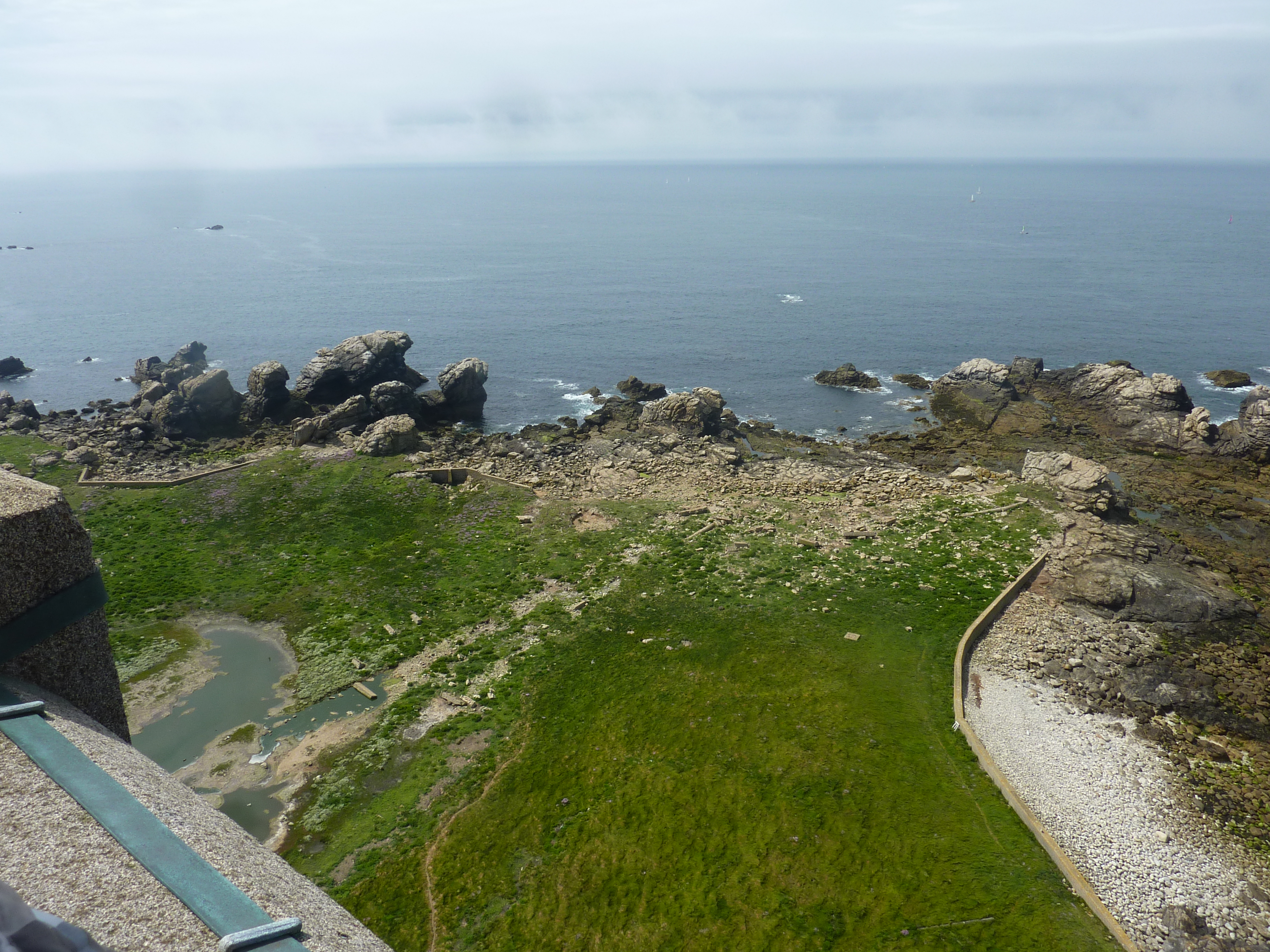
La partie nord-ouest de l'Île Vierge vue du sommet du phare.
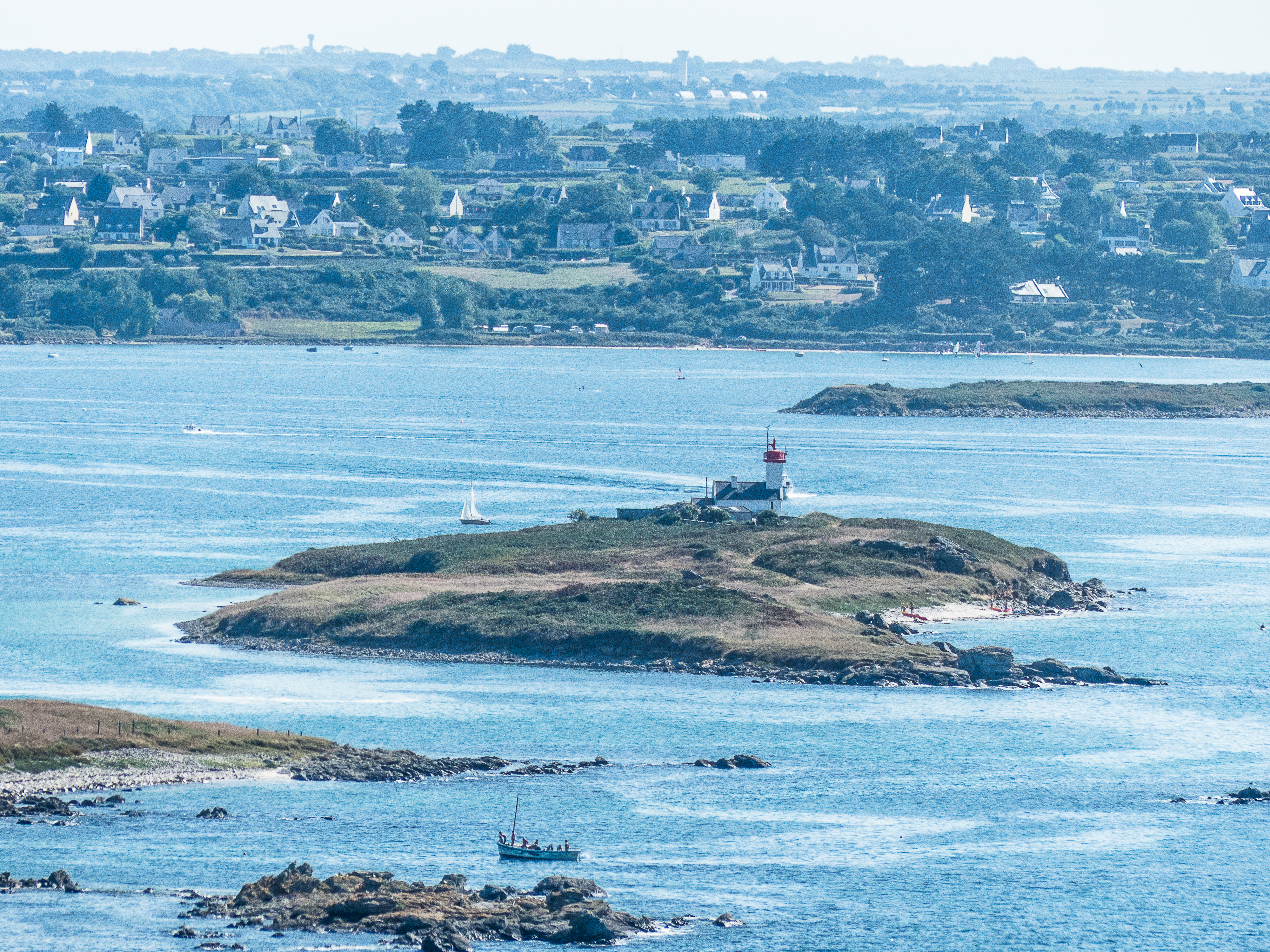
L'Île Wrac'h vue du sommet du phare de l'Île Vierge (à l'arrière-plan, Landéda).
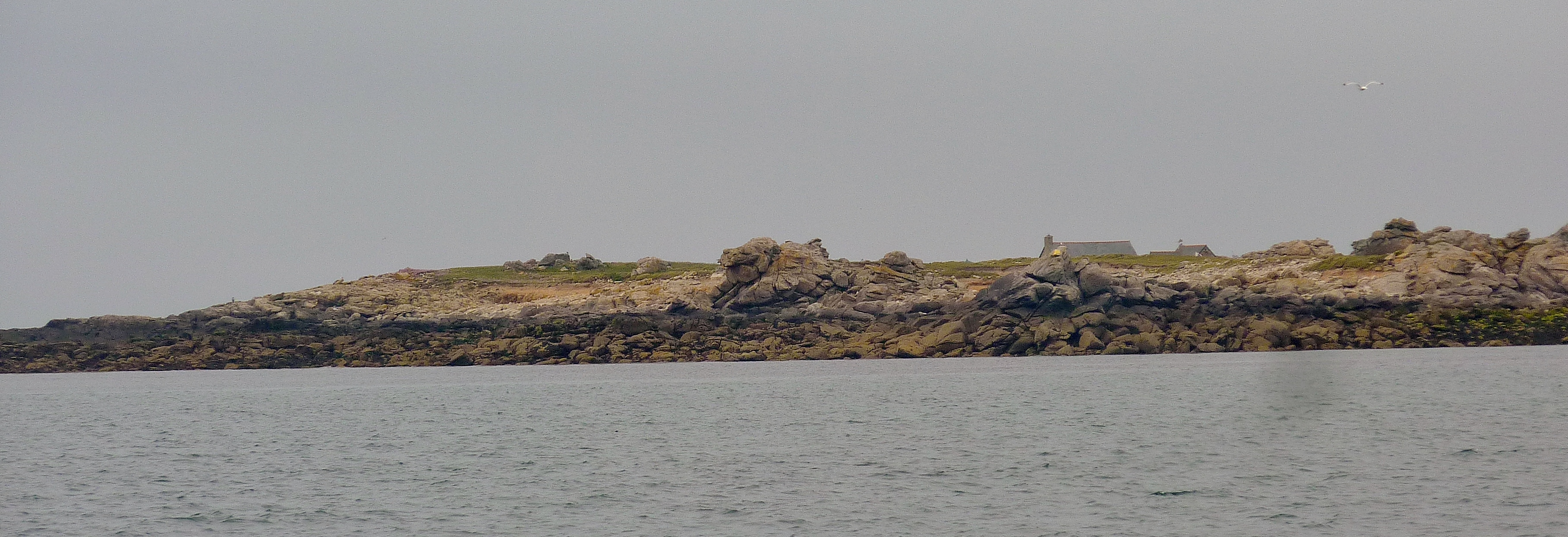
Plouguerneau : l'Île de Stagadon.
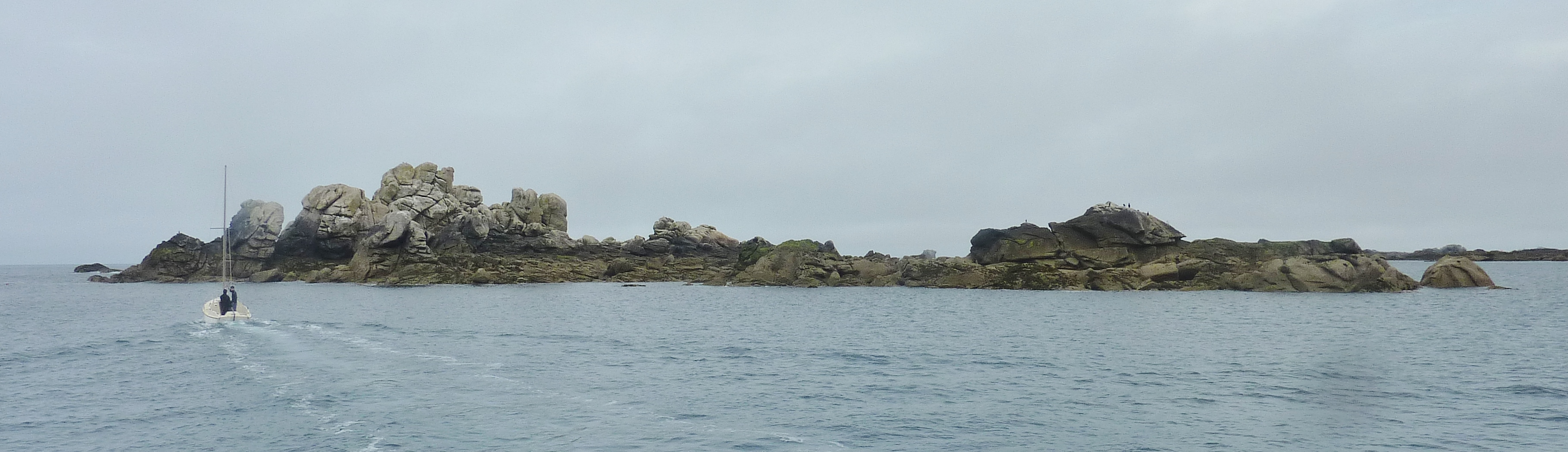
Plouguerneau : l'Île Valan.
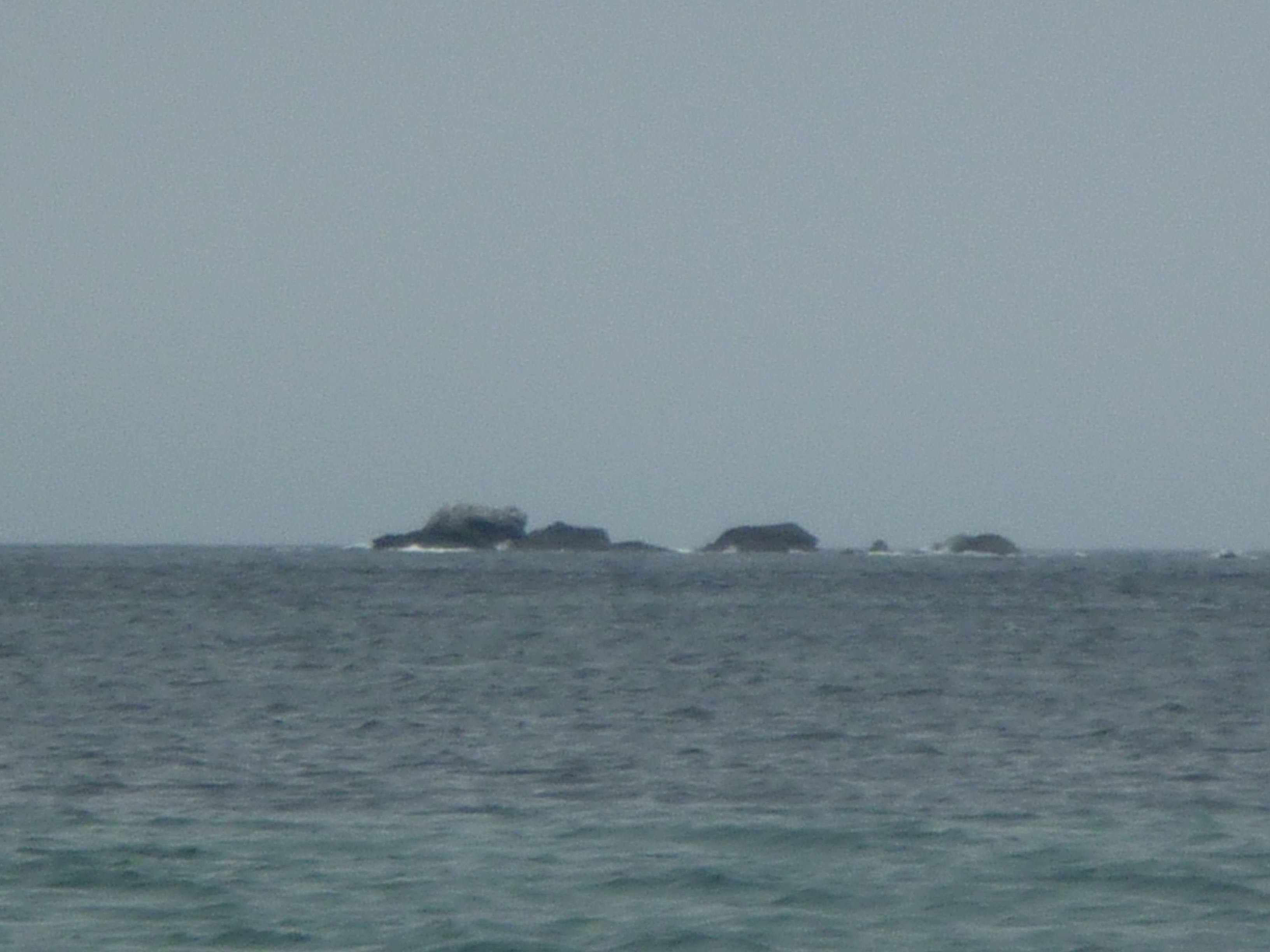
Plouguerneau : rochers près de la côte.

### Habitat
Le bourg est situé à une certaine distance de la côte, sur un plateau : c'est là une caractéristique commune à de nombreuses communes littorales bretonnes (par exemple à Ploudalmézeau, Landunvez, Plouarzel, Ploumoguer, etc.), les premiers émigrants bretons fixèrent le centre de leurs plous à l'intérieur des terres, probablement par crainte des pirates saxons.
Plouguerneau, Lilia et Le Grouanec sont divisés en une multitude de lieux-dits aux noms bretons. Pour Plouguerneau, il y a par exemple 'Kroaz Kenan' (stade), 'Kroaz al Lann', Douar Nevez, Moguéran, Penn ar Strejou (Grève Blanche), Gavré, Kergongar, Korejou, Illiz Koz, Porz Gwenn… À Lilia, les lieux-dits les plus connus sont 'Reun', le Kastell Ac'h (bord de mer) ainsi que Saint-Cava (bord de mer).
La situation péninsulaire explique que la commune soit longtemps restée un isolat humain : à Plouguerneau en 1911 6% des habitants seulement étaient nés dans une autre commune (alors que la moyenne à la même date pour l'ensemble de la France est d'environ 30%).
Les Plouguernéens, du moins ceux du littoral, étaient traditionnellement surnommés "Farz Teo", c'est-à-dire "Far épais" par ceux de Lannilis et Landéda.

### Le port du Korejou et les autres ports
Le port du Korejou, avec un total de 189 mouillages, est le plus important de Plouguerneau : c'est à la fois un port de plaisance (180 mouillages), de pêche professionnelle (9 navires en 2010). La SNSM y est présente ainsi qu'un club nautique, un club de plongée, etc. L'aménagement d'un grand terre-plein, qui abrite la « Maison de la mer », a totalement transformé le site : jusqu'en 1960 Penn Enez (« Presqu'île » en breton) était en fait un tombolo recouvert par la mer lors des plus grandes marées. Une route a été construite sur ce tombolo submersible (interdite au stationnement des campings-cars pendant l'été) ; les sécheries d'algues sont devenues parkings et les fours à goémon ont disparu sous les herbes, quelques-uns ayant toutefois été rénovés, comme la maison de garde prévue par Vauban à la fin du XVIIe siècle pour veiller sur le petit port ; l'ancienne usine d'algues est devenue un dancing, puis un bar-discothèque.

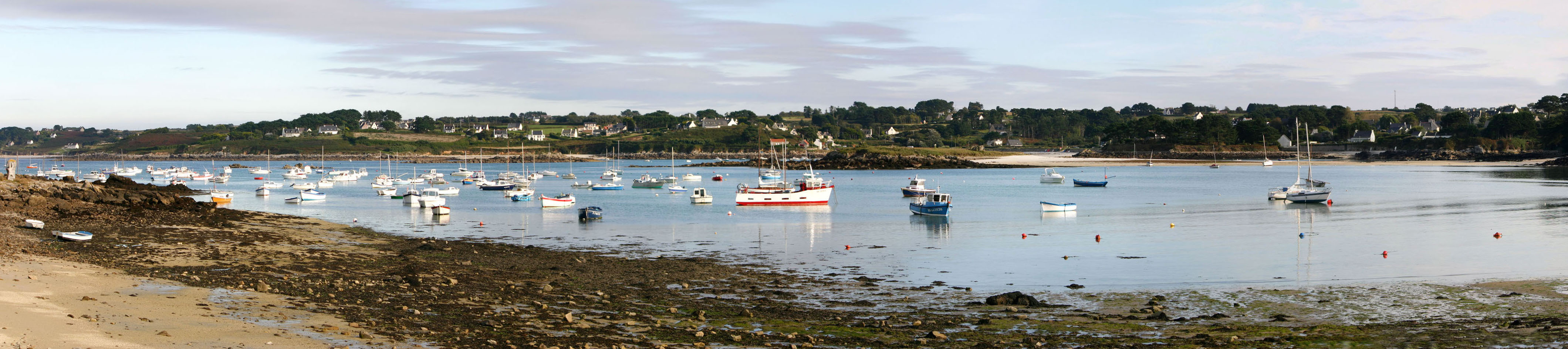
Le port du Korejou : vue panoramique.
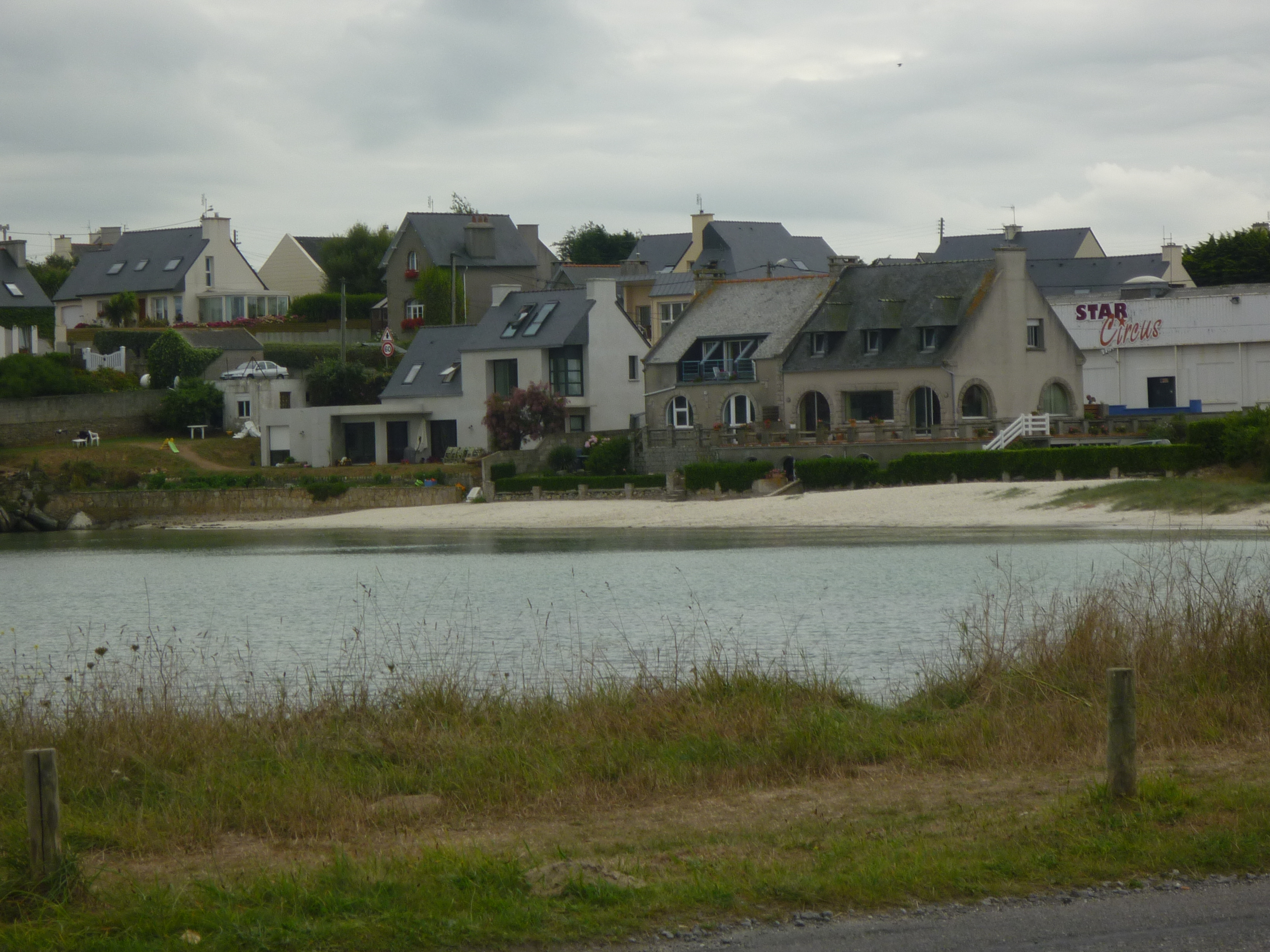
Le port du Korejou.
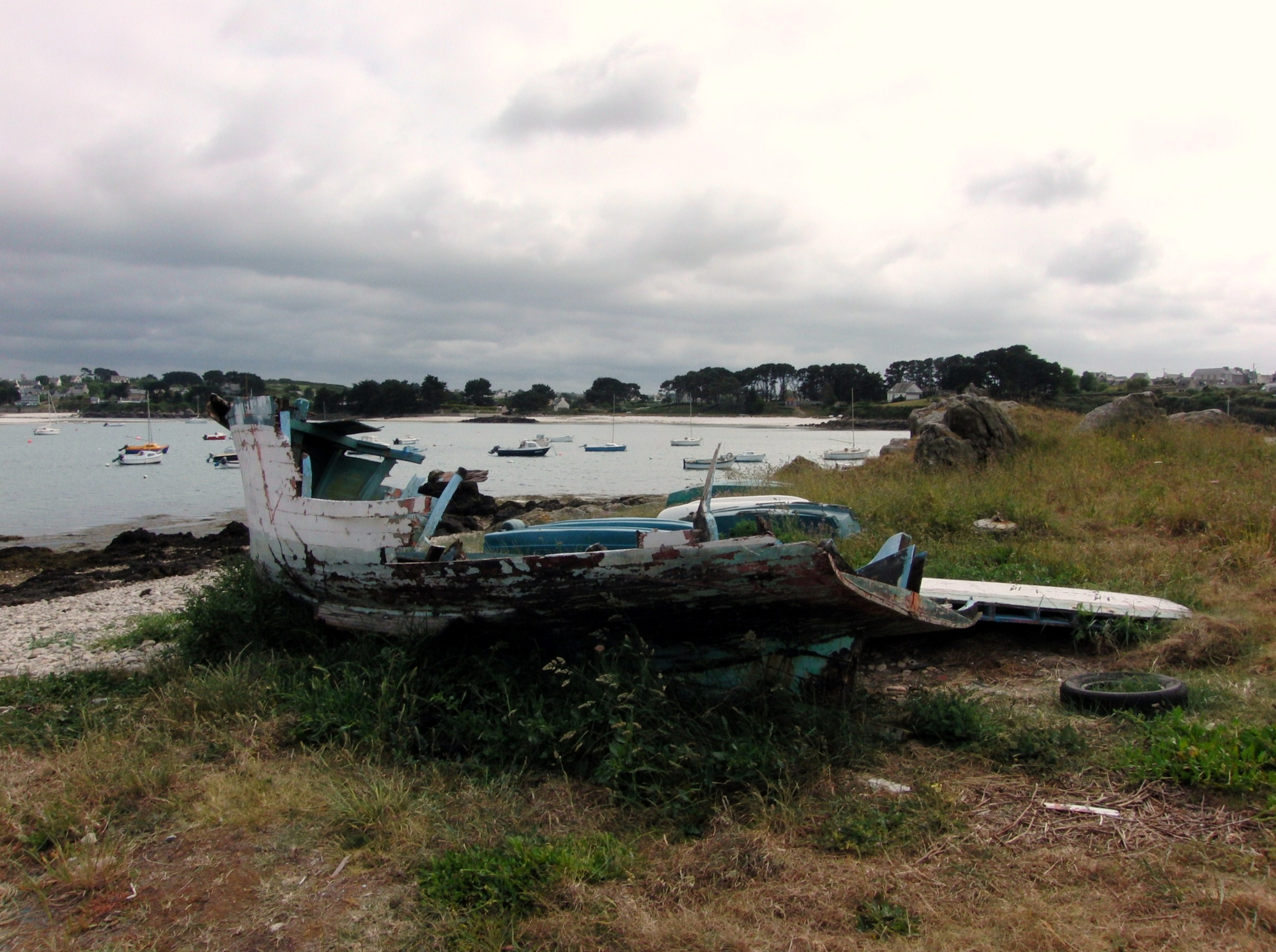
Bateau en ruine dans le port du Korejou.
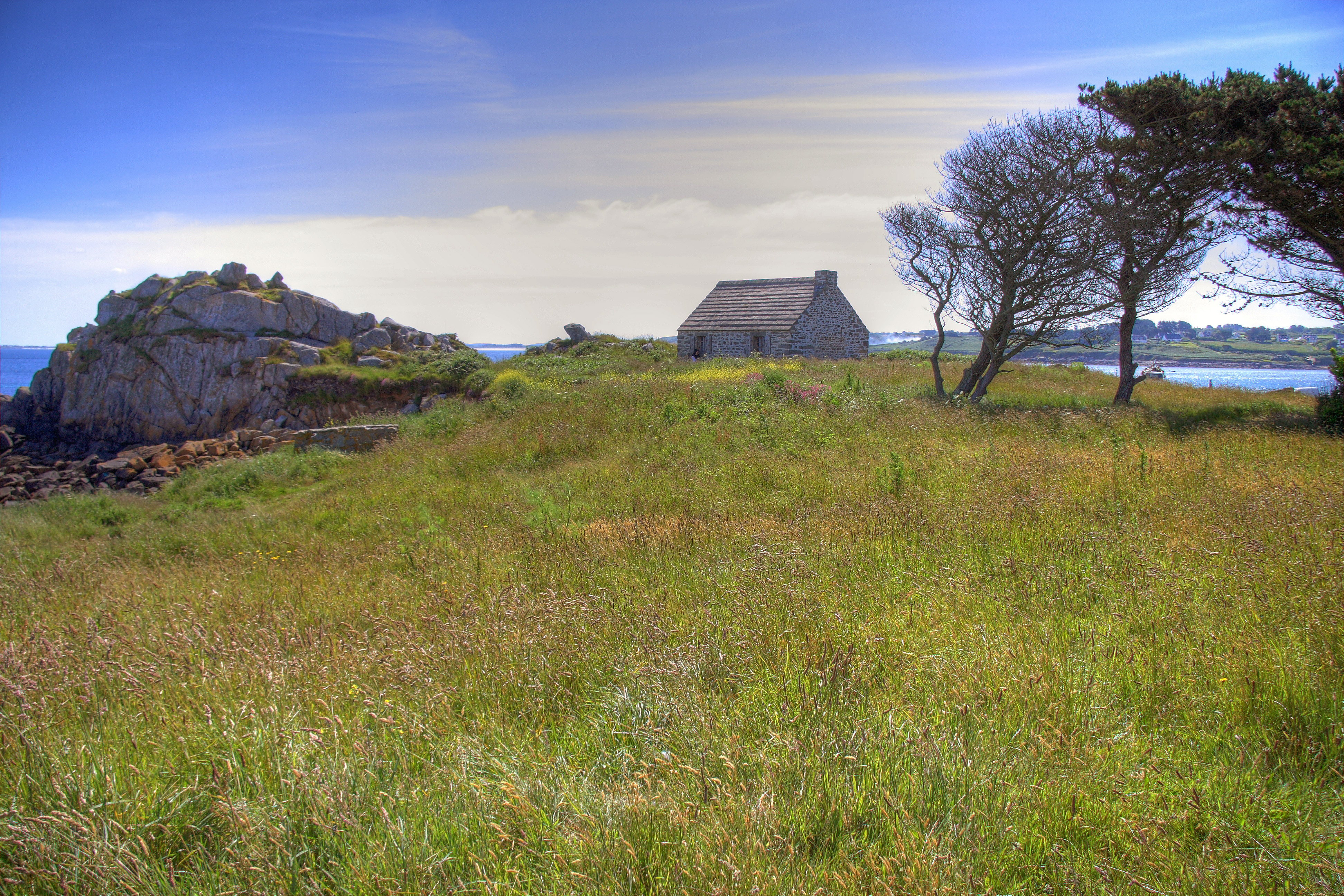
Plouguerneau : la maison de garde de Penn Enez.
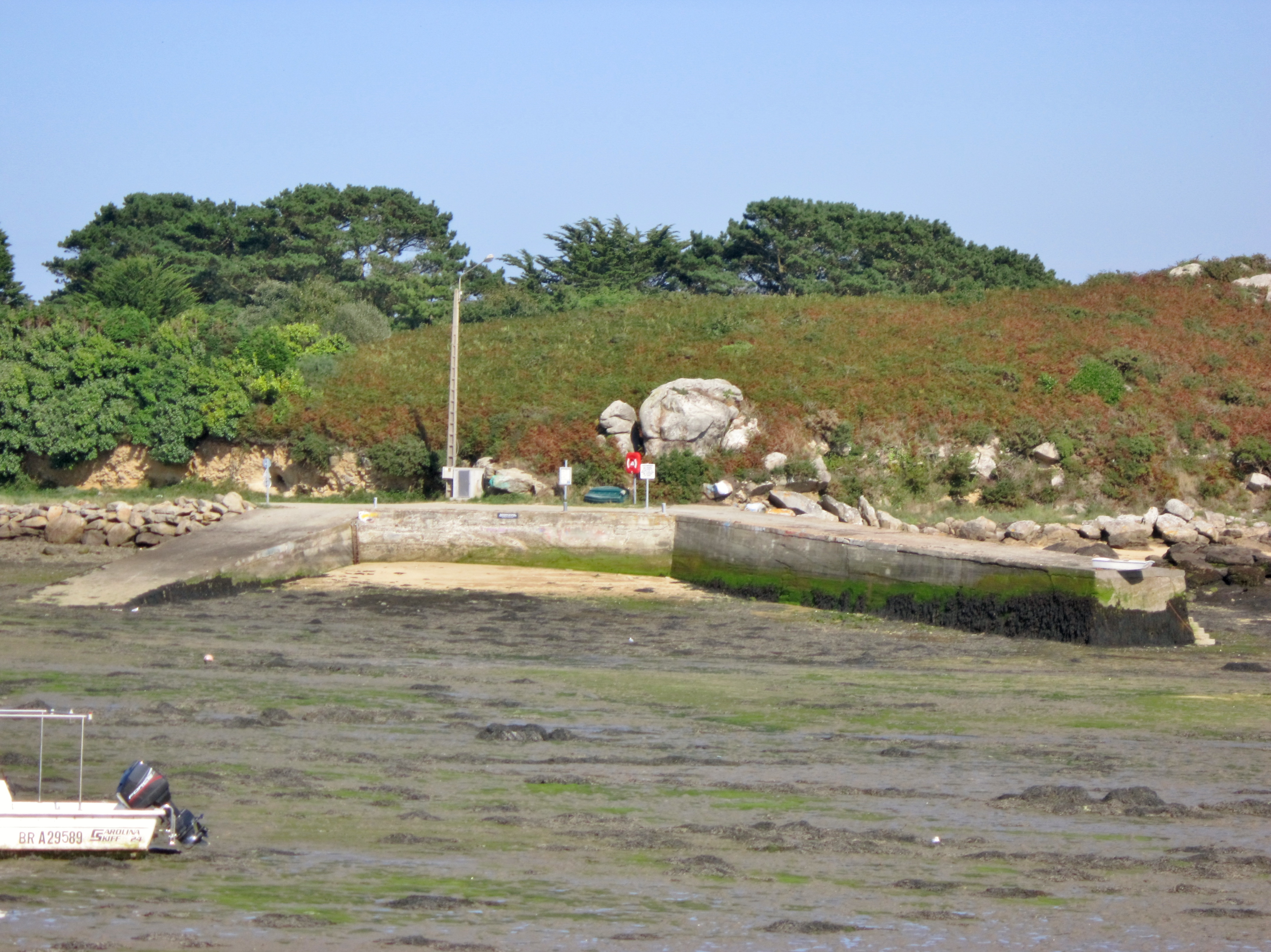
Lilia : le petit port de Kerazan à marée basse.

Plouguerneau possède plusieurs autres ports : le port de Lilia est le deuxième port de la commune : il compte cent mouillages pour la navigation de plaisance. D'autres ports existent à Perroz (huit mouillages pour les professionnels et soixante mouillages pour la navigation de plaisance), Porz Gwenn (soixante mouillages), Porz Grac'h (37 mouillages), Kerazan (18 mouillages) et Le Passage.

### Carte géologique

Carte géologique du Massif armoricain.

Géologiquement, la commune située au Nord-Ouest du Massif armoricain, appartient au domaine structural de la zone de Léon qui constitue un vaste antiforme métamorphique de 70 km sur 30 km orienté NE-SW, plongeant légèrement vers l'Est. Cette région est considérée comme un « empilement de nappes déplacées du Sud vers le Nord dans des conditions ductiles lors de l'orogenèse hercynienne » (phase tardive du Viséen). Ces nappes sont composées d'une semelle de gneiss (orthogneiss migmatisé de Plounévez-Lochrist), d'une nappe intermédiaire (le Conquet – Penzé : paragneiss de Lesneven, micaschistes du Conquet), d'une nappe supérieure à schistes briovériens recoupés par des granodiorites intrusives déformées et métamorphisées (orthogneiss de Brest). Postérieurement au métamorphisme hercynien, se développe un important plutonisme qui se traduit par un chapelet nord de granites rouges tardifs (ceinture batholitique de granites individualisée pour la première fois par le géologue Charles Barrois en 1909, formant de Flamanville à Ouessant un alignement de direction cadomienne, contrôlé par les grands accidents directionnels WSW-ENE), datés de 300 Ma, correspond à un magmatisme permien.
Le territoire plouguernéen est situé dans une zone de dislocation qui se trouve au contact de l'anticlinal granito-gneissique migmatitique de Plouguerneau au nord (daté de 330 à 340 Ma), avec le synclinal de micaschistes et de diorites quartzitiques de l'Aber Wrac'h au sud.
Les parties hautes des plages de la région de Plouguerneau sont riches en placers littoraux de monazite, grenat et ilménite, provenant de l'arénisation des affleurements de migmatite granitique, entraînant une radioactivité naturelle relativement élevée, particulièrement au Correjou, mais aussi plus à l'est à Zorn, au Vougo et à Curnic en Guissény et plus à l'ouest, jusqu'à Portsall et Porspoder.
Touristiquement, les principaux aspects de la géologie du territoire plouguernéen peuvent être abordés au cours de promenades géologiques qui permettent d'observer sur un espace réduit des roches d'âge et de nature différents, témoins de phénomènes géologiques d'ampleur (magmatisme, tectogenèse, métamorphisme, érosion…). Au niveau de la plage du Coréjou, le complexe migmatitique de Plouguerneau (daté de 330 Ma) est recoupé par une longue et étroite venue granitique de teinte claire : le leucogranite à grains fin à moyen de Karreg Kromm à paragenèse classique (quartz, biotite, feldspath, apatite), riche en muscovite et avec quelques rares porphyroblastes de feldspath irrégulièrement disséminés. Cet éperon rocheux situé près de la Maison de garde de Coréjou, granite se traduit dans le paysage par des pointements rocheux, les monadnocks. Il pourrait représenter l'injection tardive, dans une faille pratiquement verticale (zone de faiblesse intramigmatitique déjà indurée), des ultimes différenciations anatectiques en profondeur du Complexe de Plouguerneau. Ces migmatites affleurent notamment à la pointe d'An Dol Ven, où elles sont traversées de filons de diorite, eux-mêmes traversés de filets de néosome qui proviennent des paragneiss situés au-dessous et qui ont commencé à fondre. La pointe en face de l'Île vierge ou le rocher de Porz Grac'h permettent d'observer des migmatites à faciès agmatitique (présence d'enclaves de diorite, roche basique plus réfractaire à la fusion). Les migmatites passent insensiblement à des granites migmatitiques avec différenciations locales de granite d'anatexie à biotite et grenat, et des restites sombres abondantes (pointe de Kastel Ac'h ou côte ouest de l'île Wrac'h à l'ouest, grève de Lilia à l'est). L'histoire géologique du Complexe migmatitique de Plouguerneau se résume ainsi : la mise en place de gneiss au Précambrien (-580 Ma), l'intrusion du corps dioritique, peut-être à l'Ordovicien, conséquence d'un rifting et la migmatisation au Viséen, contemporaine du début du jeu du Cisaillement de Porspoder-Guissény (CPG)

La plage de Vougo met en évidence une falaise morte qui met en contact le plateau du Léon et une plate-forme littorale. Un marécage séparé de la mer par un bourrelet dunaire, s'étale au pied de cette falaise.

### Hydrographie
Pour un article plus général, voir Réseau hydrographique du Finistère.
La commune est située dans le bassin Loire-Bretagne. Elle est drainée par l'aber Vrac'h et divers autres petits cours d'eau,.
L'Aber-Wrac'h, d'une longueur de 33 km, prend sa source dans la commune de Trémaouézan et se jette  dans la Manche entre les communes de Landéda et de Plouguerneau, après avoir traversé dix communes.

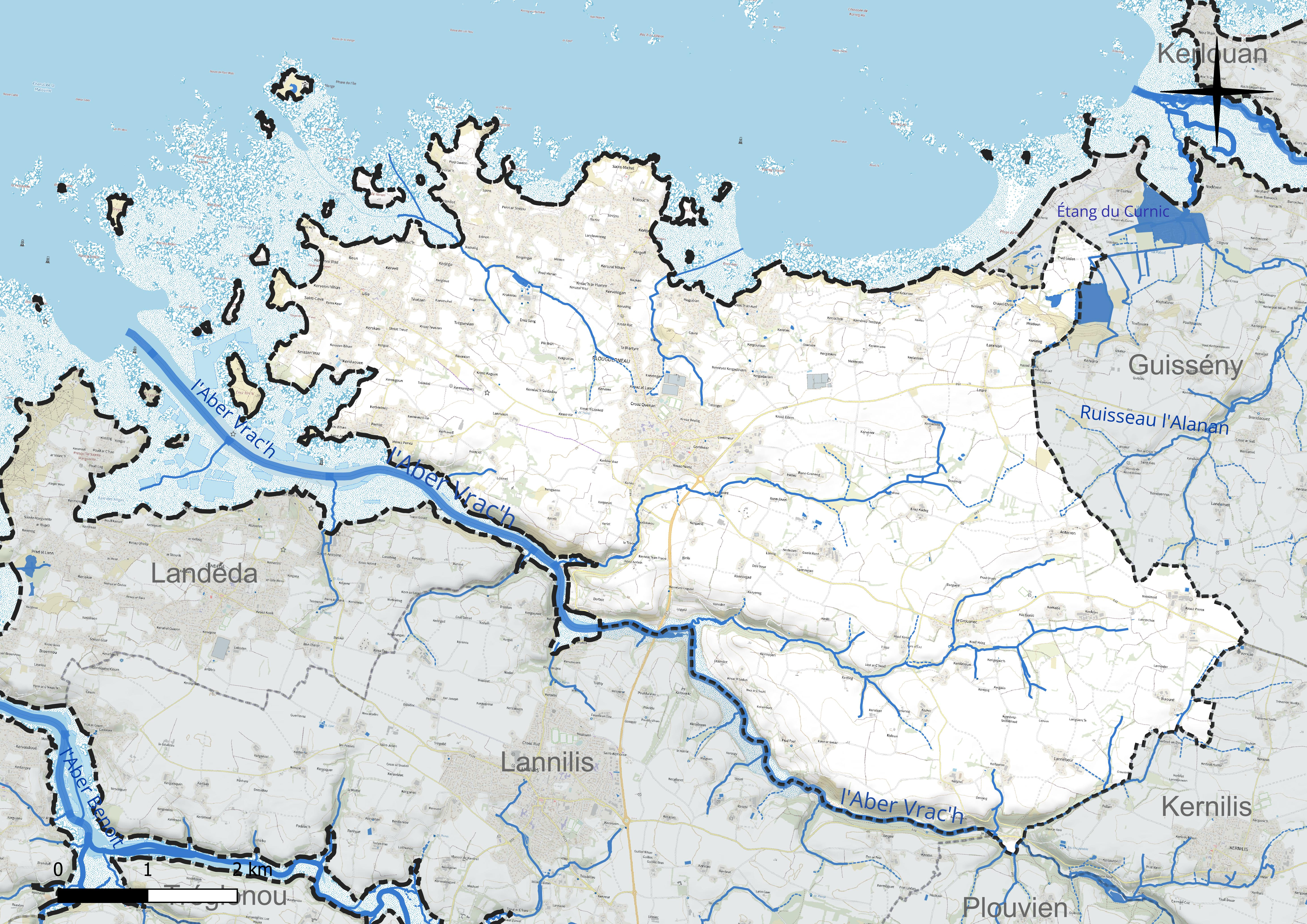
Réseau hydrographique de Plouguerneau.

### Climat
Pour des articles plus généraux, voir Climat de la Bretagne et Climat du Finistère.
En 2010, le climat de la commune est de type climat océanique franc, selon une étude du CNRS s'appuyant sur une série de données couvrant la période 1971-2000. En 2020, Météo-France publie une typologie des climats de la France métropolitaine dans laquelle la commune est exposée à un climat océanique et est dans la région climatique  Finistère nord, caractérisée par une pluviométrie élevée, des températures douces en hiver (6 °C), fraîches en été et des vents forts. Parallèlement l'observatoire de l'environnement en Bretagne publie en 2020 un zonage climatique de la région Bretagne, s'appuyant sur des données de Météo-France de 2009. La commune est, selon ce zonage, dans la zone « Littoral », exposée à un climat venté, avec des étés frais mais doux en hiver et des pluies moyennes.
Pour la période 1971-2000, la température annuelle moyenne est de 11,8 °C, avec  une amplitude thermique annuelle de 9,1 °C. Le cumul annuel moyen de précipitations est de 1 032 mm, avec 16,7 jours de précipitations en janvier et 7,6 jours en juillet. Pour la période 1991-2020, la température moyenne annuelle observée sur la station météorologique la plus proche, située sur la commune de Ploudalmézeau à 13 km à vol d'oiseau, est de 12,1 °C et le cumul annuel moyen de précipitations est de 997,1 mm,. Pour l'avenir, les paramètres climatiques de la commune estimés pour 2050 selon différents scénarios d'émission de gaz à effet de serre sont consultables sur un site dédié publié par Météo-France en novembre 2022.

## Urbanisme

### Typologie
Au 1er janvier 2024, Plouguerneau est catégorisée bourg rural, selon la nouvelle grille communale de densité à 7 niveaux définie par l'Insee en 2022.
Elle appartient à l'unité urbaine de Plouguerneau-Lannilis, une agglomération intra-départementale dont elle est ville-centre,. Par ailleurs la commune fait partie de l'aire d'attraction de Brest, dont elle est une commune de la couronne,. Cette aire, qui regroupe 68 communes, est catégorisée dans les aires de 200 000 à moins de 700 000 habitants,.
La commune, bordée par la Manche, est également une commune littorale au sens de la loi du 3 janvier 1986, dite loi littoral. Des dispositions spécifiques d'urbanisme s'y appliquent dès lors afin de préserver les espaces naturels, les sites, les paysages et l'équilibre écologique du littoral, tel le principe d'inconstructibilité, en dehors des espaces urbanisés, sur la bande littorale des 100 mètres, ou plus si le plan local d'urbanisme le prévoit.

### Occupation des sols
L'occupation des sols de la commune, telle qu'elle ressort de la base de données européenne d'occupation biophysique des sols Corine Land Cover (CLC), est marquée par l'importance des territoires agricoles (77,7 % en 2018), une proportion sensiblement équivalente à celle de 1990 (77,5 %). La répartition détaillée en 2018 est la suivante :
zones agricoles hétérogènes (41,1 %), terres arables (27,5 %), zones urbanisées (16,2 %), prairies (9,1 %), milieux à végétation arbustive et/ou herbacée (2,1 %), forêts (1,9 %), zones humides côtières (1,3 %), espaces verts artificialisés, non agricoles (0,4 %), zones humides intérieures (0,2 %), eaux maritimes (0,2 %). L'évolution de l'occupation des sols de la commune et de ses infrastructures peut être observée sur les différentes représentations cartographiques du territoire : la carte de Cassini (XVIIIe siècle), la carte d'état-major (1820-1866) et les cartes ou photos aériennes de l'IGN pour la période actuelle (1950 à aujourd'hui).

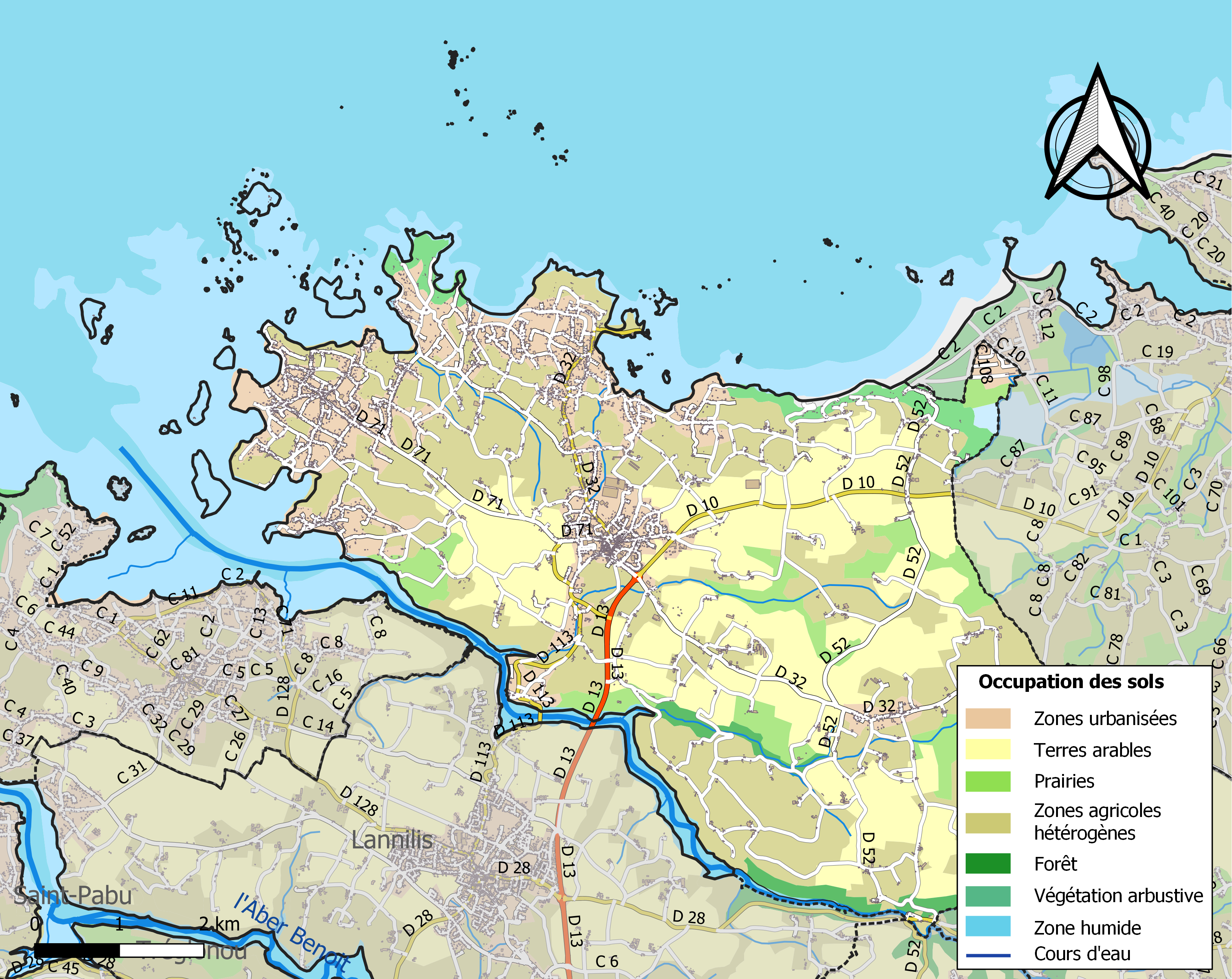
Carte des infrastructures et de l'occupation des sols de la commune en 2018 (CLC).

## Toponymie
En breton : Plougerne [pluˈɡɛrne].
Le nom de la localité est attesté sous les formes Ploe Kerneu vers 1330, Plouguerneau en 1373, Ploueguerneau en 1388, Ploekerneau en 1481, Guikerne en 1498, Guiquerno et Plouguerneau en 1715.
Le nom en breton de la commune est « Plougerne »[plu'gɛrne]. Le nom provient de plou- (« paroisse » en breton) et kerné (nom breton de la Cornouailles anglaise), la paroisse aurait été fondée par des immigrants venus d'Outre-Manche, qui ont aussi donné leur nom à la Cornouaille bretonne.

## Communications

### Comment se rendre à Plouguerneau
Plouguerneau se situe à proximité de la Nationale 12 (Brest-Rennes). Il faut prendre la sortie Landerneau et passer par Ploudaniel et Lesneven, puis emprunter la D 32 en direction de Plouguerneau.
Le pont de Paluden franchit depuis 1933 l'Aber Wrac'h, reliant Plouguerneau à Lannilis. Depuis quelques années, — 27 mars 1986 — un nouveau pont routier en béton précontraint de 206 mètres de longueur franchit l'Aber Wrac'h un peu plus en amont sur le tracé de la nouvelle route départementale no 13. L'ancien tracé, renuméroté D 113 est devenu une route touristique.
Les autres voies départementales desservant Plouguerneau sont la D 10 en direction de Saint-Pol-de-Léon en longeant le littoral (Guissény, Plounéour-Brignogan-plages, Plouescat...), la D 32 en provenance de Landivisiau et Lesneven et desservant Le Gouarec et Saint-Michel en plus du bourg et la D 71 reliant le bourg à Lilia.

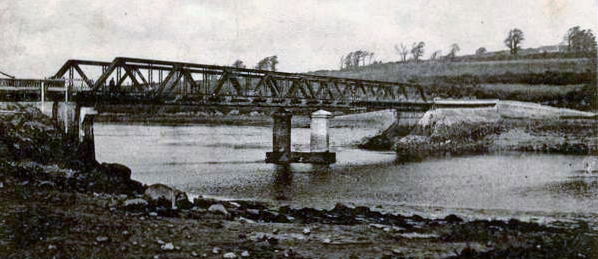
Le pont de Paluden sur l'Aber Wrac'h entre Plouguerneau et Lannilis (carte postale de 1939).
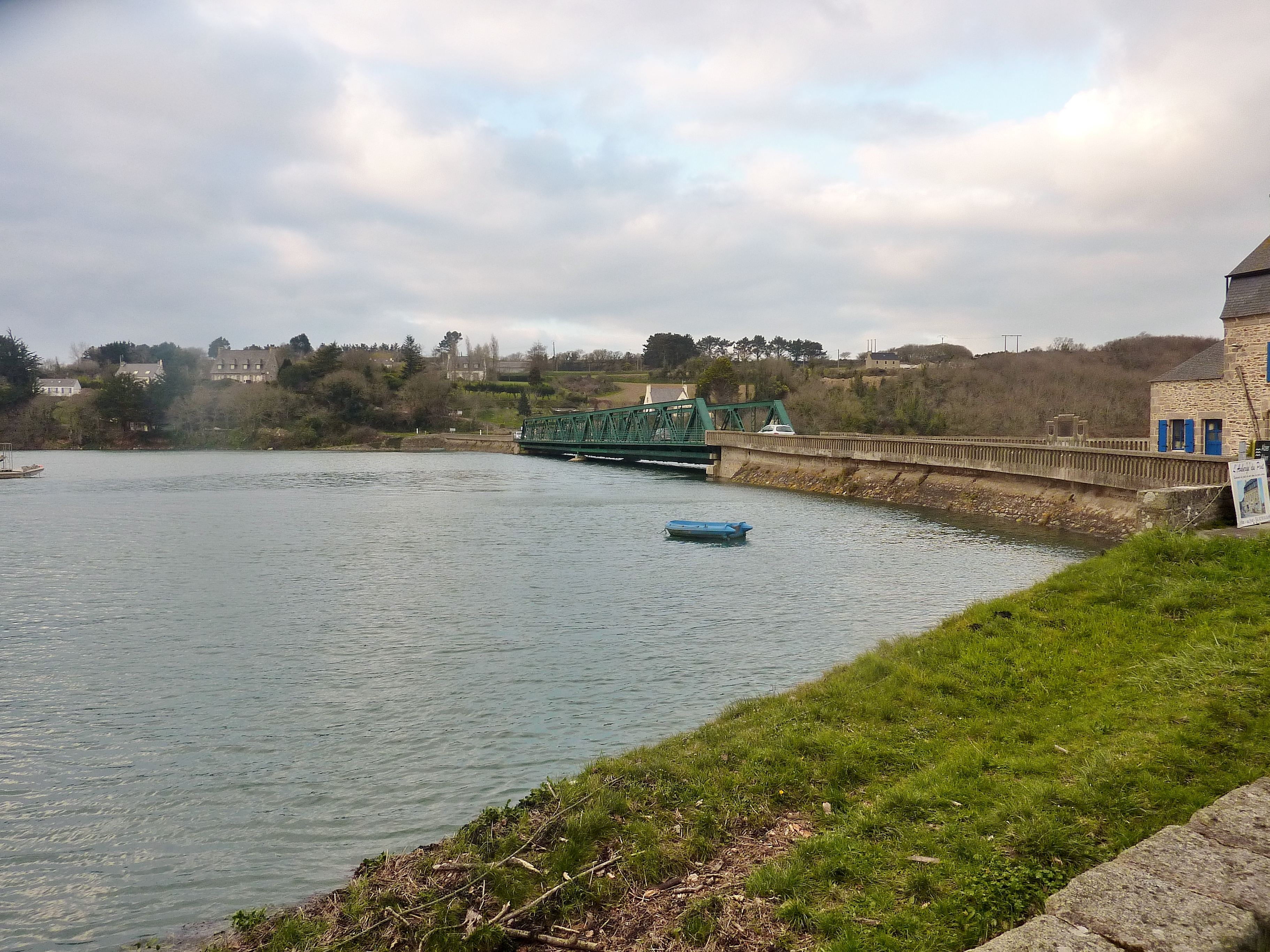
Le pont de Paluden sur l'Aber Wrac'h (entre Lannilis et Plouguerneau).

La gare TGV la plus proche est celle de Brest, et l'aéroport international le plus proche est Aéroport de Brest-Bretagne, à Guipavas à une trentaine de kilomètres.
Il est possible de la gare TGV de Brest de prendre les autocars du réseau Penn-ar-Bed (ligne 20).

### La nouvelle D 13
La route départementale 13 suit un tracé nouveau depuis la décennie 1980, contournant les agglomérations de Plouguerneau et Lannilis et franchissant l'Aber Wrac'h et l'Aber Benoît par de nouveaux ponts situés en amont des ponts de Paluden et de Tréglonou. La construction de cette nouvelle route fit polémique, les opposants reprochant la dénaturation de sites naturels remarquables et le grignotage des espaces agricoles engendré par le projet. En effet, l'ancienne D 13 entre Lannilis et Plouguerneau, renuméroté D 113, est étroite et très sinueuse, désormais devenue une route touristique.

## Histoire

### Étymologie et origines
La paroisse de Plouguerneau faisait partie de l'archidiaconé de Kemenet-Ily relevant de l'évêché de Léon. Elle avait comme trève Trémenec'h (Tréménac'h). Primitivement elle englobait sa trève ainsi que la paroisse de Kernilis et la trève de celle-ci Lanarvily. Sa dénomination a varié dans le temps : Ploe Kerneu vers 1330, Ploueguerneau en 1388, Ploekerneau en 1481, Guikerne en 1498, Guiquerno et Plouguerneau en 1715.
Son nom proviendrait des mots bretons plou (« paroisse ») et kerneo (« Cornouailles » anglaise) car la paroisse aurait été initialement peuplée par des immigrants venus de cette région d'Outre-Manche. Son saint patron était initialement saint Quénan, qui est peut-être aussi le saint connu sous le nom de saint Ké-Collédoc, mais plus probablement un autre confondu avec lui. Le lieu-dit Coat-Quenan indique probablement l'emplacement de son ermitage ; les seigneurs du château de Koad-Kénan (Coat-Quenan) se sont attribué au Moyen Âge le titre de fondateurs de Plouguerneau.

### Préhistoire

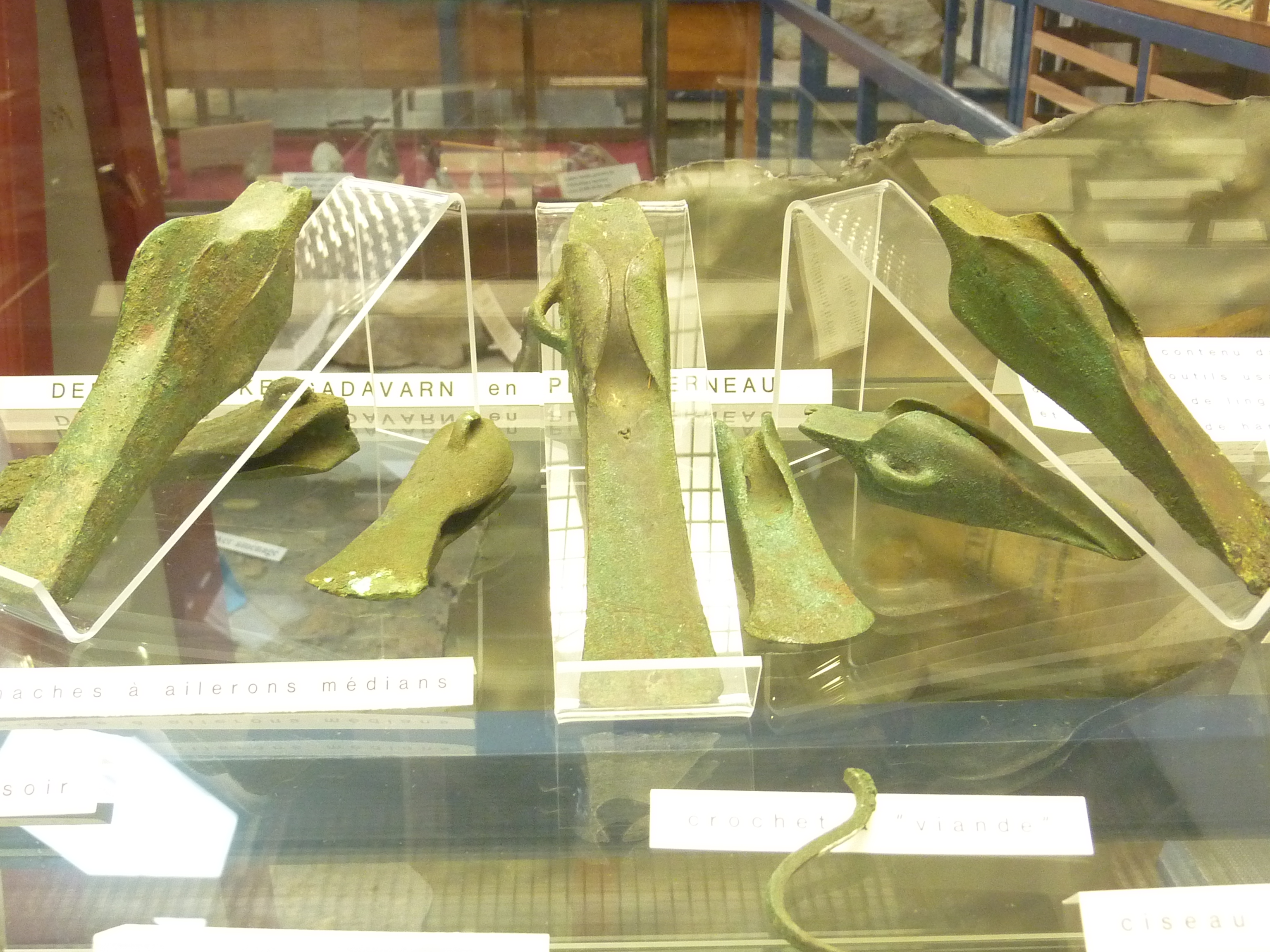
Haches à aileron trouvées dans le dépôt de Kergadavarn (Musée de la Préhistoire finistérienne de Penmarc'h)

Plouguerneau possède plusieurs monuments mégalithiques. Parmi eux, le menhir de Menozac'h (dit aussi « menhir de Saint-Cava »), situé sur le rivage, désormais ennoyé à chaque marée haute, ce qui illustre la remontée du niveau de la mer pendant le quaternaire, et le menhir de Goarivan. Le dolmen de Lilia (lia désignant un mégalithe en vieux celtique, le nom de Lilia en provient probablement, situé au lieu-dit Parc-ar-Roc'h, classé monument historique depuis le 3 juillet 1959 est le reste, coincé entre deux maisons, d'une allée couverte datant de la fin du néolithique. Le cairn de l'île Venan, de forme elliptique (long de 20 et large de 15 mètres) fouillé à la fin du XIXe siècle a été en partie démantelé, ses pierres ayant servi à construire les murets qui parsèment l'île ; il date de 4 500 à 3 500 av. J.-C.) L'éperon barré de Beg Monom possède deux barrages successifs et date probablement de l'âge du bronze ; un autre éperon barré a été identifié à Kastell Ac'h en Lilia où a été aussi identifié un oppidum gaulois connu localement sous le nom de Coz-Castel Ac'h, les « ruines du château d'Ac'h ». Quatre tumili, de dix à douze mètres de diamètre pour trois d'entre eux, existaient à Saint-Michel, mais ils ont été démantelés ; des pierres des dolmens qu'ils recouvraient subsistent.
Un dépôt métallique datant de la fin de l'Âge du bronze a été trouvé à Kergadavarn, contenant notamment des haches à douille et des haches à aileron.

### Antiquité
Une voie romaine aboutissait à Plouguerneau, venant de Vorgium, via Vorganium et la borne de Kerscao en Kernilis ; elle se subdivisait en deux à l'ouest de Croas Prem : la branche occidentale passant par Le Groanec, puis à 400 mètres au nord du château de Coat-Quénan, au sud du bourg de Plouguerneau, à Lanvaon, pour aboutir à Saint-Cava, en face du fort Cézon ; la branche orientale passant par Anteren, la chapelle Sainte-Anne, puis au nord du bourg de Plouguerneau, pour aboutir à la mer à Ty-Bec ar Fourn. Plusieurs historiens, par exemple Albert Le Grand, localisent soit à Landéda, soit à Plouguerneau, soit au fond de l'Aber Benoît, la cité gallo-romaine portuaire de Tolente.
Le Pont du diable, ou Pont Krac'h, qui permet à marée basse de traverser l'Aber Wrac'h pour rejoindre Lannilis, date soit de l'époque gallo-romaine, soit du haut Moyen Âge. Une légende lui est associée.

### Moyen Âge

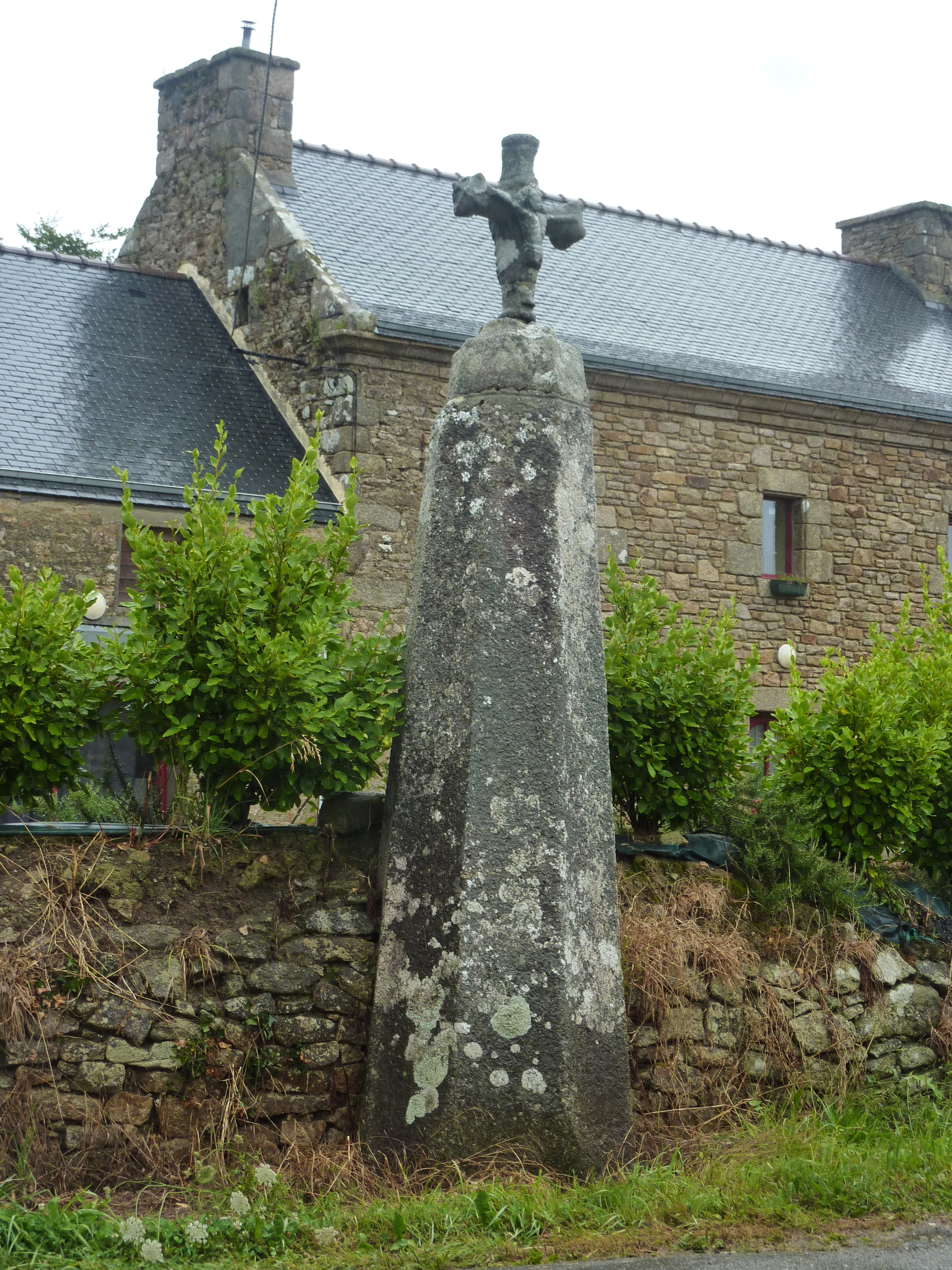
Le Grouanec : menhir christianisé.

Au XIe siècle, des seigneurs construisent à Coat-Quenan une motte féodale, de forme ovalaire, longue d'une cinquantaine et large d'une quarantaine de mètres, cernée de douves de 8 à 10 mètres de large. Les seigneurs de Coat-Quénan étendaient leur juridiction sur les paroisses et trèves voisines de Tréménac'h, Kernilis, Kernouës et Sibiril. Un manoir est construit au XVe siècle au même emplacement, ainsi que deux moulins.
Plouguerneau a possédé au Moyen Âge une quinzaine de manoirs, pour la plupart reconvertis en fermes de nos jours, dont celui de Kerilies.
Le village de Tréménac'h, anciennement Tréménec'h (dont le nom signifie en breton « Village des moines »), était une trève et était dédié à la Sainte Trinité et son enclos paroissial comprenait une église, un calvaire, un ossuaire, un cimetière, un presbytère, etc.
Jean de Montfort s'embarqua en 1345 au Corréjou, à destination de l'Angleterre, après son évasion de la Tour du Louvre.
Jehan de Coëtlosquet, époux de Constance de Penhoadic, puis de Péronelle de Kerlouan, décédé en 1487, est cité dans le rôle de la Réformation de la noblesse du diocèse de Léon en date du 11 février 1443 pour le compte des paroisses de Plouguerneau et Plouvorn.
En 1450, le château de Kerodern appartenait à Alain Nobletz, sieur de Kerodern. Il appartint par la suite à Hervé Le Nobletz, sieur de Kerodern, qui était l'un des quatre notaires publics de l'évêché de Léon, le père de Michel Le Nobletz. Les seigneuries de Carman et de Coat-Quenan disposaient des droits de haute, moyenne et basse justice, chacune sur une partie de la paroisse de Plouguerneau.
Grâce à son mariage avc Alix de Launay, héritière du fief, la vicomté de Coat-Quenan passe aux mains de Jean de Bouteville vers 1455, puis en celle de Claude de Goulaine, marié avec Jeanne de Bouteville. Par la suite, tombant plusieurs fois en quenouille, les vicomtes de Coat-Quenan vont vivre principalement au manoir de Kerjar en Lanildut, passant finalement aux mains de la famille de Carné, originaire du Vannetais, à partir de 1669 ; c'est le cas par exemple en 1732 de Charles-François de Carné, « seigneur comte de Carné, vicomte de Coat-Quénan, seigneur du Pont, Kerjar et autres terres et seigneuries », décédé en 1751, puis de son fils Louis-Marie de Carné. Le dernier vicomte de Coat-Quenan fut Ambroise de Carné, né en 1777, qui fut maire de Guingamp entre 1815 et 1830, décédé en 1856.

### Époque moderne
Vers 1597, un bateau appartenant au célèbre brigand Guy Éder de La Fontenelle, fut attaqué et coulé par les forces navales royales sur la côte de Plouguerneau.

#### Michel Le Nobletz et Plouguerneau
Michel Le Nobletz (1577-1652), célèbre prédicateur, est originaire de Plouguerneau : né au manoir de Kerodern le 29 septembre 1577. Rentré, après des études à Bordeaux et Agen, dans sa paroisse natale en 1606, il imagine les taolennoù et commence une vie de pauvreté vouée à l'Évangile au grand désespoir de ses parents. Guy Alexis Lobineau précise : « Il fit construire auprès de la mer, dans un lieu appelé Tréménach, une petite cellule couverte de paille, s'y renferma et mena pendant un an une vie plus solitaire des anciens ermites des déserts. Il ne quitta point le cilice et n'eut sur lui, pendant ce temps-là, que le collec [?] attaché à sa soutane. Il prenait tous les jours la discipline jusqu'au sang, et n'avait point d'autre lit que la terre nue, et d'autre chevet qu'une pierre. Il ne mangeoit qu'une fois le jour, et sa nourriture unique étoit un peu de bouillie de farine d'orge, sans sel, sans beurre et sans lait (...). Il ne buvoit que de l'eau et avoit borné à une très petite mesure la quantité qu'il devoit en boire chaque jour. Pour le vin, il ne s'en servit toute cette année qu'au saint sacrifice de la messe ».
Guy Alexis Lobineau écrit plus loin : « Pénétré de l'exemple du Sauveur (...), le saint homme commença l'exercice de ses travaux apostoliques par la paroisse de Plouguerneau où il étoit né ; et comme l'ignorance des peuples étoit extrême, il s'attacha non seulement à prêcher en public contre les vices et les abus ; mais encore à enseigner les premiers éléments de la Foy et de la Religion dans les églises, dans les chemins publics et dans les maisons particulières. Il convertit à Dieu un bon nombre de personnes ; mais la plupart des autres, surpris de la nouveauté de ses discours et de sa conduite (...) le regardèrent comme un homme qui avoit perdu l'esprit et ses parens les plus proches furent ses plus rudes persécuteurs. (...) La paroisse de Plouguerneau, quoique d'une grande étendue, ne bornoit pas son zèle les Dimanches, il alloit dans les paroisses voisines prêcher, catéchiser et confesser ».
Chassé par sa famille, il commence en 1608 à aller prêcher des missions un peu partout dans l'ouest de la Bretagne, ce qu'il fit jusqu'à sa mort.
En 1668, Julien Maunoir recense une consommation de 30 000 hosties pendant la mission qu'il prêcha cette année-là à Plouguerneau.

#### Les "petits saints" de Plouguerneau
Les 40 "petits saints" sont des statuettes de dévotion en bois polychrome, d'une taille comprise entre 30 et 40 cm, plantées sur une hampe et traditionnellement portées en procession trois fois par an (le jour de l'Ascension, le dimanche suivant et le lundi de Pentecôte). Cette tradition remonterait à une épidémie de peste qui aurait sévit à Plouguerneau vers 1640. Le privilège de les porter était mis aux enchères et ceux qui gagnaient avaient le droit de conserver la statuette chez eux jusqu'à l'année suivante.

#### Les familles nobles de Plouguerneau
Le 21 juillet 1670, Pierre Denys, seigneur de Lesmel, de Lancelin, etc. obtint du Parlement de Bretagne la reconnaissance de son titre d'écuyer et de l'ancienne extraction noble de sa famille, ainsi que le droit de porter les armes. Claude Bihannic, lui aussi écuyer, demeurant en son manoir de Guiquerneau en Plouguerneau, obtint la même reconnaissance le 14 août 1669.
Plouguerneau possédait alors de nombreux manoirs : outre ceux de Lesmel (famille Denis, puis de Poulpiquet de Brecanvel) et de Coat-Quénan, déjà cités, les manoirs de Keriles (ou Kerilly), de Tréongar, de Kergasken (famille du Poulpry), de Kerodern (famille Nobletz), du Ménan (famille Parscau), de Lanvaon (famille de Keroullas), de Ranorgat (famille de Kergadiou), d'Enez Cadec (famille du Boys), etc.

#### Iliz Koz
Le village de Tréménach [ou Tremenec'h] (la "trève des moines" en français) comptait peut-être environ 500 habitants vivant de la pêche et du ramassage du goémon au début du XVIe siècle. Il comprenait une église, un cimetière, un presbytère, une chapelle et des maisons d'habitation ; les terres avoisinantes appartenaient pour partie à la famille du Parscau, seigneurs du Menant. Vers 1550, une régression marine liée au Petit Âge glaciaire entraîna la formation de grosses dunes qui se mirent en mouvement vers l'intérieur des terres, ce qui provoqua l'ensablement progressif du village qui n'était qu'à 300 mètres du rivage.
Vers 1700, le seuil critique fut atteint et en 1719 le curé, Yves Le Pelleter, prévint les paroissiens qu'il leur fallait abandonner le village. Mais des paroissiens s'obstinèrent, continuant à désensabler régulièrement leurs maisons que les derniers paroissiens quittèrent seulement en 1729. Le village ensablé, oublié, fut redécouvert dans la décennie 1970 lors des travaux de construction des fondations d'une maison.
Le site, redécouvert par hasard en 1969, désormais connu sous le nom d'Iliz Koz ("Vieille église" en breton) a été exhumé du sable ces dernières années et se visite désormais : on voit en particulier plus de 100 dalles funéraires, dont certaines gravées ou sculptées d'épées, de rosaces, d'une caravelle, de calices, dans la nécropole médiévale, ainsi que les ruines de l'église, du presbytère, une rue pavée. En 1729, l'ancienne église de Tréménac'h, dédiée à la Trinité, ainsi que les manoirs de Ménan et de Lanvéoc, auraient été recouverts par les sables, en faisant une sorte de Pompéi bretonne. L'association Iliz Coz, crée en 1990, contrbue à l'animation du site et à son entretien, en collaboration avec la commune. Des travaux d'urgence ont été entrepris en 2013 pour sauvegarder une partie des pierres tombales dont les sculptures s'abîment de façon rapide depuis qu'elles sont à l'air libre.
La légende d' Iliz Coz
Pendant un peu plus de deux siècles, le souvenir d' Iliz Coz perdurait seulement à travers une légende : on disait que dans le Pays Pagan existait un village de mécréants où les jeunes s'ennuyaient ferme. Un jour, pour tromper leur ennui, trois d'entre eux auraient joué un tour au curé aveugle de Tréménac'h en déguisant un chat noir en bébé pour le faire baptiser. Le curé n'y aurait vu que du feu jusqu'au moment où il l'aspergea d'eau bénite, le chat se mettant alors à miauler. Fou de rage, le curé aurait alors maudit le village : « Anathème, que Tréménac'h soit anathème. Dieu punira le sacrilège et le sable sera le linceul de la paroisse ». Au milieu de la nuit, le vent aurait charrié une énorme quantité de sable qui aurait enseveli le village.

#### La récolte dugoémonà l'époque moderne
Plouguerneau et les communes avoisinantes disposent de fonds rocheux importants en raison de la largeur du plateau continental, ce qui a permis le développement d'un riche champ d'algues, exploité depuis longtemps.
Selon le témoignage d'un goémonier de l'Île Wrac'h, la coupe du goémon noir n'était autorisée que pendant le mois de mai et uniquement pour les familles habitant la commune ; toute infraction était sévèrement réprimée. Les cultivateurs de Plouguerneau descendaient à la côte avec charrettes et chevaux pour profiter des premiers jours de récolte. En deux jours l'île était couverte de goémon et, si le soleil était de la partie, elle se hérissait de petits tas de goémon sec pour laisser la place au goémon frais remontant de la grève. Puis ces tas étaient regroupés en tas volumineux pour être à l'abri de la pluie et de la pourriture. Pas question pendant cette période pour les enfants, dès qu'ils étaient capables de tenir une faucille, d'aller à l'école ; ils participaient à la coupe, étalaient le goémon remonté sur les dunes de l'île par les charrettes ; ils devaient aussi surveiller le temps et ramasser le goémon presque sec avant l'arrivée d'une averse.
La collecte du goémon a suscité pendant des siècles de nombreuses querelles entre les habitants des paroisses littorales, comme l'écrit Antoine Favé :

« Du Corréjou à l'anse de Kernic, nous sommes sur les lignes d'un littoral aussi fertile en discussions héroïques, en batteries classiques, en procès interminables, qu'en gros temps et mauvais temps. Les administrateurs, les juges, les agents vigilants de la douane et de la maréchaussée, furent bien souvent mis sur les dents par les disputes, maintes fois meurtrières, de Plounéour-Trez, Goulven, Tréflez, Plounévez-Lochrist, Cléder, au sujet des délimitations de territoires et de questions de propriété touchant cette question vitale de la récolte du goémon. »

#### La réputation d'être des naufrageurs

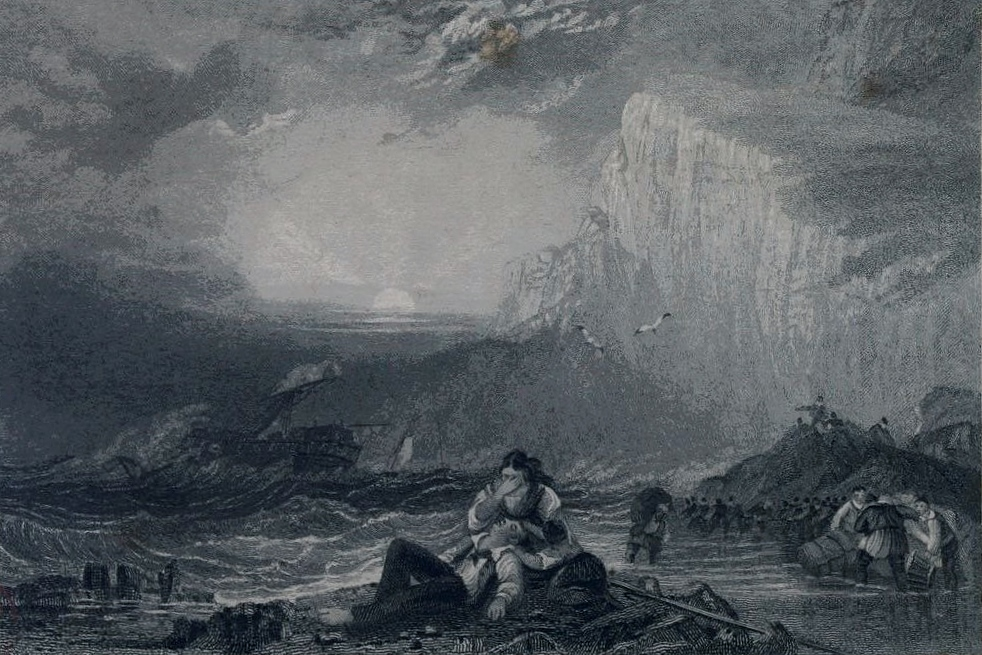
Gravure représentant un naufrage à Plouguerneau et illustrant la nouvelle d'Édouard Corbière Naufrage à Plouguerneau, dans le Finistère

Longtemps, Plouguerneau et l'ensemble du Pays pagan ont eu la réputation, probablement exagérée, d'être des naufrageurs ; un auteur non précisé écrit par exemple en 1901 : « Pendant plusieurs siècles et jusqu'à ce que Louis XIV réprimât leurs sinistres exploits, Lannilis, Kerlouan, Guissény, Kertugal [Pontusval], Plounéour et bien d'autres lieux ne furent que des repaires de naufrageurs. Tous les hommes y étaient associés pour conspirer la perte d'autres hommes. (...) Les habitants étaient plus à craindre que les écueils parmi lesquels, le couteau au poing, ils guettaient les épaves et les naufragés ».
Édouard Corbière a écrit Naufrage sur la côte de Plouguerneau, dans le Finistère, une nouvelle maritime dont l'action se déroule dans la seconde moitié du XVIIIe siècle.
Par exemple, en février 1792, malgré la surveillance des garde-côtes, la cargaison d'un navire anglais, le Neptune, échoué à Tréménac'h, est pillée par les habitants du voisinage ; une enquête diligentée à la suite de la protestation du gouvernement anglais aboutit à la découverte d'objets provenant du navire et cachés dans le sable ou sous la terre

#### La contrebande
Face aux guerres, aux prohibitions et aux droits de douane qui freinaient les échanges commerciaux avec la Grande-Bretagne, les pêcheurs de Plouguerneau et de sa région ont de tout temps pratiqué la contrebande : quinze jours suffisent alors pour gagner l'Angleterre ou les îles Anglo-Normandes, négocier un chargement frauduleux et revenir au Pays pagan. Par exemple, le 4 août 1791, des douaniers de Guissény qui patrouillent à Lilia, vers 2 heures du matin, surprennent un groupe d'une soixantaine de personnes armé de crocs, fourches de fer, bâtons, perches, sur l'île de Lézent et qui prend le chemin de l'anse de Kervenny, la marchandise de contrebande étant cachée chez un certain Yves Hamon du Grand Kervenny ; trop peu nombreux face aux contrebandiers, les douaniers ne peuvent pas intervenir. En 1696, un garde-côtes, Yvon Guillou, cherchant à arrêter l'exportation frauduleuse de grains au port du Coréjou, disparut, enlevé par les fraudeurs ; on ne sait ce qu'il devint.
La vente des produits de contrebande était alors fréquente dans tout le Léon : en 1774, le curé de Guicquelleau (désormais Le Folgoët), Goulven Melloc, évoque « le débit considérable qui se fait au Folgoët de vin, d'eau de vie et de tabac de fraude ». La présence à cet endroit d'un hôpital de convalescence des soldats du Roi constituait il est vrai un terrain favorable à la prostitution et aux excès alcooliques et tabagiques.

#### Plouguerneau à la fin duXVIIIesiècle
En 1759, une ordonnance de Louis XV ordonne à la paroisse de Plouguerneau de fournir 59 hommes et de payer 387 livres, et à celle de Tremenech [Tréménech] de fournir 6 hommes et de payer 39 livres, pour « la dépense annuelle de la garde-côte de Bretagne ».
D'après l'Enquête sur la mendicité dans le Léon organisée par Jean-François de La Marche en 1774, Plouguerneau compte alors 400 mendiants, soit environ un treizième de sa population.
Selon Jean-Baptiste Ogée, en 1778 Plouguerneau comptait 1600 "communiants" (personnes en âge de communier). Il ajoute : « La rivière de Vrach ou d'Arbrewrach, qui arrose ce territoire, forme à son embouchure un petit port de mer, qui fait fleurir le commerce à Plouguerneau. Les terres sont très fertiles et très exactement cultivées par les habitants ».
Plouguerneau est en 1786 l'une des cinq cures léonardes ayant un revenu supérieur à 1 700 livres ; par contre la cure de Brouennou était la même année l'une des plus pauvres du diocèse de Léon avec moins de 300 livres de revenu, pas plus que la portion congrue à cette date.

#### Des Plouguernéens dans la guerre d'indépendance américaine
Plusieurs Plouguernéens ont participé à la guerre d'indépendance américaine : Jean Verlicot était novice sur un bateau de l'escadre de l'amiral d'Estaing ; Hervé Querlidou et Stéphan Dautoct, mousses sur un bateau de l'escadre du comte de Grasse ; Gabriel Nédélec, Étienne Le Dal, Corentin Nédélec, François Moileux mousses sur un bateau de l'escadre du comte de Guichen ; Jean Clech, domestique sur un bateau de l'escadre du comte de Ternay.

### Révolution française
Le Tiers état de la paroisse de Plouguerneau envoya deux députés, Claude Guyavarch et Guillaume Léon, pour la réaction du cahier de doléances de la sénéchaussée de Lesneven.
Le premier maire de Plouguerneau fut René Abjean, remplacé le 18 mars 1792 par François Lejeune, royaliste déguisé, qui fut déposé le 12 germinal an II (2 avril 1794) et remplacé par François Leroux.
Le recteur et les trois vicaires de Plouguerneau (parmi eux Jean Bothorel) refusèrent de prêter serment de fidélité à la Constitution civile du clergé et restèrent cachés pendant toute la Terreur. En 1791, à Plouguerneau, « à l'arrivée du clergé jureur (l'abbé Barthélémy Le Gall est nommé curé constitutionnel et est assisté d'un vicaire, l'abbé François Cariou), la municipalité a convoqué à son de cloches l'assemblée de la paroisse ; elle lui a demandé d'opter entre le nouveau pasteur et l'ancien, et le vote populaire a décidé que l'insermenté serait conservé ». « Il fallut six cents hommes et quatre pièces de canon pour installer le curé constitutionnel ». En juin 1793, l'abbé Le Gall est contraint de demander la protection de la municipalité « pour prévenir les outrages dont il est menacé pendant la procession de la Fête-Dieu ». Les paysans le huent pendant les processions, troublent les cérémonies qu'il préside et continuent à faire baptiser leurs enfants par les prêtres réfractaires. L'abbé Le Gall est remplacé en 1793 par l'abbé Guillaume Moreau, mais malgré ses tentatives, ce dernier ne parvient pas non plus à désarmer l'hostilité des habitants ; il est par exemple outragé par quatre paysans sur le chemin de la chapelle Notre-Dame du Val; il s'arroge alors la surveillance de la population, dénonce les suspects et les prêtres réfractaires, surveille le marché, dénonce les accapareurs, s'érigeant en véritable dictateur, donnant des ordres au maire et aux officiers de la garnison, dirigeant des perquisitions ; le 19 octobre 1793, l'abbé Moreau et les soldats qui l'accompagnent, sont attaqués par une quinzaine ou une vingtaine de rebelles alors qu'ils perquisitionnaient dans une maison suspecte du hameau de Perros ; l'abbé Moreau finit par quitter la paroisse le 14 frimaire an II (4 décembre 1793), se retirant à Pleyben. Plouguerneau n'eût alors plus de culte officiel et l'église paroissiale fut même convertie en magasin pur stocker le blé confisqué aux accapareurs.
Entre-temps, le 17 février 1793, Guillaume Calvez fut nommé bedeau de Plouguerneau, en remplacement de son frère Yves Calvez ; il était chargé « d'exercer les fonctions de bedeau, de loger dans l'église, de bien soigner et entretenir l'horloge et généralement de faire tout ce qui dépend des fonctions de bedeau ». En 1792, la municipalité se déclara hors d'état d'exécuter les ordres du district concernant la réquisition des biens d'église « de crainte d'être assommés par les habitants de leur commune dont ils sont continuellement menacés » ; le directoire de Lesneven envoie alors, aux frais des habitants, une garnison de 150 hommes et un canon ; c'est accompagnés d'un détachement de 10 hommes et d'un sergent que les officiers municipaux, à contre-cœur, firent alors saisir le mobilier des chapelles, les titres des rentes de donation et l'argent en caisse des diverses confréries.
Lors de la levée en masse décidée le 23 février 1793, Plouguerneau dût fournir 27 hommes ; cette levée en masse provoqua dans le Léon une révolte contre le gouvernement révolutionnaire, réprimée par le général Canclaux, dont l'épisode le plus connu fut la bataille de Kerguidu (24 février 1793). Les jeunes gens de Plouguerneau se rassemblèrent avec ceux des communes voisines au pont de Paluden, amorçant un mouvement de rébellion, le jour fixé pour le tirage au sort (18 mars 1793), malgré les supplications du maire, mais ne prît pas vraiment part à la révolte et la commune se résigna à procéder au tirage au sort le 25 mars 1793. Mais le 2 frimaire an II (22 novembre 1793), les deux communes de Plouguerneau et Guissény comptent onze déserteurs, qu'elles doivent remplacer, parmi leurs 27 conscrits ; les deux mêmes communes sont obligées de constituer un corps de 80 gardes nationaux et 16 canonniers pour garder le fort du Corréjou (en mai 1793, un navire corsaire de Saint-Malo, la Jeune Émilie, poursuivi par une frégate anglaise, se réfugia au Corréjou).
En mars 1793, Plouguerneau fit partie, avec Plounéventer, Ploudaniel, Guissény et Kerlouan, des communes condamnées à payer en tout 40 600 livres de dédommagement pour s'être rebellée contre le gouvernement républicain (Plouguerneau et Tréménach eurent à payer 11 000 livres). Le même mois, un arbre de la liberté est planté dans la commune en présence de toute la municipalité dont les membres jurent « de soutenir l'arbre au péril de leur vie ». Le 10 août 1793, un délégué de Plouguerneau, Dauphin, participe à Paris à la Fête de la Fédération et ce délégué est reçu avec les honneurs lors de son retour à Plouguerneau le 23 août, faisant aussi, apparemment, preuve de zèle révolutionnaire lors de la célébration de la Fête de l'Être suprême le 20 prairial an II (9 juin 1794) : une montagne artificielle est édifiée dans le bourg avec du gazon pris à l'Île Vierge et tout le bourg est décoré. La commune ne mit toutefois aucun zèle à pourchasser les prêtres réfractaires et laissa tranquille les nobles de la commune, par exemple Louis Marie Raymond de Poulpiquet de Brescanvel, contraint seulement de prêter un serment de fidélité à la Constitution.
L'emprunt forcé décidé par la loi du 3 septembre 1793 n'eût aucun succès à Plouguerneau : la municipalité déclara qu'à sa connaissance, aucun individu de la commune n'avait des revenus assez considérables pour y être soumis. Les Plouguernéens furent contraints d'obéir aux réquisitions : par exemple le 20 ventôse an II (10 mars 1794) de livrer des chevaux et des mulets, et à nouveau le 30 prairial an II (18 juin 1794 des étalons et des juments ; le 8 ventôse an II (26 février 1794), les deux communes de Plouguerneau et Guissény durent livrer à Landerneau treize charrettes attelées de quatre chevaux et sept autres le 25 ventôse an II (15 mars 1794), à livrer à Lesneven cette fois ; la commune dût aussi livrer des grains : le 7 fructidor an II (24 août 1794), Plouguerneau reçut l'ordre de livrer, dans un délai de 9 décades, 850 quintaux de froment, 680 quintaux de seigle, 20 quintaux d'avoine et 200 quintaux de paille ; en 1795, la commune dût fournir 8 440 quintaux de grains. Les paysans résistèrent, refusèrent de payer, mais y furent contraints, obligés de nourrir à titre de représailles pendant près d'un mois une garnison de 320 soldats. La commune fut aussi contrainte de créer un corps de gardes nationaux, mais ne trouva qu'un seul volontaire !
Le 26 floréal an II (15 mai 1794), la municipalité de Plouguerneau décide de distribuer aux indigents, nombreux dans la commune (410 sont alors recensés pour une population totale de 4 148 habitants), le blé confisqué aux accapareurs et stocké dans l'église, aux risques d'être dévoré par les rats et les souris ; du vin rouge est également distribué aux malades pauvres de la commune.
En fonction du décret du 8 pluviôse an II (27 janvier 1794), chaque commune doit nommer un instituteur : François Graffin est choisi, ainsi qu'une institutrice pour les filles, Louise Turin, veuve Sorvel.
« Il existe dans le ci-devant district de Lesneven 70 prêtres réfractaires dont 6 à Plouzévédé, autant à Cléder, Plounévez-Lochrist et Plouguerneau » écrit le 20 décembre 1797 le commandant de la colonne mobile de Lesneven.
Le 3 brumaire an XI (24 octobre 1802), Lannilis est substitué à Plouguerneau comme chef-lieu de canton. Le canton de Plouguerneau, dont l'existence fut brève, ne comprenait que les communes de Plouguerneau et Guissény.

### LeXIXesiècle

#### Un épisode des "Cent jours" à Plouguerneau
Pendant l'hiver 1806-1807, la frégate anglaise la Blanche fut naufragée devant Plouguerneau, et un Français qui se trouvait à bord, Caraës, convaincu d'avoir servi sur des bateaux anglais, fut condamné à mort par une commission militaire siégeant à Brest.
Deux bateaux de guerre français, la canonnière 21, capitaine Gouët, et le cotre Le Printemps, capitaine Julien Fournier, firent relâche dans la baie du Corréjou, accompagnés d'une flottille de caboteurs, en juillet 1815 à la fin des Cent-Jours et leurs capitaines refusèrent d'arborer le drapeau blanc avant d'en avoir reçu l'ordre. Le 19 juillet 1815, des Anglais débarquèrent un détachement qui s'empara d'une des deux batteries de Plouguerneau et canonnèrent les bateaux français, qui durent amener leur pavillon et les Anglais s'en emparèrent. Le capitaine Fournier fut blessé mortellement. Cet épisode fut le dernier acte de guerre auquel participa la Marine française pendant les Cent jours.

#### La tempête de décembre 1817 et le naufrage de l'Indian
Jacques Boucher de Perthes indique que dans la nuit du 9 au 10 décembre 1817 six bateaux auraient été victimes de éléments déchaînés entre Roscoff et l'Aber-Wrac'h et que plus de 450 marins et passagers seraient morts dont 193 à bord de l' Indian, un transport de troupes anglais, qui se serait échoué à hauteur de Plouguerneau. Ce témoignage de Jacques Boucher de Perthes était toutefois contesté, aucun autre témoignage des faits qu'il relate n'existant et aucune autre trace historique de l'existence de l' Indian n'ayant été trouvée. Toutefois, en 1992, un plongeur de Kerlouan a trouvé quelques vestiges de l'épave près des rochers de Karrek Hir en Kerlouan permettant d'identifier ce navire, un trois-mâts anglais de 500 tonneaux qui partait prêter main-forte aux révolutionnaires vénézuéliens en lutte contre le gouvernement espagnol.

#### Le pillage duCygneen 1839

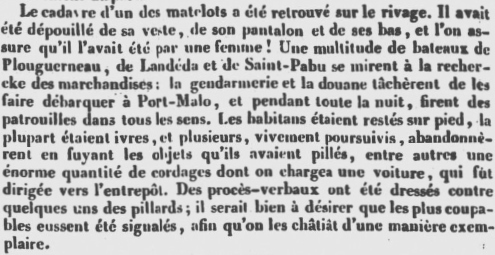
Le pillage de la cargaison du navire naufragé Cygne, échoué à l'entrée de l'Aber-Wrac'h, par des marins de Plouguerneau, Landéda et Saint-Pabu en novembre 1839 (Bulletin colonial : supplément à la Revue du XIXe siècle).

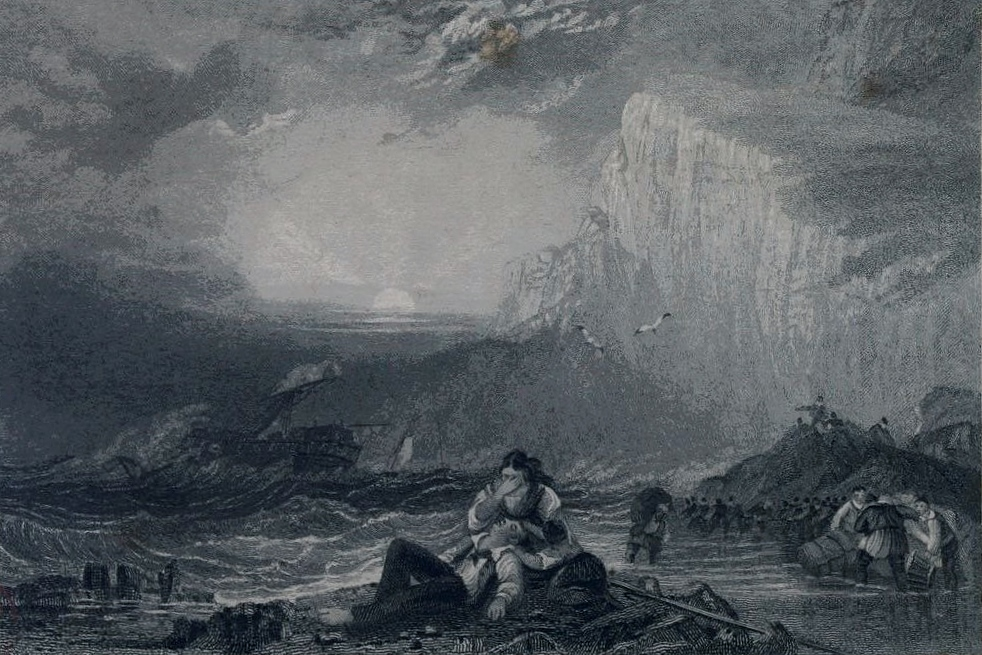
Gravure illustrant un naufrage à Plouguerneau

Sous le titre Les pillards de Plouguerneau, le Bulletin colonial fait ce récit du pillage en 1839 du brick de 179 tonneaux Le Cygne, de Granville, chargé de vins, alcools et marchandises diverses :

« Le capitaine Piel se voyant en danger, par suite de la grosse mer, à l'entrée de l'Abrewack [Aber Wrac'h], avait hissé son pavillon de signaux pour appeler un pilote ; mais peu de temps après, les vents ayant subitement changé, une première lame fit tourner le navire et une seconde le jeta avec violence sur la roche dite Carroac'h-an-Aër, à deux lieues en mer, où il se brisa. Deux matelots purent gagner la chaloupe et se sauvèrent ; trois autres matelots disparurent dans les flots. Le capitaine n'a dû son salut, et celui de son fils et du novice, qu'au nommé Jean-Marie, patron de Landéda, lequel, avec des peines infinies, s'approcha assez d'eux pour leur jeter un cordage auquel, s'étant attachés l'un après l'autre, ils échappèrent ainsi à une mort certaine ; un quart d'heure après, le navire avait totalement disparu. Le cadavre d'un des matelots a été retrouvé sur le rivage. Il avait été dépouillé de sa veste, de son pantalon et de ses bas, et l'on assure qu'il l'avait été par une femme ! Une multitude de bateaux de Plouguerneau, de Landéda et de Saint-Pabu se mirent à la recherche des marchandises ; la gendarmerie et la douane tentèrent de les faire débarquer à Port-Malo et, pendant toute la nuit, firent des patrouilles dans tous les sens. Les habitants étaient restés sur pied, la plupart étaient ivres et plusieurs, vivement poursuivis, abandonnèrent en fuyant les objets qu'ils avaient pillés, entre autres une énorme quantité de cordages dont on chargea une voiture, qui fut dirigée vers l'entrepôt. Des procès-verbaux ont été dressés contre quelques-uns des pillards ; il serait bien à désirer que les plus coupables eussent été signalés, afin qu'on les châtiât de manière exemplaire. »

Au début de février 1854, le Grace-Mac-Vea, un grand navire anglais, s'échoua sur la côte de Plouguerneau.

#### Plouguerneau en 1845
A. Marteville et Pierre Varin, continuateurs de Jean-Baptiste Ogée, indiquent en 1845 que Plouguerneau comptait autrefois, outre l'église paroissiale, onze chapelles, dont cinq continuent alors d'être desservies, et que 5 foires annuelles sont organisées (le samedi de Pâques, le samedi de Pentecôte, le samedi qui précède le dernier dimanche de juillet, le 31 octobre et le 24 décembre).

#### Les tentatives de crimes de François Pluchon
François Pluchon, surnommé « l'empoisonneur de Lannilis », fut condamné à mort le 30 avril 1852 par la Cour d'assises du Finistère et guillotiné publiquement en juillet 1852 à Quimper pour avoir tenté d'empoisonner en déversant de l'arsenic dans leur soupe le 11 décembre 1851 les époux Prigent, propriétaires d'une auberge isolée sur la route de Plouguerneau à Saint-Frégant. Il fut aussi accusé d'avoir deux jours plus tôt déversé de l'arsenic dans le café qu'il avait préparé pour Étienne Le Jeune et sa domestique, qui vivaient dans une maison isolée de Plouguerneau. Lors de l'enquête, son beau-frère Yves Poullaouec déclara avoir lui aussi été victime d'une tentative d'empoisonnement commise par François Pluchon vers juillet 1847.

#### La construction de la nouvelle église paroissiale
L'église paroissiale Saint-Pierre-et-Saint-Paul est reconstruite entre 1852 et 1855, selon les plans de l'architecte Joseph Bigot, en raison de la destruction de l'église précédente (qui aurait daté du XVe siècle) par de graves intempéries, seul le clocher étant épargné. « L'église fut construite aux frais des habitants. En 1856, ils demandèrent au gouvernement, qui la refusa, une subvention de 10 000 francs ».

#### Des Plouguernéens lors des guerres du Second Empire
Émilien de Poulpiquet de Brescanvel, fut blessé lors de la bataille de Solférino en 1859, puis, devenu capitaine, participa à la guerre de Crimée ; promu colonel et officier de la Légion d'honneur, il mourut le 27 avril 1902 au château de Lesmel des suites d'un accident de voiture dont il fut victime. Il avait fait entrer son ordonnance, Caze, qui lui avait sauvé la vie pendant la guerre de Crimée, comme gardien du phare de l'Île Vierge.
Un autre Plouguernéen, Guillaume Ogor, a participé à la bataille de Solférino : il y fut blessé, recevant un coup de feu dans sa main gauche, perdant un doigt et en ayant deux autres abîmés.

#### Les goémoniers auXIXesiècleet dans la première moitié duXXesiècle
Dans la première moitié du XIXe siècle, un arrêté municipal du maire de Plouguerneau interdit d'aller la nuit sur les grèves pour prendre du goémon d'épave. Sa cueillette n'était pas permise non plus les jours fériés dans l'ensemble du canton de Lannilis. En 1913 encore, plusieurs goémoniers furent poursuivis, après avoir été verbalisés par le garde goémonier devant le tribunal correctionnel pour avoir ramassé du goémon la nuit, cette activité n'étant permise selon l'arrêté municipal qu'après l'extinction du phare de l'Île Vierge. La récolte du goémon provoquait aussi des disputes entre les habitants : par exemple le Conseil municipal de Plouguerneau se réunit en urgence le 30 septembre 1883 pour évoquer une plainte d'habitants de la commune qui accusent des riverains de la commune voisine, Guissény, de s'emparer du goémon de rive qui se trouve sur des rochers, notamment le rocher de la Sècherie, qui appartiennent selon eux à la commune de Plouguerneau.
En juillet 1862, le maire Louis Célestin de Poulpiquet ordonne la destruction de « fourneaux à soude » installés sur le littoral de sa commune car « l'incinération du goémon a pris une extension si grande qu'elle compromet les intérêts agricoles et tend à envahir le littoral entier du département. Pour vous donner une idée de la perte en engrais que le brûlage du goémon occasionne à l'agriculture, il faut savoir que dans la commune de Landéda (les goémoniers de Lilia avaient l'habitude d'incinérer leurs goémons sur les dunes de Sainte-Marguerite), il a été incinéré en 1861 des goémons de rive provenant tant de cette commune que de Plouguerneau, qui ont produit 1 290 tonnes de soude, représentant l'engrais pour 645 ha de terres ». Cette décision du maire fut désapprouvée par le sous-préfet de Brest. Les paysans se plaignaient aussi de la fumée émise par les fours à soude, qui nuit aux cultures.
À Plouguerneau, ainsi que dans les communes voisines, dans la seconde moitié du XIXe siècle et jusque dans la décennie 1930, les goémoniers représentent près de la moitié de la population active. En 1922, 260 bateaux s'y livrent à la pêche au goémon dit de soude et même 377 bateaux en 1930 (sur lesquels travaillaient 980 inscrits maritimes) et 350 bateaux en 1935. Deux usines d'iode existaient alors, l'une au Traon (fermée en 1946), qui appartenait à la société Parot, dont l'usine-mère se trouvait à Porspoder, l'autre au Koréjou, construite en 1929 (fermée en 1954), qui dépendait de la société Dugoujon, de Plouescat.
La récolte du goémon, qui connût son plein essor pendant la seconde moitié du XIXe siècle, provoqua la création de véritables flottilles goémonières, principalement dans le Léon, en particulier à Plouguerneau, Landéda, Portsall, Saint-Pabu, etc. à partir de la décennie 1870, les pigouliers (surnom donné aux goémoniers locaux) allant cueillir le goémon de fond, le tali, principalement dans l'archipel de Molène autour des îles de Béniguet, Quéménès, Trielen et Bannec, plus secondairement autour d'autres îles (archipel des Glénan, Sein, Ouessant, etc.). Pour amener à terre le goémon noir coupé le temps de la basse mer, on utilisait parfois la "drôme", une sorte de radeau flottant de goémon attaché par des cordes, poussé à marée montante par un homme muni d'une longue perche ou parfois tiré par un canot à rames.
De nombreux drames de la mer concernant des goémoniers ont été recensés : par exemple le 12 août 1922, deux goémoniers de Keridaouen, en Plouguerneau, se noyèrent à Quéménès lors du chavirage de leur canot, utilisé pour rejoindre le rivage, après avoir quitté leurs bateaux, l' Émilie et le Six Frères ; le René, un bateau goémonier de Plouguerneau, qui revenait de l'île Guenioc, fit naufrage en raison de la tempête dans la nuit du 2 au 3 octobre 1923 (deux victimes). Le hameau de Lilia n'était pas épargné : le 26 août 1903, la Marie, un bateau goémonier de Lilia, chavira. Le 11 septembre 1909 Jean-Marie Autret, de Lilia, se noya en tombant de son bateau goémonier, le ‘'Joseph-Marie, en partant de Quéménès. Le 2 août 1930, la Louise, un sloop goémonier de Lilia, disparut en mer entre Molène et Le Conquet, provoquant la noyade de son patron, René Roudot, alors seul à bord. Le 18 mars 1935, le Jean-Marie, un bateau goémonier de Lilia, chargé de fagots et de vivres, disparût entre Le Conquet et l'île de Béniguet (3 noyés).
Vers 1920, plus de 120 bateaux « font le goémon » autour des îles de l'archipel de Molène et près de 150 bateaux entre 1925 et 1930, années qui marquent l'apogée de cette activité. Le Conquet était, en raison de sa proximité des îles, le port où les pigouliers effectuaient leurs ravitaillements et embarquaient matériels et cheval, venus du Pays Pagan sur des charrettes goémonières le plus souvent menées par l'épouse ou par un homme âgé.

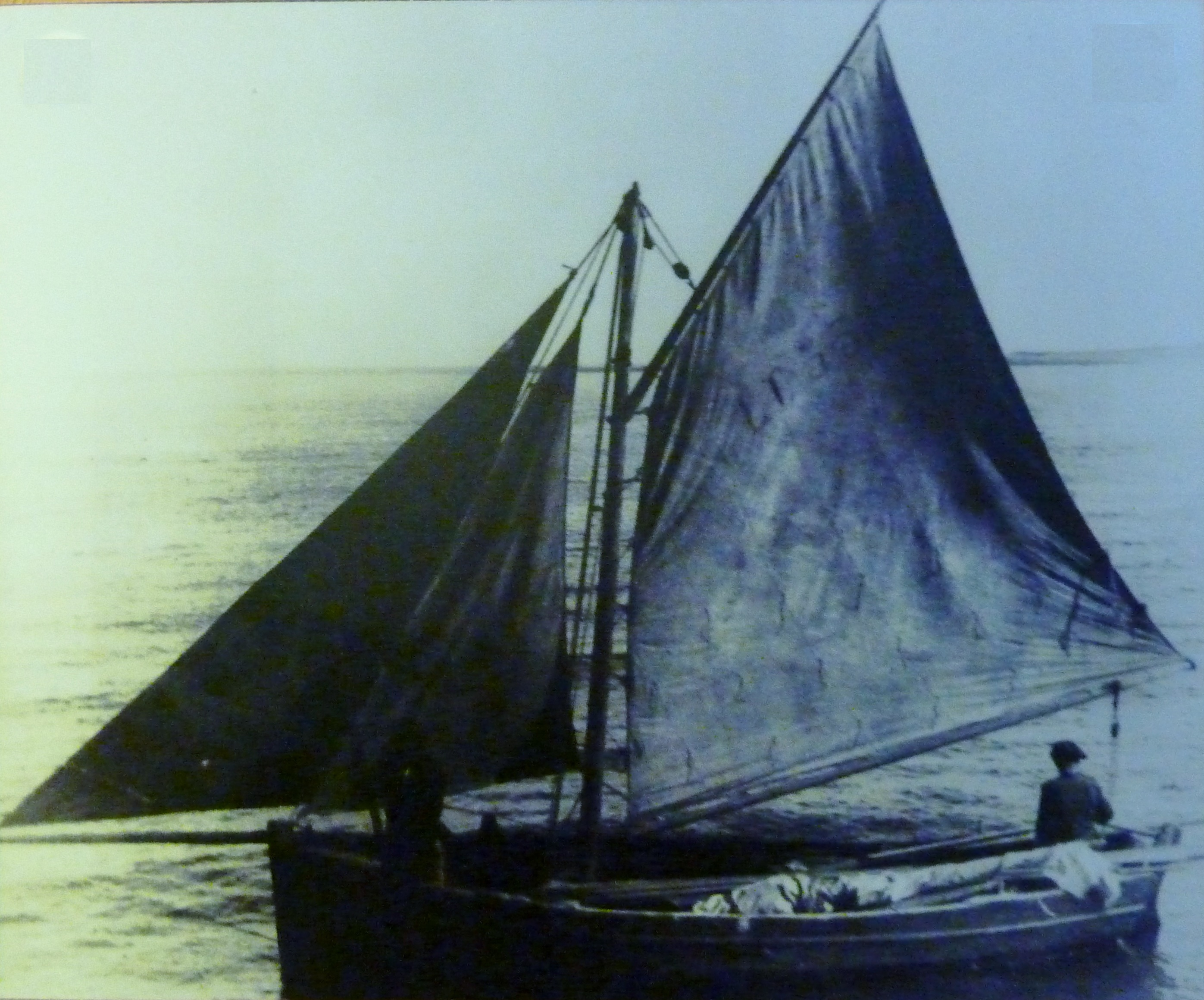
Le sloop goémonier Le Minout vers 1920 (ce bateau appartenait à François-Marie Balcon [de Plouguerneau] ; photo ancienne exposée à l'Écomusée de Plouguerneau).
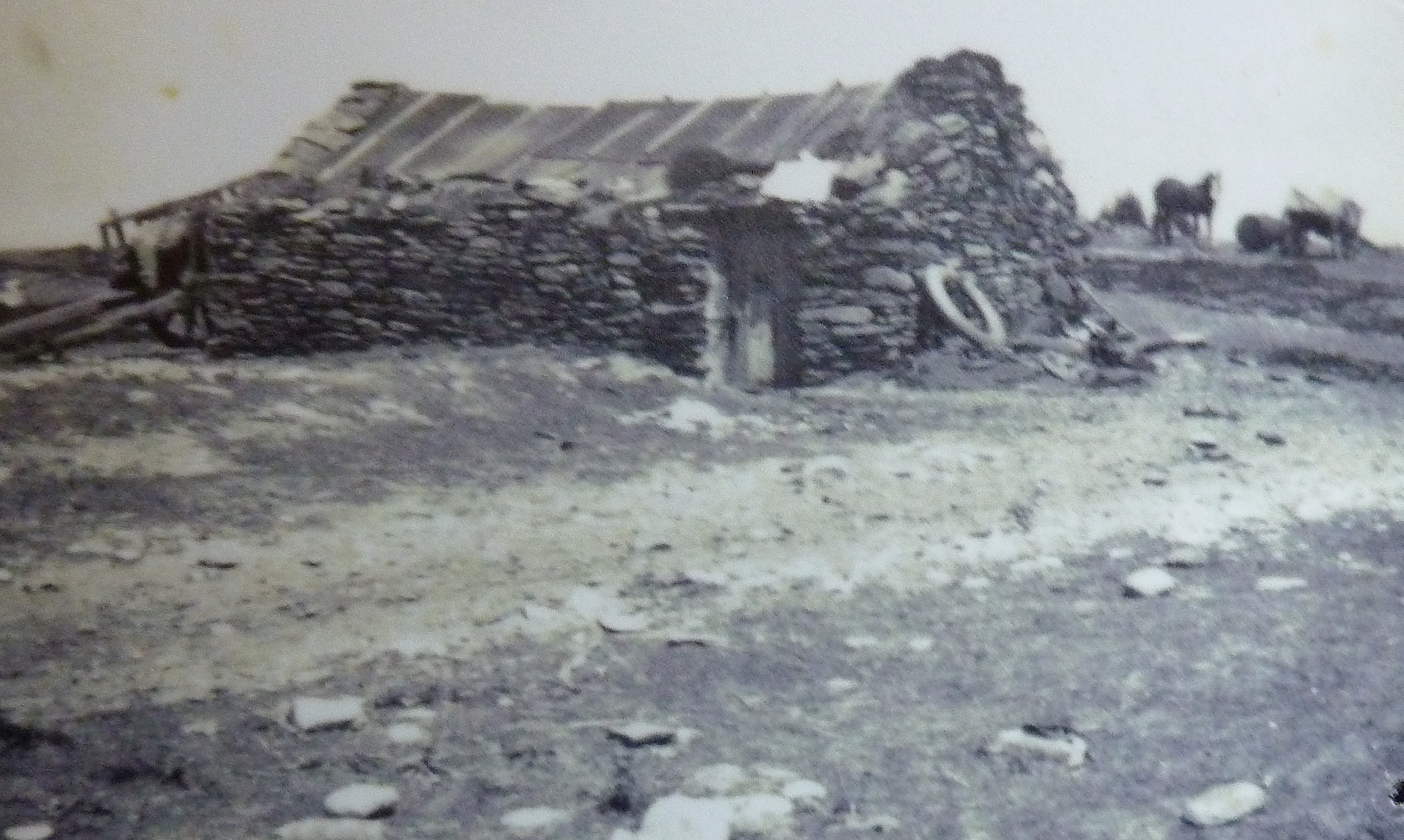
Habitat goémonier dans l'île de Ledenez Vraz (archipel de Momène) vers 1946-1947 (Écomusée de Plouguerneau).
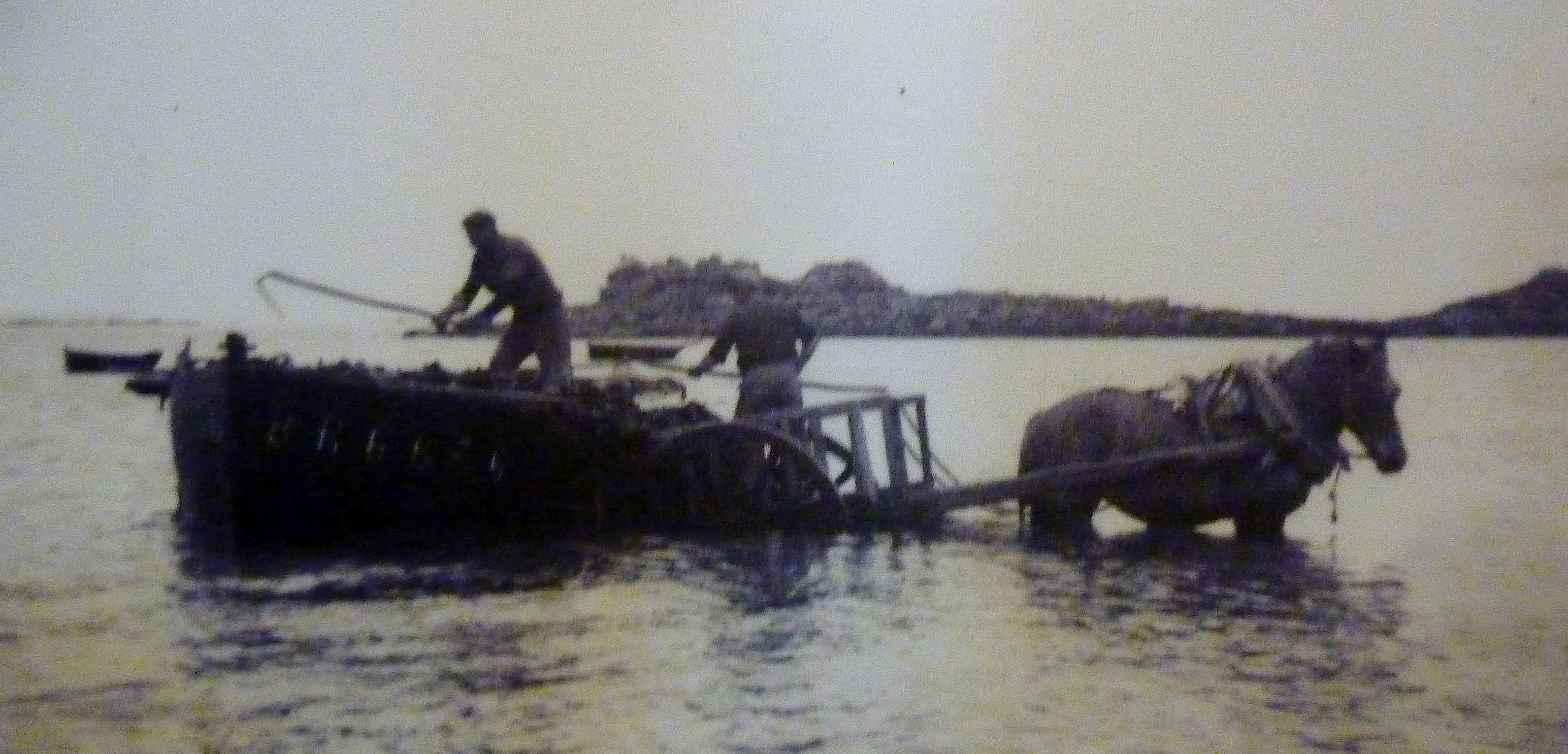
Ramassage du goémon (photo ancienne exposée à l'Écomusée de Plouguerneau).
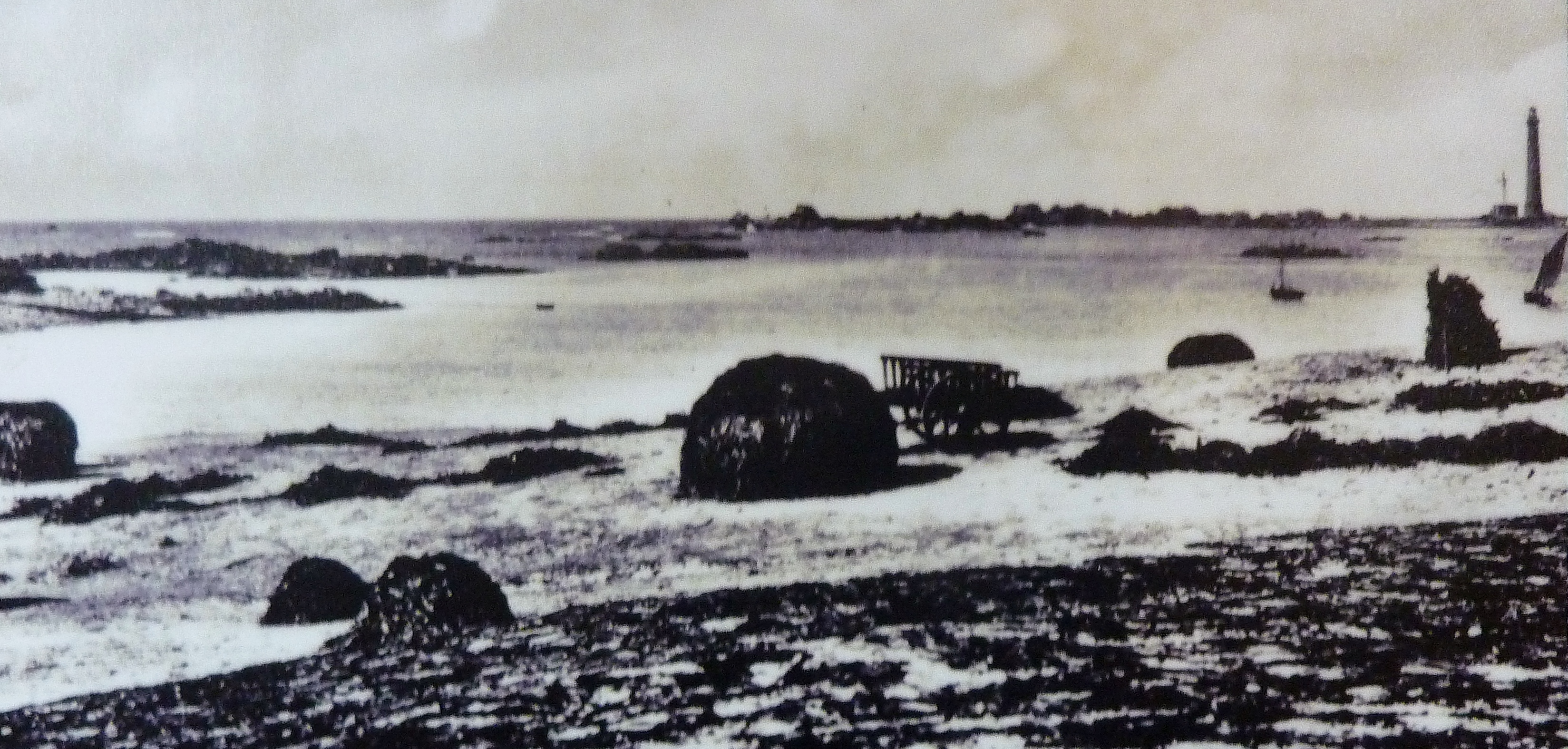
Le séchage du tali [goémon] (photo ancienne exposée à l'Écomusée de Plouguerneau).
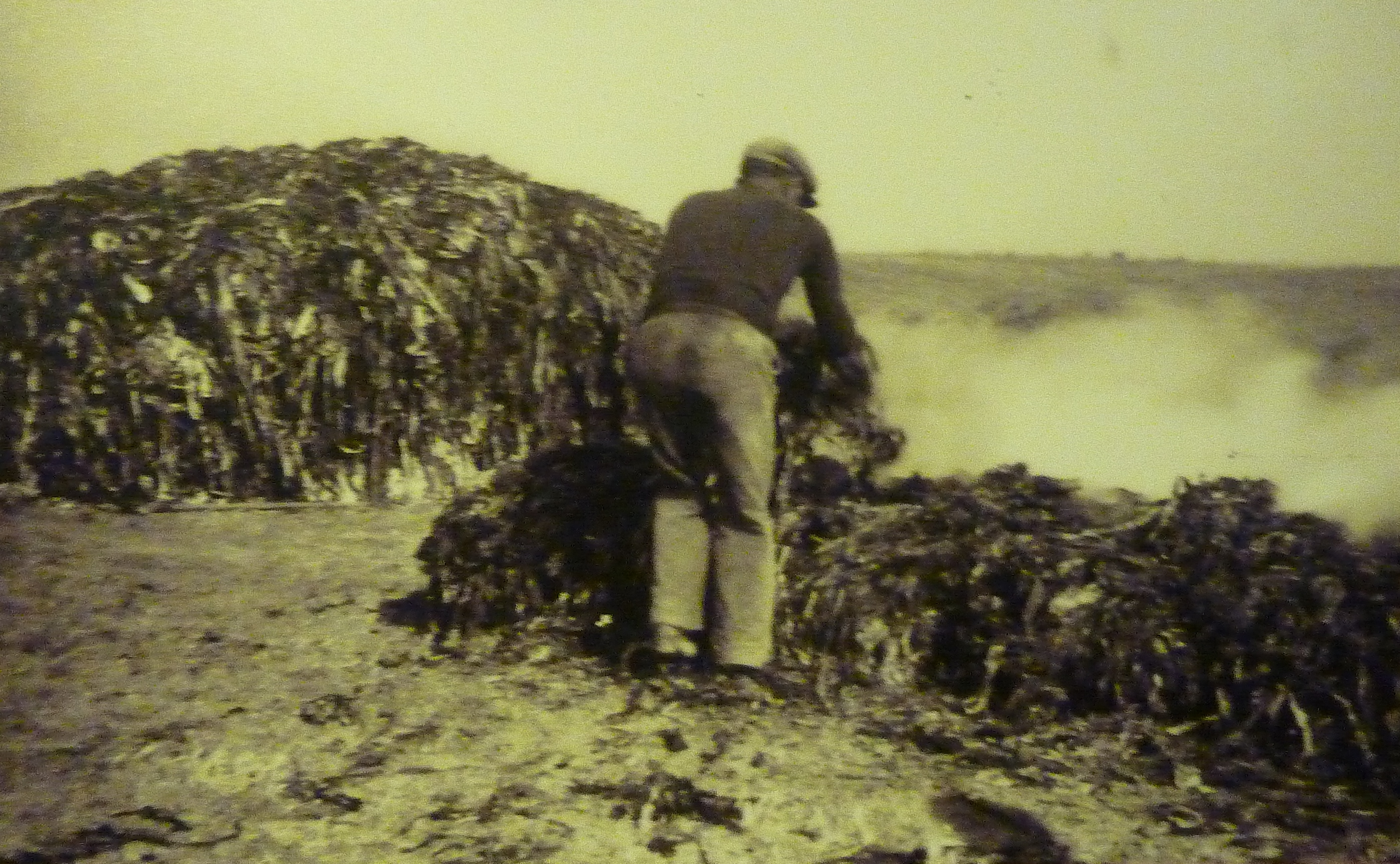
Brûlage de goémon dans un four à goémon afin d'obtenir un pain de soude et, à gauche de la photo, un tas de laminaires secs (photo ancienne exposée à l'Écomusée de Plouguerneau).
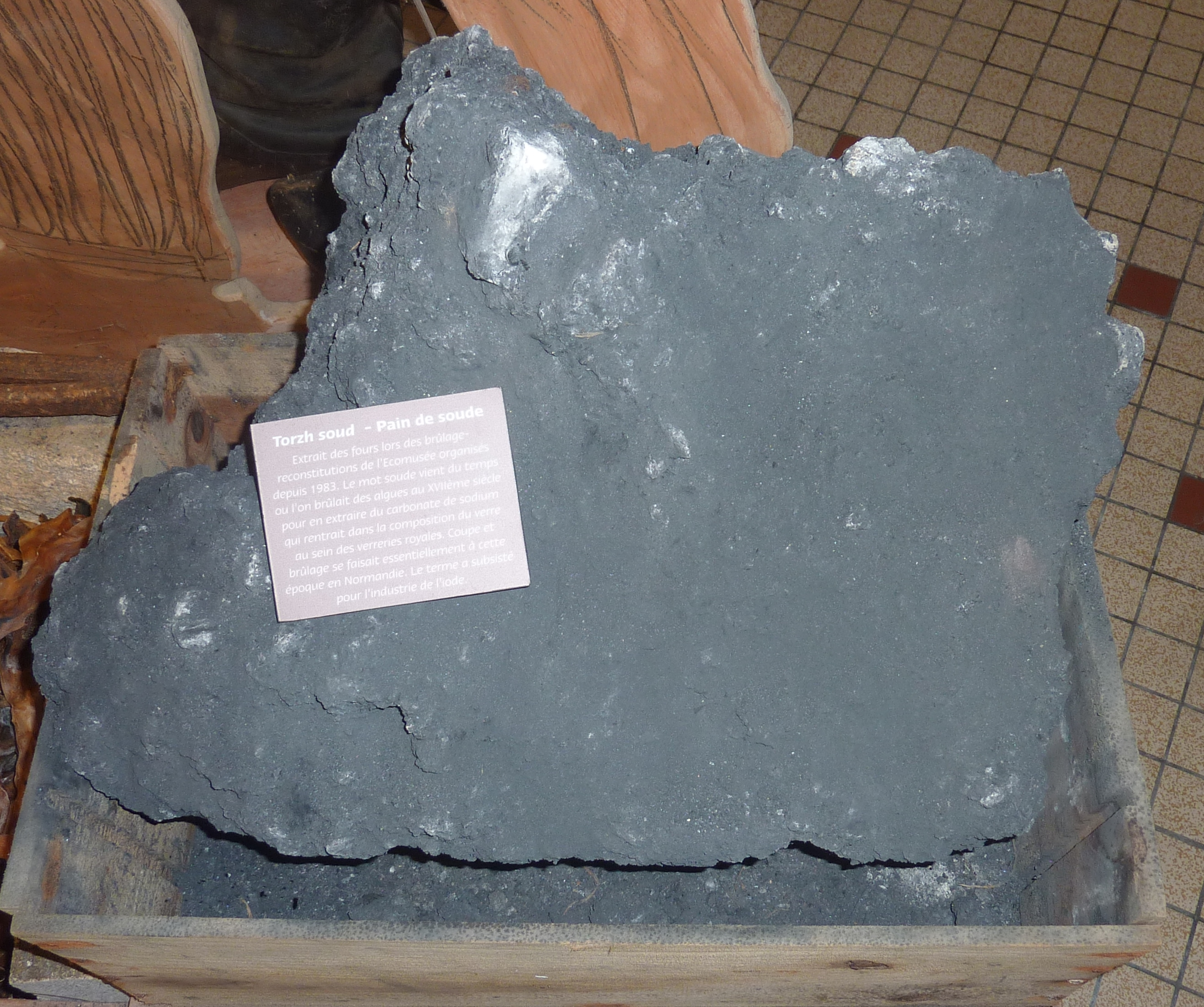
Pain de soude provenant du brûlage de goémon (Écomusée de Plouguerneau).
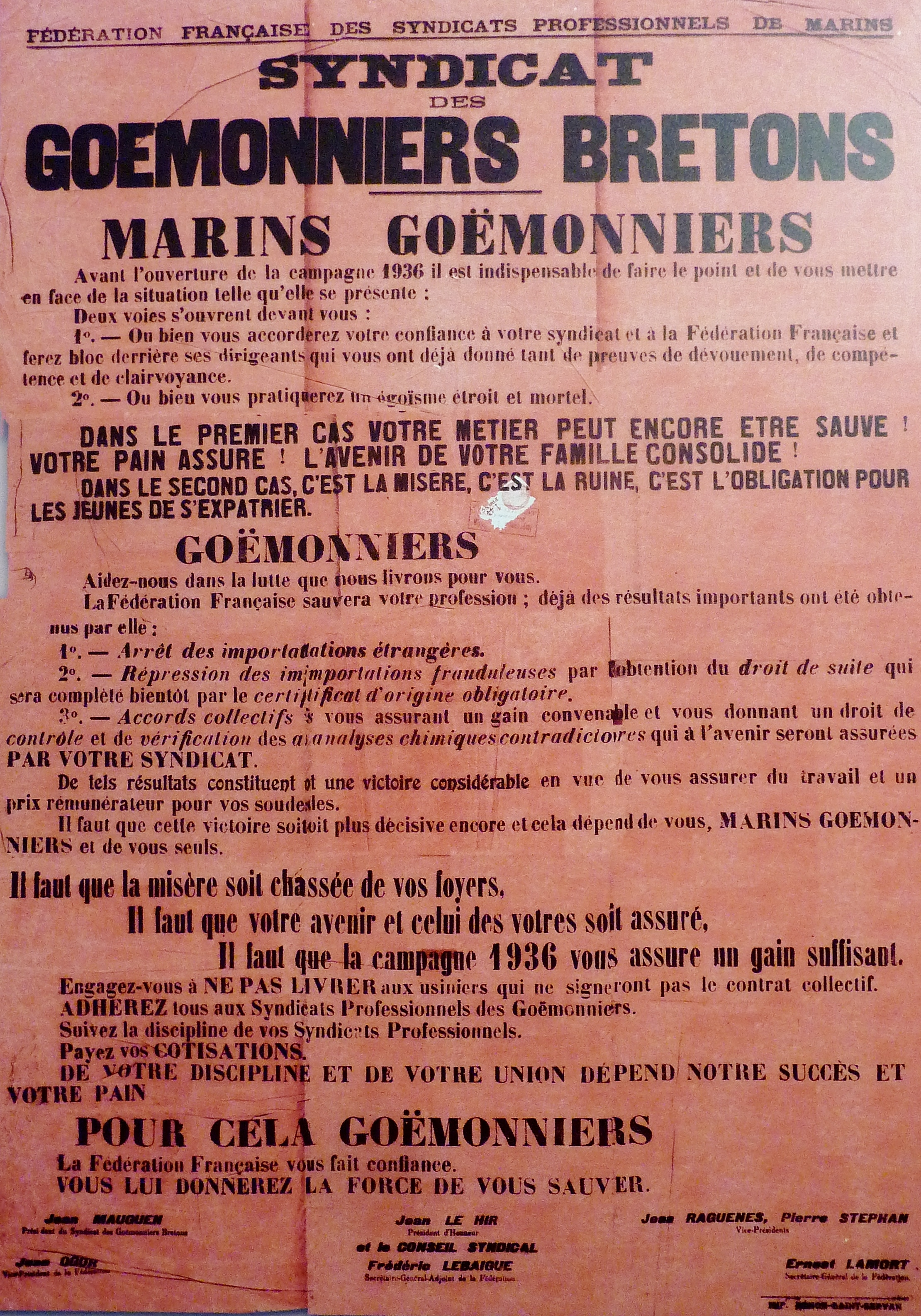
Tract syndical en faveur des goémoniers (1936).

Beaucoup plus tard, en 1939, Yvonne Pagniez, dans un roman, Pêcheur de goémon, a décrit la vie des goémoniers de Plouguerneau, l'Aber-Wrac'h et Kerlouan coupant le tali, « ce goémon particulièrement riche en iode, dont le thalle brun et lisse, froid au toucher comme une eau de batracien, peut atteindre plusieurs mètres de longueur », à l'aide d'une faucille emmanchée d'un long bâton, le retour des barques, les charrettes attendant sur la plage pour emporter la cargaison d'algues, les chevaux entrant dans l'eau jusqu'au poitrail, la récolte du goémon d'épave après les tempêtes qu'il est interdit de ramasser avant que « les phares n'aient éteint leurs feux », l'opération qui consiste à brûler, sur des foyers de fortune, le goémon, pour en recueillir les cendres dont les usines se chargeront d'extraire l'iode.

#### L'aménagement du port de Paluden

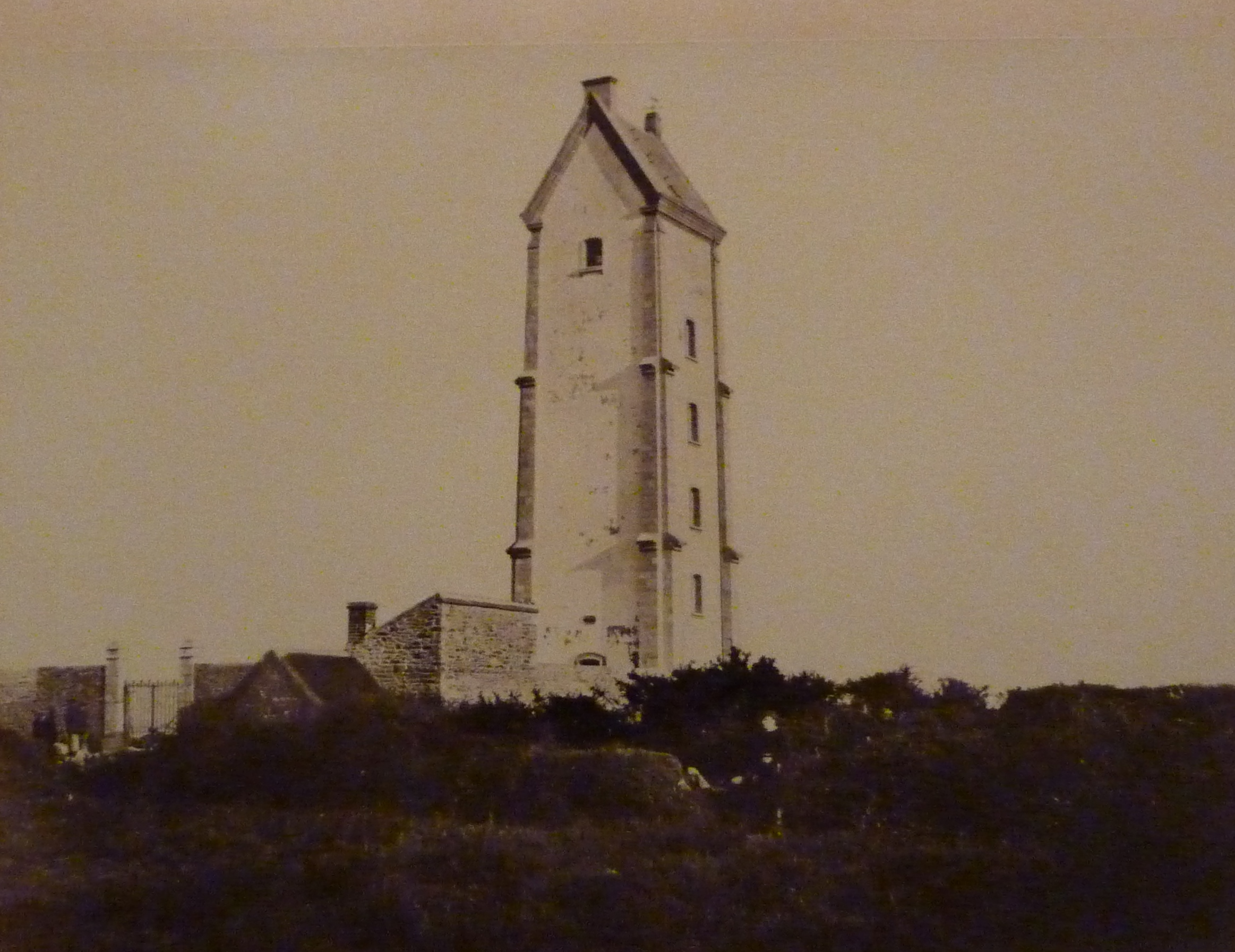
Le fanal de Lanvaon vers 1865 (photographie de Jules Duclos)

Le Conseil général du Finistère souhaite en 1866 l'aménagement d'un quai de déchargement et d'un terre-plein au port du Paluden, sur l'Aber Wrac'h : « Ce port, où les eaux sont d'une parfaite tranquillité par les plus mauvais temps, jouit de l'immense avantage de garder une profondeur de cinq mètres par les plus basses marées, et d'être le centre d'un riche bassin qui comprend, avec les communes de Lannilis et de Plouguerneau, tout le territoire compris dans le rayon de Lesneven et de Plabennec. Malgré l'extrême difficulté que représente aujourd'hui le déchargement des navires à Paluden, ce port donne lieu à un commerce de quelque importance en bois du nord, en vins et en engrais. Ce commerce s'accroîtra rapidement aussitôt qu'on lui aura donné des facilités qui lui manquent absolument ». Des travaux sont effectués en 1877 pour la rive droite, côté Lannilis, mais le même Conseil général émet à plusieurs reprises et encore en 1880 le vœu de l'aménagement d'un quai rive gauche, côté Plouguerneau.
C'est aussi pendant la seconde moitié de la décennie 1870 qu'est aménagé le chemin de grande communication no 13 desservant Lannilis et Plouguerneau.

#### Le procès intenté par Émile de Kératry
Émile de Kératry, candidat aux élections législatives de 1869 (il fut d'ailleurs élu député) et opposé au régime impérial, membre du Tiers-Parti, intenta un procès contre le maire de Plouguerneau car il se vit refuser l'accès à la salle de vote par ce dernier.

#### L'inauguration de l'école privée en 1887
Le journal L'Océan, cité par les Annales catholiques raconte ainsi l'inauguration de l'école privée en 1887 :

« Toute la population de Plouguerneau et les riverains étaient en fête : l'inauguration de la belle maison d'école, érigée comme par enchantement, grâce au zèle de l'éminent curé de la paroisse et à la générosité des fidèles, coïncidait avec la fête de la Nativité de la Très Sainte Vierge. Le temps était splendide, et plus de quatre-vingts prêtres étaient venus donner à cette fête d'inauguration, présidée par le vénérable vicaire capitulaire de Quimper, M. de Marallac'h, un éclat incomparable ! Quelle magnifique procession, se déroulant de l'église paroissiale, (...) à la nouvelle école édifiée sur une plaine, nous pouvons dire sur une plage admirable, car, à quelque distance, on embrasse la vaste étendue de l'Océan. »

« C'était une grande source d'édification pour notre peuple chrétien de voir marcher en tête du cortège M. le sénateur Le Guen, MM. les députés Boucher et Chevillotte, MM. le général de Montarby et le colonel de Poulpiquet, et de nombreuses notabilités de la région. La nouvelle école comptait dès hier 208 élèves inscrits. (…) M. l'archiprêtre de Saint-Louis a fait une allocution remarquable en langue bretonne. »

#### Plouguerneau à la fin duXIXesiècle
Vers 1885, le port du Corréjou était le port d'attache d'une cinquantaine de bateaux de pêche.
Benjamin Girard décrit ainsi Plouguerneau en 1889 :

« (...). Le bourg, où se tient des foires importantes, a une population agglomérée de 700 habitants. Bien que maritime, la commune de Plouguerneau n'a pas de port proprement dit ; mais on trouve sur son littoral plusieurs criques ou petites baies, servant d'abri à de nombreux bateaux de pêche ; les deux plus importantes sont : le Port-Malo, où réside un garde maritime, et le Corréjou. (...) L'Anse du Corréjou, accessible aux navires de 300 tonneaux, est précédée d'une rade très sure, qui peut recevoir une centaine de bâtiments de toutes grandeurs. (...) »

Selon le docteur Zambaco, des familles de lépreux vivaient encore en 1897 dans les environs de Plouguerneau et de Lannilis.

#### La mission de 1895
Maurice d'Hulst décrit la mission qui se tint à Plouguerneau dans une lettre datée du 22 juillet 1895 :

« À Plouguerneau (...), il vient d'y avoir une mission de trois semaines, donnée par vingt prêtres du pays, qui ont confessé sans interruption de 4 heures du matin à 7 heures du soir. Il y a eu 4 100 communions, c'est-à-dire autant que de personnes ayant fait la première communion, moins huit ou dix en tout ! Les curés et les vicaires emploient ainsi le temps libre à prêcher et confesser les uns chez les autres. »

En décembre 1897, le Garde des sceaux suspend le traitement du curé de Plouguerneau, l'abbé Favé, car ce dernier a exagérément soutenu la candidature de l'abbé Gayraud lors de l'élection législative partielle du 29 août 1897.
La paroisse de Plouguerneau a fourni 63 prêtres entre 1803 et 1898 et 37 autres entre 1899 et 1964 et un nombre important de religieuses.
Le recteur refusait alors l'absolution aux parents qui mettaient leurs enfants à l'école publique.

### LeXXesiècle

#### Les enchères pour porter les statues des "petits saints" lors des processions
Au début du XXe siècle subsistait encore à Plouguerneau une coutume singulière : « À certains jours, à l'occasion d'une procession, on met aux enchères le droit de porter la statue de tel ou tel saint. L'église devient un hôtel des ventes religieux et le curé, en chaire, un commissaire-priseur céleste. (...) La faveur de porter la croix du bourg s'est payée 16 francs, la Vierge 14 fr., saint Éloi, 9 fr (...) ».
Le chanoine Paul Peyron décrit ainsi cette tradition en 1912 :

« Les saints (...) sont de jolies statuettes en bois d'un pied de haut, supportées par un piédestal emmanché dans une hampe en bois, ce qui permet à une seule personne de porter le saint. Le dimanche qui précède la procession, au prône de la grand'messe, l'honneur de porter les saints est mis aux enchères ; quand la récolte est menacée, saint Fiacre et saint Isidore sont les plus demandés, en temps d'épidémie, c'est saint Sébastien ou saint Roch ; le plus souvent, c'est son saint patron que l'on veut honorer, et cette sorte d'adjudication n'est en somme qu'une offrande faîte à l'église sous cette forme originale. »

#### Ledroit de briset le naufrage duVesperen 1903

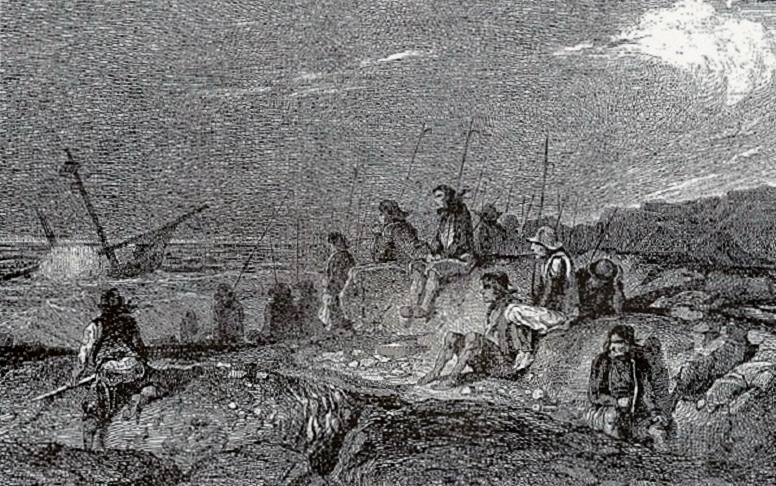
Octave Penguilly L'Haridon : Les Pilleurs de la mer (gravure, 1848)

La revue "Les Annales maritimes et coloniales" écrivent en 1839 : « On sait combien, depuis un temps immémorial, la côte de Plouguerneau s'est montrée inhospitalière pour les malheureux naufragés. Les redoutables habitants de cette côte ont toujours saisi les occasions de piller que leur offraient les naufrages et les efforts de la civilisation pour déraciner leurs habitudes barbares n'ont jamais connu le moindre succès ».
Les Plouguernéens ont de tout temps pratiqué le droit de bris, comme déjà lors du naufrage du Neptune dans la nuit du 22 au 23 janvier 1792 à Plouguerneau. Il transportait entre autres de la porcelaine de Chine. Mais le naufrage le plus connu montrant les pilleurs d'épaves à l'œuvre est celui du Vesper ; le journal La Lanterne raconte ainsi les scènes consécutives au naufrage du Vesper sur les rochers d'Ouessant le 2 novembre 1903 :

« Le 2 novembre dernier, le vapeur Vesper était jeté à la côte de l'île d'Ouessant avec un chargement de quarante fûts de vin d'une contenance respective de 600 litres. Aussitôt les pêcheurs de s'élancer pour recueillir ces précieuses épaves, dépistant les douaniers qui ne savaient plus où donner de la tête. De la côte du Conquet à celle de Plouguerneau, c'est-à-dire sur une longueur de plus de 50 kilomètres, toutes les maisons étaient comme autant d'auberges où l'on donnait du vin à boire à discrétion. »

« Lorsqu'on sut que le vin était arrivé, les voisins furent convoqués et arrivèrent avec des récipients : pots, cruches, seaux, marmites, auges, et jusqu'à, proh pudor ! des vases de nuit qui furent remplis de vin. À Ouessant, à Molène, il y eut des scènes inénarrables : des hommes ivres avaient organisé des rondes autour des barriques éventrées. À Plouguerneau, une barrique s'étant engagée entre les rochers, on ne put la retirer ; elle fut mise en perce, et les pêcheurs, accourus en grand nombre, se collèrent à tour de rôle à la barrique. Les têtes s'échauffant, une bataille s'engagea entre les pêcheurs ; lorsque les douaniers arrivèrent, ce fut un tollé général. On allait tomber à bras raccourcis sur eux. Mais ils dégainèrent et mirent les pêcheurs en déroute. Des habitants qui avaient déclaré à l'Inscription maritime des fûts qu'ils avaient recueillis furent garrottés et leurs barriques vidées. Une femme de Plouguerneau buvant dans un fut y tomba et faillit se noyer. »

En avril 1908, le bateau de pêche Marsouin, de Plouguerneau, sombra au large de Kerlouan : aucun corps ne fut retrouvé, ni le bateau. Le 1er août 1910, le naufrage du bateau de pêche Notre-Dame-de-Lourdes, de Plouguerneau, fit un mort, le reste de l'équipage parvenant à se sauver.
En novembre 1910, dix-sept cadavres de membres de l'équipage du vapeur anglais Kurdistan qui s'était perdu corps et biens sur des rochers des Sorlingues, furent trouvés en divers endroits du littoral breton, à Ouessant, à Plouguerneau, à Kerlouan, Landéda, Guissény, etc. Pour commémorer ce naufrage, le gouvernement britannique fit élever une croix sur un rocher de Plouguerneau et fit distribuer des gratifications aux marins-pêcheurs qui avaient trouvé des cadavres.
Le 30 juillet 1913, la gabare Jean, de Plouguerneau, qui revenait du marché de Saint-Pol-de-Léon, chavira : deux des trois hommes à bord se noyèrent.

#### La misère des pêcheurs au début duXXesiècle

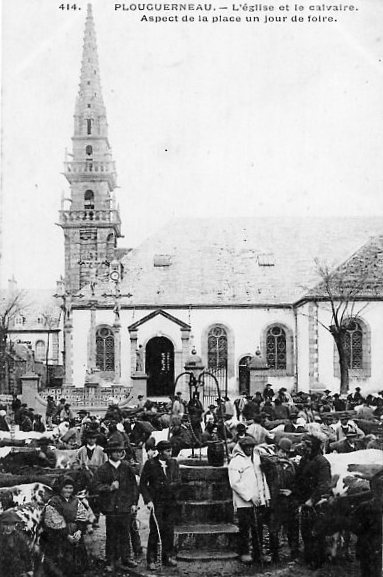
Une foire à Plouguerneau vers 1910 (carte postale)

Le journal La Lanterne écrit le 23 janvier 1903 : « Les conseils [municipaux] de Ploudalmézeau, de Plouguerneau et de Lannilis signalent une profonde misère. Les pêcheurs de Portsall, Plouguerneau, l'Aber-Wrac'h demandent que des secours immédiats leur soient accordés ».
Les pêcheurs étaient nombreux. La revue Études indique en 1933 : « La simple anse de Saint-Michel en Plouguerneau (...) abrite à elle seule près de 400 canots montés par sept cents pêcheurs ».

#### La laïcisation et la querelle des inventaires
L'énorme influence de la religion catholique dans le Léon et particulièrement à Plouguerneau (la paroisse de Plouguerneau a suscité cent ordinations de prêtres entre 1803 et 1964) a entraîné d'importants mouvements de protestation contre les mesures laïques décidées au début du XXe siècle. Par exemple, c'est la paroisse de Plouguerneau qui fut la plus représentée (4 000 pèlerins selon le journal Le Temps !) lors du pèlerinage dit "des écoles libres" qui se tint au Folgoët le 21 septembre 1902.

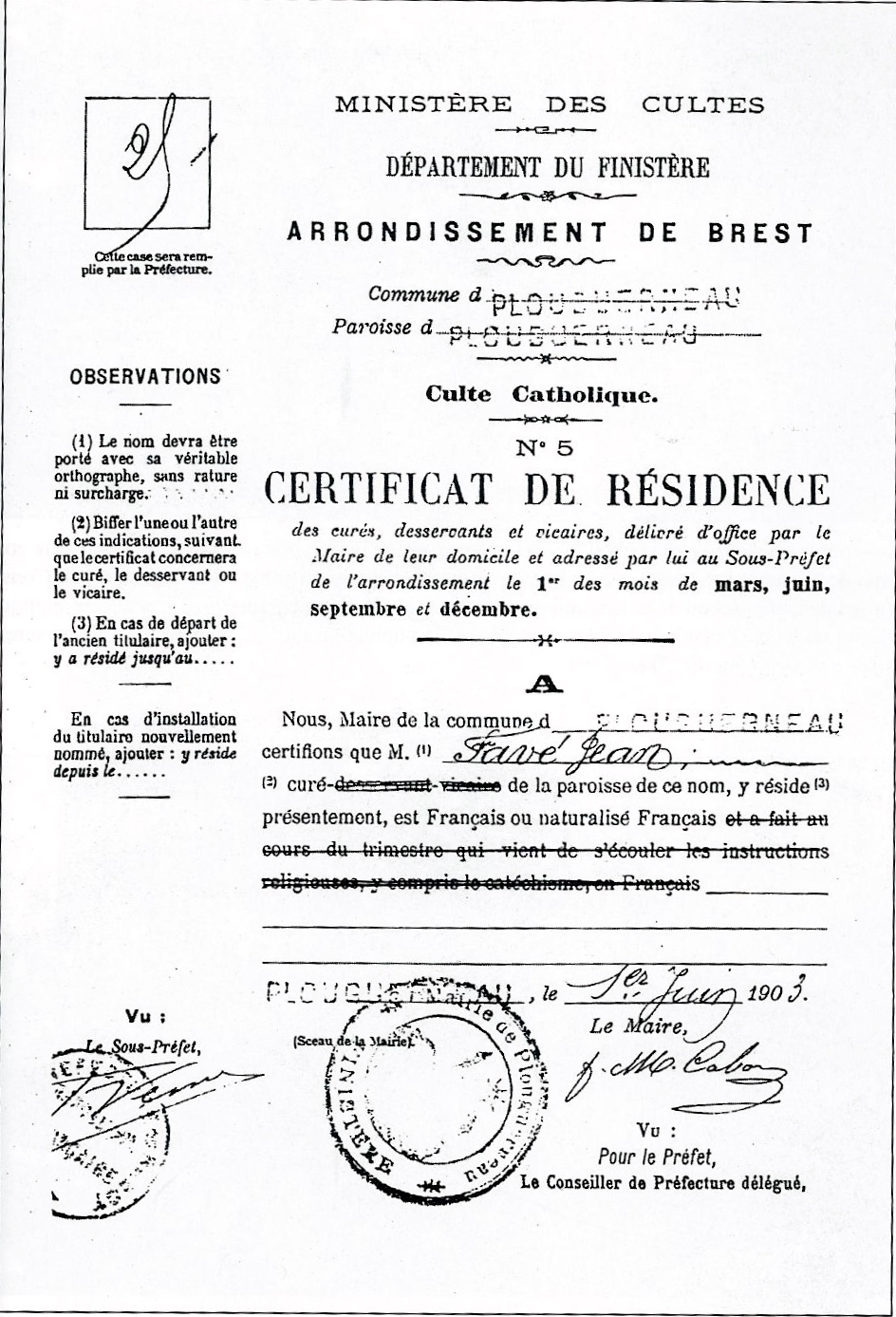
Certificat de résidence no 5 avec la mention "a fait au cours du trimestre qui vient de s'écouler les instructions religieuses, y compris le catéchisme, en français" rayée par le maire de Plouguerneau (1903).

En 1904, un décret du gouvernement Combes, pris en vertu de la loi sur les congrégations, entraîne la fermeture de l'école congréganiste tenue par les Frères des écoles chrétiennes à Plouguerneau.
L'inventaire de l'église paroissiale de Plouguerneau, effectué le 23 novembre 1906 donna lieu à de graves incidents ; le journal La Lanterne écrit le 24 novembre 1906 :

« L'inventaire de l'église de Plouguerneau a donné lieu à une véritable bataille rangée entre la troupe et les émeutiers cléricaux. Plus de 2 000 personnes s'étaient enfermées dans l'église depuis trois heures du matin. L'agent du fisc, accompagné d'un commissaire de police, de huit gendarmes à cheval, d'un peloton de cuirassiers et d'un peloton de hussards est arrivé devant l'église à huit heures. Les paysans, armés de bâtons, poussent des cris hostiles, le tocsin sonne. La grille de la place attenant à l'église est barricadée ; il faut une heure pour la forcer. Les paysans se précipitent alors. Des bagarres se produisent entre les cavaliers qui ont mis pied à terre et les paysans. Ceux-ci frappent à coups de bâton. Les soldats et gendarmes, plus ou moins contusionnés, sont repoussés. Le commissaire de police ordonne aux soldats de monter à cheval. Les paysans effraient leurs chevaux de leurs cris et de leurs bâtons. Deux charges sont ordonnées. Dans la mêlée, beaucoup de paysans sont grièvement blessés, ainsi que des gendarmes, des hussards et des cuirassiers. Devant l'impossibilité de pénétrer dans la place, le commissaire de police demande télégraphiquement à neuf heures et demie 100 hommes d'infanterie coloniale à Brest. Les cuirassiers, les gendarmes et les hussards se reposent en attendant les renforts. À onze heures et demie, les cuirassiers, les gendarmes et les hussards prennent leur repas devant l'église, toujours gardée par des groupes de paysans, armés de penbas. Des guetteurs sont dans le clocher, prêts à annoncer l'arrivée des hommes d'infanterie coloniale attendus. MM. Fontanes, sous-préfet ; Jérôme, commissaire central ; Minot, capitaine de gendarmerie, sont arrivés de Brest à 2 heures, précédant de quelques minutes les hommes de l'infanterie coloniale. Le sous-préfet a fait relâcher les personnes arrêtées ; puis les portes de l'église ont été défoncées en présence de tous les habitants, et l'inventaire a été opéré sans autre incident. »

Le même journal précise le lendemain : « À Plouguerneau, les paysans fanatisés accueillent à coups de bâton la troupe qui, pour ne pas faire usage de ses armes, recule. Puis le curé [Alain Talabardon], effrayé de la gravité de la situation, commande aux furieux [manifestants] de se retirer. Immédiatement il est obéi et l'inventaire se fait sans difficulté ».
Le journal Le Gaulois donne des précisions supplémentaires, les paroissiens arguent : « Nôtre église est à nous ; c'est nous qui l'avons payée ; c'est nous qui l'avons fait bâtir ; personne ne nous la prendra ». Le même journal ajoute : « Quand la hache entame la porte de l'église, les figures des bretons se contractent dans un mouvement de douloureuse colère. Instinctivement les penbas se lèvent. M. Le curé fait un signe, entame le Parce Domine, que tous les bretons chantent avec lui. (...) Sans la présence d'esprit du recteur, il est incontestable que les braves Plouguerniens se seraient faits tuer sur le parvis de leur temple ».
Le 10 mai 1907, les deux abbés de la paroisse de Plouguerneau, ainsi que 14 habitants de la commune, inculpés de voies de fait contre des agents de la force publique, lors de l'inventaire de l'église, furent condamnés par défaut à des peines d'emprisonnement, mais firent appel de leurs condamnations. Ils firent finalement 40 jours de prison et leur retour fut triomphal ; le journal Le Gaulois en parle en ces termes : « Lorsque le train qui les ramène entre en gare de Lannilis, les cloches sonnaient à toute volée, tandis que la majeure partie de la population se masse aux abords de la gare. Quand les abbés Tanguy et Floch apparaissent, ils sont salués par d'interminables acclamations. Les catholiques s'organisent en cortège et se dirigent vers Plouguerneau. Les manifestants se rendent directement à l'église dont la porte principale disparaît sous les fleurs. (...) ».

#### La Première Guerre mondiale
Le monument aux morts de Plouguerneau, inauguré le 9 juin 1922, porte les noms de 214 soldats et marins morts pour la France pendant la Première Guerre mondiale. Parmi eux, 15 sont des marins disparus en mer (parmi eux Michel Riou, décoré de la Médaille militaire et de la Croix de guerre) ; 10 ont été tués sur le front belge, dont 8 en 1914 ou 1915 lors de la Bataille de l'Yser ; 1 (François Ogor) est mort en Turquie lors de l'expédition des Dardanelles ; 3 (Jacques Cabon, Joseph Calvez, Jérôme Salou) sont morts dans les Balkans lors de l'expédition de Salonique ; trois (François Galliou, Gabriel Guiavarc'h, Christophe Laurans) sont morts alors qu'ils étaient prisonniers en Allemagne (Guiavarc'h et Galliou dans le camp de prisonnier de Minden, Laurans à l'hôpital d'Heidelberg) ; 1 (François Roudaut) est mort aux États-Unis ; la plupart des autres sont décédés sur le sol français (parmi eux Alexis Baoudour décoré de la Croix de guerre, Laurent Breton, décoré de la Médaille militaire et de la Croix de guerre avec étoile d'argent).
Une plaque commémorative qui se trouve dans le cimetière communal du Grouanec porte les noms de 32 autres soldats et marins morts pour la France pendant la Première Guerre mondiale.
Le 21 septembre 1917 un hydroplane de Camaret s'enflamme lors d'un vol de reconnaissance et s'écrase sur des rochers de Plouguerneau ; l'accident fit deux morts

#### L'Entre-deux-guerres
Le Lichen caragheen était récolté dans les premières décennies du XXe siècle : en 1915, le port de Plouguerneau en fut le premier producteur avec 150 tonnes, devançant les ports de Kerlouan et Plouescat, qui en récoltèrent chacun 100 tonnes. La société "Algue marine" possédait entre les deux Guerres mondiales des usines de transformation afin de produire de l'iode à Argenton et Plouguerneau.
L'abbé Jean-Marie Perrot fut vicaire à Plouguerneau entre 1920 et 1928. En 1922, Yves Floc'h (futur peintre) devient garçon de presbytère à sa cure. L'abbé Perrot crée le patronage Michel Le Nobletz et organise des représentations théâtrales. Aussi, à cette occasion Yves Floc'h peint les décors d'une pièce et ses dons sont alors remarqués par le vicaire.aux alentours de 1928.
Les riches de Plouguerneau étalaient alors ostensiblement leur richesse, si l'on en croit un témoignage recueilli par Fanch Élégoët en 1978 :

« Chez Ronvel, j'ai vu jusqu'à trois domestiques et deux servantes en plus de la famille (...). Ils n'ont plus de chevaux bien sûr. Car ils en avaient parfois jusqu'à quatorze ou quinze. Des chevaux bien soignés. Crois-moi, quand on voyait les chevaux de Ronvel sur la route (...) ! Le dimanche, l'été, le père les menait toujours à son champ de Lanvern pour les montrer sur la grand'route. (...) Pronost le vieux (...) allait prendre du goémon (...). Il en prenait d'énormes quantités et il allait chercher son goémon à chaque foire de Plouguerneau pour montrer ses chevaux au bourg. Il accompagnait en voiture et il emmenait tous ses domestiques boire un verre. Les chevaux attendaient là et, de cette façon, tout le monde pouvait les voir (...). Ils avaient trois charrettes, avec chacune trois chevaux. Neuf chevaux, et des chevaux solides. »

Le 12 avril 1922, une barque avec à son bord cinq goémoniers, deux hommes et trois femmes, se brise sur des rochers proches de l'Île Vierge en raison de la tempête ; ils furent sauvés, alors qu'ils s'agrippaient désespérément aux rochers, par le bateau de sauvetage alerté par le sémaphore de l'Aber Wrac'h. Le 4 octobre 1923, quatre barques de pêche de Plouguerneau, qui revenaient d'Ouessant chargées de goémon, furent prises dans la bourrasque et l'une d'elles coula à pic. Le naufrage fit deux victimes. Le 23 septembre 1924, le trois-mâts Phénomène, de Saint-Servan, qui revenait de Terre-Neuve avec un chargement de morues, pris dans une violente tempête, coule près de l'Île Vierge ; l'équipage parvint à rejoindre Le Corejou à bord de quatre doris. Le 14 septembre 1925, le sloop de pêche Reine-des-Flots, du Conquet, fait naufrage près de Plouguerneau ; l'équipage est sauvé. Le 20 septembre 1927, une barque de goémoniers chavire près des Sept-Îles : le naufrage fit trois morts et un rescapé, tous originaires de Cruquerrou [Krukerou] en Plouguerneau. En novembre 1927, le sloop Corrèze fait naufrage sur les roches de Plouguerneau et est complètement détruit.
En 1929, à la demande de la commune de Plouguerneau, le Conseil d'État annule, pour des raisons juridiques, un arrêté du Préfet du Finistère en date du 31 juillet 1925 qui mettait en demeure la commune de choisir un terrain et de désigner un architecte pour la construction d'une école de filles à Lilia.
Le 16 mars 1935 le bateau goémonier Jean-Marie se perd corps et biens lors d'une tempête entre Le Conquet et l'île de Béniguet. Le naufrage fit trois morts. Le 10 avril 1937, le Saint-Yves se retourne à cause d'une rafale dans les parages de l'Île-Grande alors qu'il était en train de poser des casiers à homards, et son patron, de Plouguerneau, se noie.
Dans la nuit du 14 au 15 août 1938, une barque de pêche de Plouguerneau, qui avait participé aux régates de l'Aber Wrac'h, heurte un rocher et coule avec neuf hommes à bord à l'entrée du port de Lilia : cinq réussirent à rester agrippés au récif jusqu'à ce qu'on viennent les secourir, mais quatre, qui avaient tenté de rejoindre la côte à la nage, se noyèrent et leurs cadavres furent découverts sur la côte.
Les tensions entre laïcs et cléricaux restent vives à Plouguerneau à cette époque : en mai 1937, un prêtre déclare, lors d'une retraite de communion : « Il vaut mieux prendre une corde, l'attacher au cou d'un enfant et le jeter à la mer que l'envoyer à l'école laïque ». À Lilia, un prêtre déclara à des parents : « Vous ne ferez pas vos Pâques si vous laissez vos enfants à l'école laïque » et deux cents pères de famille furent ainsi renvoyés de la Sainte Table.

#### La Seconde Guerre mondiale
Le monument aux morts de Plouguerneau porte les noms de trois soldats morts pour la France pendant la Seconde Guerre mondiale : Joseph Laurans, Ys Pronost, Louis Sanquer. Le carré militaire du cimetière de Plouguerneau abrite les tombes de 15 soldats du Commonwealth décédés pendant la Seconde Guerre mondiale.
Le HMCS Athabaskan est un navire de guerre canadien coulé le 29 avril 1944 au large du Phare de l'Île Vierge à la suite d'un engagement de la flotte alliée contre deux torpilleurs allemands, le T27 et le T24, ce naufrage causant la mort de 128 marins. Ce navire repose toujours au même endroit par 90 mètres de fond. Le T27 fut également perdu dans la bataille et alla s'échouer près de Kerlouan.
Yves Goas, médecin à Plouguerneau entre 1933 et 1972, appartint au service sanitaire de la Résistance. Le 10 août 1944, portant un brassard de la Croix-Rouge, accompagné du maire François-Marie Abjean, porteur d'un drapeau blanc, il négocia l'arrêt des combats entre des troupes américaines (des chars venus de Lesneven) aidés par les FFI (qui avaient été attaquées précédemment les 5 et 6 août 1944 par les Allemands dans la carrière du Cosquer qui leur servait de base) et les troupes allemandes réfugiées dans l'usine du Traon (route de Lannilis, à 1 km du bourg), qui ne voulaient pas capituler. Il fut par la suite adjoint au maire de Plouguerneau pendant plus de 20 ans.
Le 16 avril 1944 le chavirage d'une barque dans l'Aber Wrac'h près de Saint-Antoine provoqua la noyade de trois jeunes gens.
La paroisse de Lilia est créée par ordonnance épiscopale le 14 mai 1943 ; l'église Notre-Dame-de-Lilia, qui n'était alors qu'un chapelle, a été construite en 1874 avec les pierres d'une chapelle en ruines dédiée à saint Karan, qui se trouvait dans le hameau de Saint-Cava, mais son clocher date seulement de 1954.
Le 8 août 1944 la Task Force A américaine passa la nuit à Ploudaniel, avant de pour suivre son avancée le 9 vers Plouguerneau, où elle captura 500 soldats allemands

#### L'après Seconde Guerre mondiale
Le Grouanec est érigé en paroisse indépendante en 1949 ; il y avait encore 100 % de messalisants au Grouanec en 1950.
François Talec est mort en captivité au Viêt Nam en novembre 1953 pendant la Guerre d'Indochine.
Son jumelage avec la cité allemande de Edingen-Neckarhausen (depuis le 14 juillet 1967) est jugé exemplaire et lui a valu le prix de l'Europe 1990, décerné par le Conseil de l'Europe. Plouguerneau est aussi jumelée avec la ville de St Germans située en Cornouailles anglaise.

### LeXXIesiècle
Sylvain Huchette, biologiste marin, a créé à Lilia l'entreprise "France Haliotis", un élevage biologique d'ormeaux en pleine mer, dans 149 cages situées près de l'île de la Croix à l'embouchure de l'Aber Wrac'h.

## Politique et administration

### Héraldique
| Blason de Plouguerneau | Blason  | D'or à la fasce de gueules, à la bande de sinople chargée de trois besants d'argent, brochant sur le tout, au chef d'hermine. |
| Blason de Plouguerneau | Détails | Le statut officiel du blason reste à déterminer.                                                                              |

## Population et société

### Démographie

#### Évolution démographique
L'évolution du nombre d'habitants est connue à travers les recensements de la population effectués dans la commune depuis 1793. Pour les communes de moins de 10 000 habitants, une enquête de recensement portant sur toute la population est réalisée tous les cinq ans, les populations de référence des années intermédiaires étant quant à elles estimées par interpolation ou extrapolation. Pour la commune, le premier recensement exhaustif entrant dans le cadre du nouveau dispositif a été réalisé en 2007.
En 2022, la commune comptait 6 719 habitants, en évolution de +2,6 % par rapport à 2016 (Finistère : +2,16 %, France hors Mayotte : +2,11 %). Le maximum de la population a été atteint 2010 avec 6 393 habitants.
| 1793  | 1800  | 1806  | 1821  | 1831  | 1836  | 1841  | 1846  | 1851  |
| ----- | ----- | ----- | ----- | ----- | ----- | ----- | ----- | ----- |
| 3 367 | 3 725 | 5 168 | 5 518 | 5 546 | 5 550 | 5 311 | 5 902 | 6 246 |

| 1856  | 1861  | 1866  | 1872  | 1876  | 1881  | 1886  | 1891  | 1896  |
| ----- | ----- | ----- | ----- | ----- | ----- | ----- | ----- | ----- |
| 5 922 | 5 868 | 6 033 | 5 778 | 5 951 | 5 852 | 5 832 | 5 724 | 5 603 |

| 1901  | 1906  | 1911  | 1921  | 1926  | 1931  | 1936  | 1946  | 1954  |
| ----- | ----- | ----- | ----- | ----- | ----- | ----- | ----- | ----- |
| 5 631 | 5 824 | 5 826 | 5 688 | 5 784 | 5 937 | 5 782 | 6 180 | 6 010 |

| 1962  | 1968  | 1975  | 1982  | 1990  | 1999  | 2006  | 2007  | 2012  |
| ----- | ----- | ----- | ----- | ----- | ----- | ----- | ----- | ----- |
| 6 066 | 5 750 | 5 467 | 5 317 | 5 255 | 5 628 | 6 094 | 6 162 | 6 352 |

| 2017  | 2022  | - | - | - | - | - | - | - |
| ----- | ----- | - | - | - | - | - | - | - |
| 6 607 | 6 719 | - | - | - | - | - | - | - |

Commentaire : Si la population de Plouguerneau a fortement augmenté entre 1793 et 1806 (la commune gagne 1 801 habitants (+ 53,5 % en 13 ans), elle stagne ensuite de manière remarquable tout au long du XIXe siècle et de la première moitié du XXe siècle, gagnant à peine 1 000 habitants en 150 ans entre 1806 et 1946 ; la commune connaît ensuite, entre 1946 et 1990, un déclin démographique lié à un important exode rural et maritime, perdant 925 habitants en 44 ans ; en conséquence, sa population en 1990 est à peine supérieure à celle de 1806. Par contre, depuis 1990, sa population augmente rapidement : la commune a gagné 1 097 habitants (+ 20,9 % en 22 ans) entre 1990 et 2012. L'attractivité littorale entraîne une rurbanisation d'une bonne partie de la bande côtière (715 logements, soit 26,8 % du parc immobilier total, constitué à 92,1 % de maisons individuelles, ont été construits entre 1991 et 2008) ; les retraités (qui forment 37,6 % de la population totale en 2011) qui transforment leurs résidences secondaires (elles forment 25,5 % de l'ensemble des logements en 2011) en résidences principales et de l'accroissement des migrations pendulaires en direction principalement de l'agglomération brestoise.
La commune connaît depuis 1975 un solde naturel faiblement négatif (- 0,1 % l'an entre 2006 et 2011) en raison du vieillissement de sa population et doit donc son dynamisme démographique récent uniquement à son solde migratoire positif, compris entre + 1,0 % et + 1,2 % l'an entre 1990 et 2011.

#### Pyramide des âges
La population de la commune est relativement âgée.
En 2018, le taux de personnes d'un âge inférieur à 30 ans s'élève à 29,6 %, soit en dessous de la moyenne départementale (32,5 %). À l'inverse, le taux de personnes d'âge supérieur à 60 ans est de 32,6 % la même année, alors qu'il est de 29,8 % au niveau départemental.
En 2018, la commune comptait 3 219 hommes pour 3 404 femmes, soit un taux de 51,4 % de femmes, légèrement inférieur au taux départemental (51,41 %).
Les pyramides des âges de la commune et du département s'établissent comme suit.
| Hommes | Classe d’âge | Femmes |
| ------ | ------------ | ------ |
| 0,8    | 90 ou +      | 2,1    |
| 8,5    | 75-89 ans    | 13,7   |
| 19,9   | 60-74 ans    | 20,0   |
| 22,1   | 45-59 ans    | 20,5   |
| 16,3   | 30-44 ans    | 16,8   |
| 13,5   | 15-29 ans    | 11,2   |
| 18,9   | 0-14 ans     | 15,8   |

| Hommes | Classe d’âge | Femmes |
| ------ | ------------ | ------ |
| 0,7    | 90 ou +      | 2,2    |
| 7,8    | 75-89 ans    | 11,5   |
| 19,2   | 60-74 ans    | 20,1   |
| 20,8   | 45-59 ans    | 19,7   |
| 17,7   | 30-44 ans    | 16,6   |
| 17,1   | 15-29 ans    | 14,7   |
| 16,8   | 0-14 ans     | 15,2   |

## Culture

### Langue bretonne
- L'adhésion à la charte Ya d'ar brezhoneg a été votée par le conseil municipal le 17 décembre 2010. Le label Ya d'ar brezhoneg de niveau 2 a été remis à la commune le 5 mai 2015.
- Troupe de théâtre en langue bretonne Ar Vro Bagan, qui a à son actif de nombreuses pièces comme 39-45 Guerre et paix dans le Léon, Tristan & Yseult et Aziliz à Iliz Coz.
- En 2018, la commune a accueilli l'arrivée de la Redadeg[réf. nécessaire].
- Une école associative en langue bretonne Diwan a été créée en 2018. Elle est située au Grouanec.

### Devise
La devise de la ville en breton est : « Plougerne war sao » (« Plouguerneau debout »).

### Équipements
Plouguerneau dispose d'une médiathèque municipale, Les Trésors de Tolente, ouverte le 4 septembre 2007, avec un espace informatique et une zone Wi-Fi, et d'un espace culturel, espace culturel Armorica, inauguré le 13 septembre 2014, avec une capacité de 2 200 personnes en configuration concert.

### Événements et festivités

#### Procession des petits saints
La troménie de Plouguerneau a été remise au goût du jour en 1996, à l'initiative du curé Claude Chapalain, reprenant une ancienne tradition. Elle se déroule chaque 15 août lors de la fête de l'Assomption et à l'issue de la célébration de la messe en plein air en l'église Notre-Dame du Grouanec en Plouguerneau (Léon) ; la procession des petits saints (statuettes de dévotion placées sur une hampe, une quarantaine dont certaines datent du XVIIIe siècle). La marche priante d'une douzaine de kilomètres passe par les chapelles de Sainte-Anne, Saint-Claude, Saint-Laurent, le site médiéval d'Iliz Coz pour se terminer à la chapelle Saint-Michel. Des tapis de fleurs sont constitués sur la route menant au site médiéval.

#### Autres événements
- Août : fête des goémoniers au Koréjou.
- Fin juin : tantad de la Plouken compagnie (feu de la Saint-Jean, concerts, restauration et buvette).

## Monuments et sites

### Patrimoine religieux
- Église paroissiale Saint-Pierre-et-Saint-Paul de Plouguerneau. Elle date du XIXe siècle et possède une collection remarquable de « petits saints »[80] portés en procession à l'occasion des pardons (classés), ainsi qu'une Mise au tombeau (classée). Le calvaire situé à proximité date d'un mission qui s'est tenue en 1881[228].

Plouguerneau : l'église paroissiale Saint-Pierre-et-Saint-Paul et le calvaire.
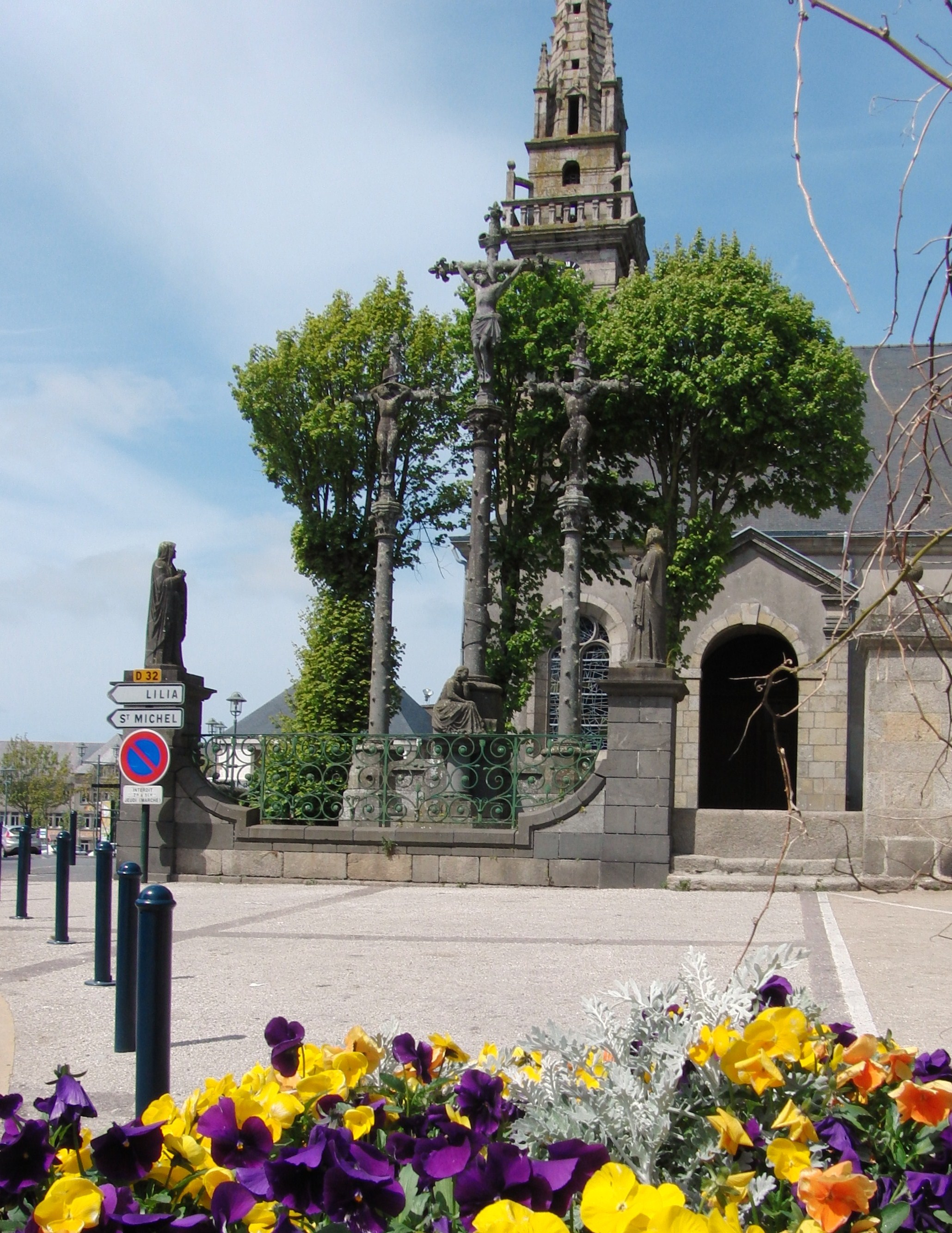
Plouguerneau : l'église paroissiale Saint-Pierre-et-Saint-Paul, vue extérieure.
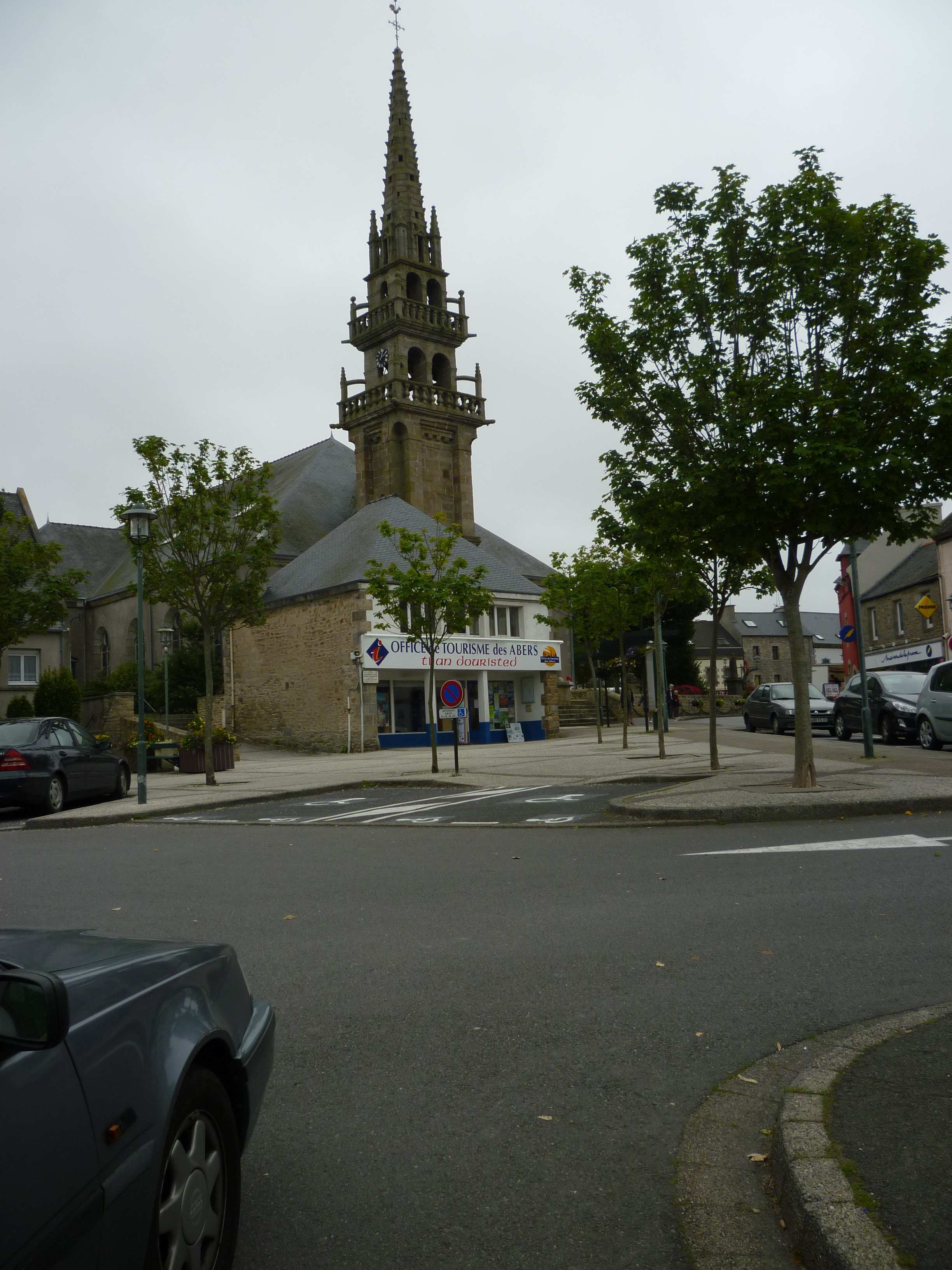
Plouguerneau : l'église paroissiale Saint-Pierre-et-Saint-Paul, le clocher.

- Église paroissiale Notre-Dame du Grouanec (XIIIe et XVe siècles, agrandie au XXe). Elle possède un enclos paroissial avec fontaine de dévotion et ossuaire. Ses vitraux sont de Max Ingrand[229]. Elle est devenue église paroissiale du Grouanec le 11 novembre 1949 par ordonnance épiscopale.

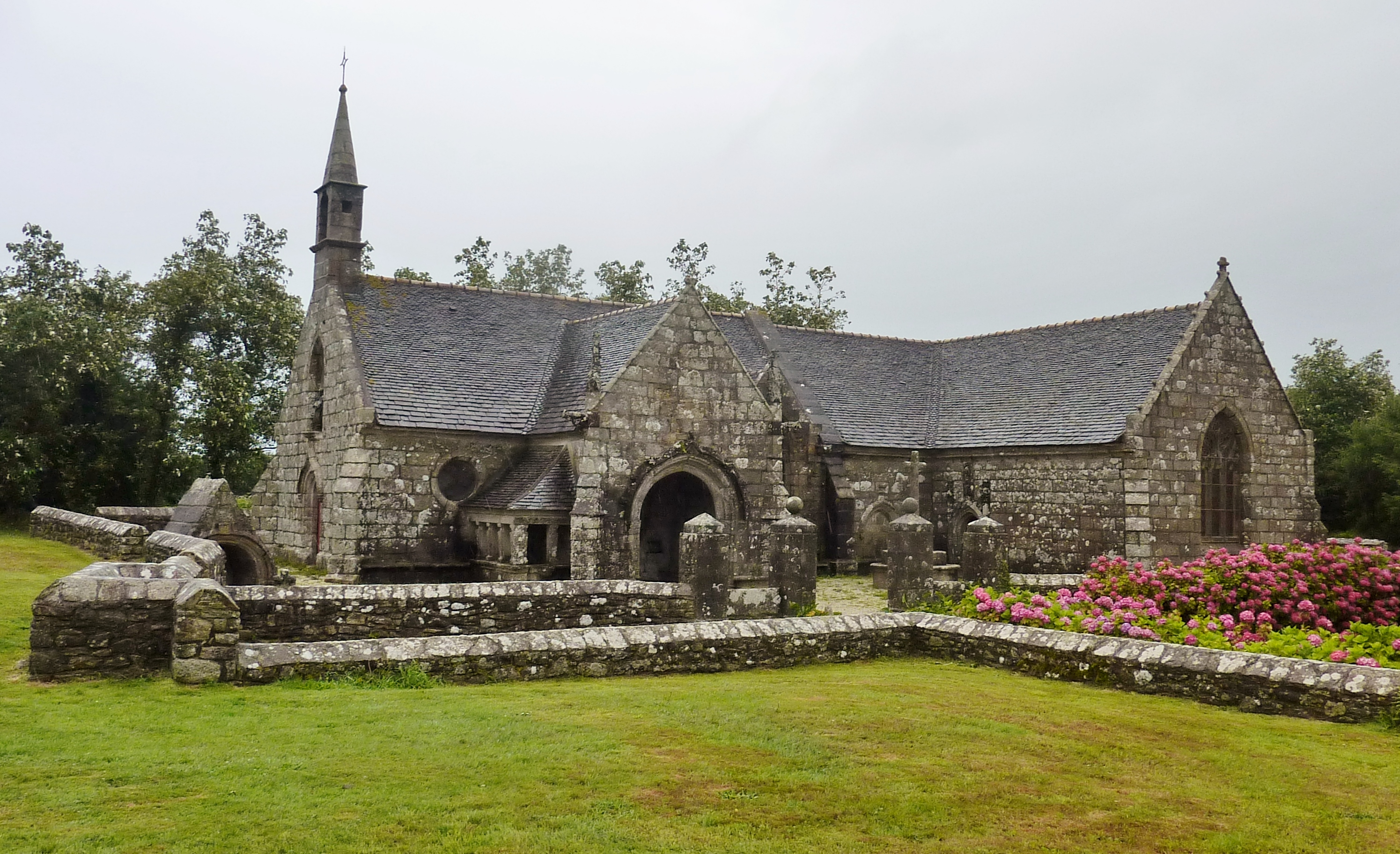
L'église Notre-Dame du Grouanec : vue extérieure d'ensemble, côté sud.
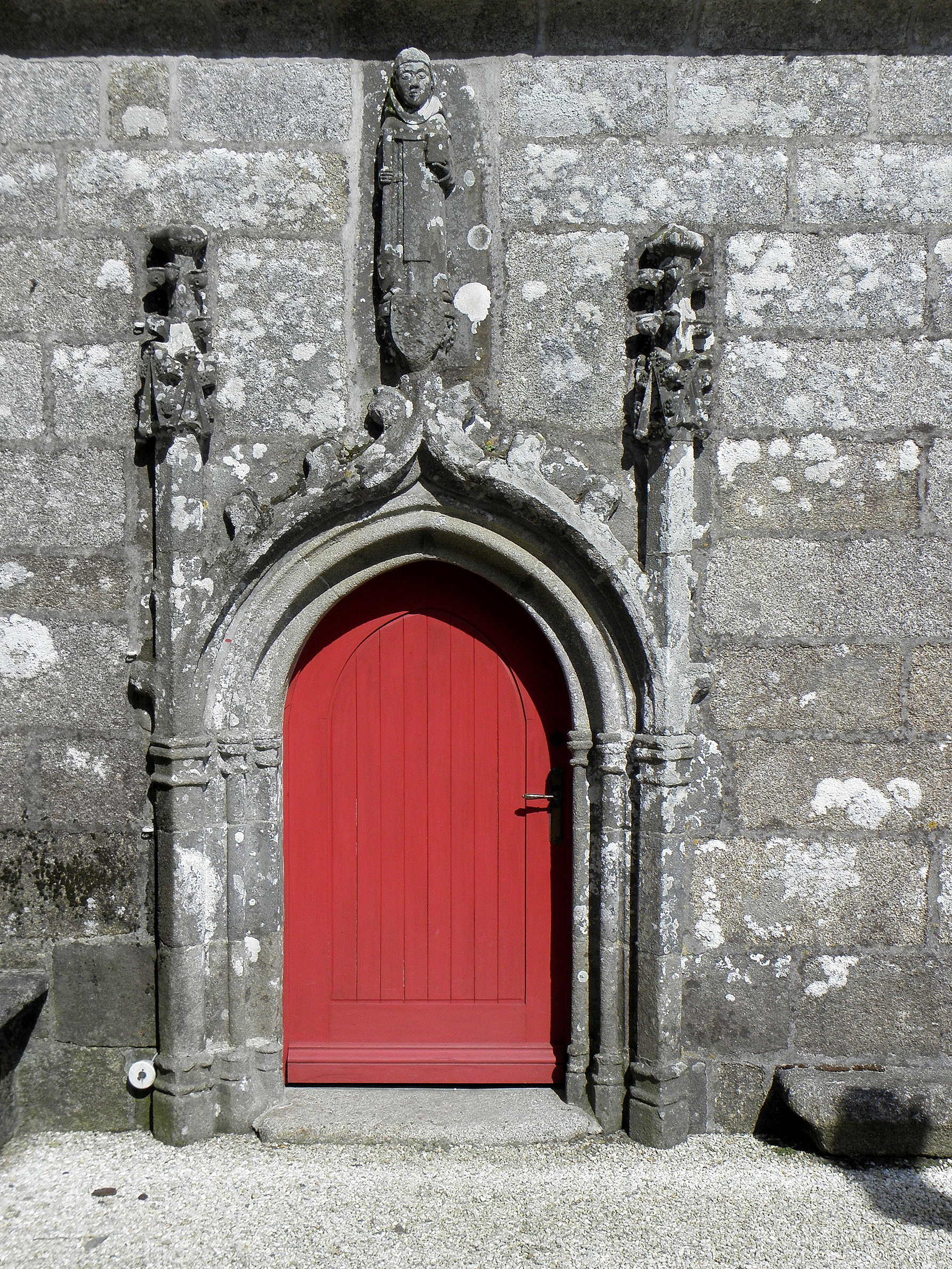
L'église Notre-Dame du Grouanec : porte du transept sud.
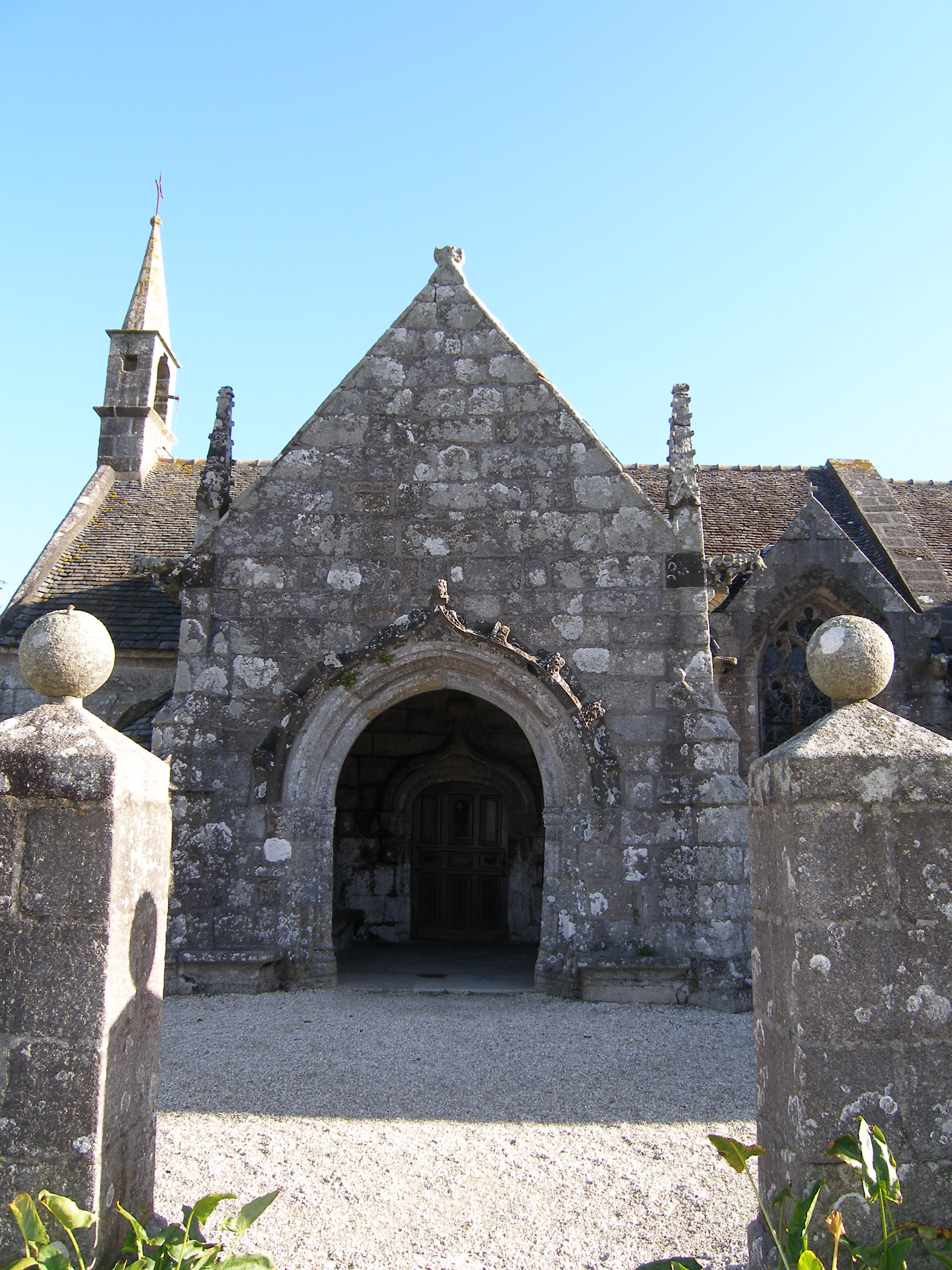
L'église Notre-Dame du Grouanec : le porche sud vu de l'entrée de l'enclos paroissial.
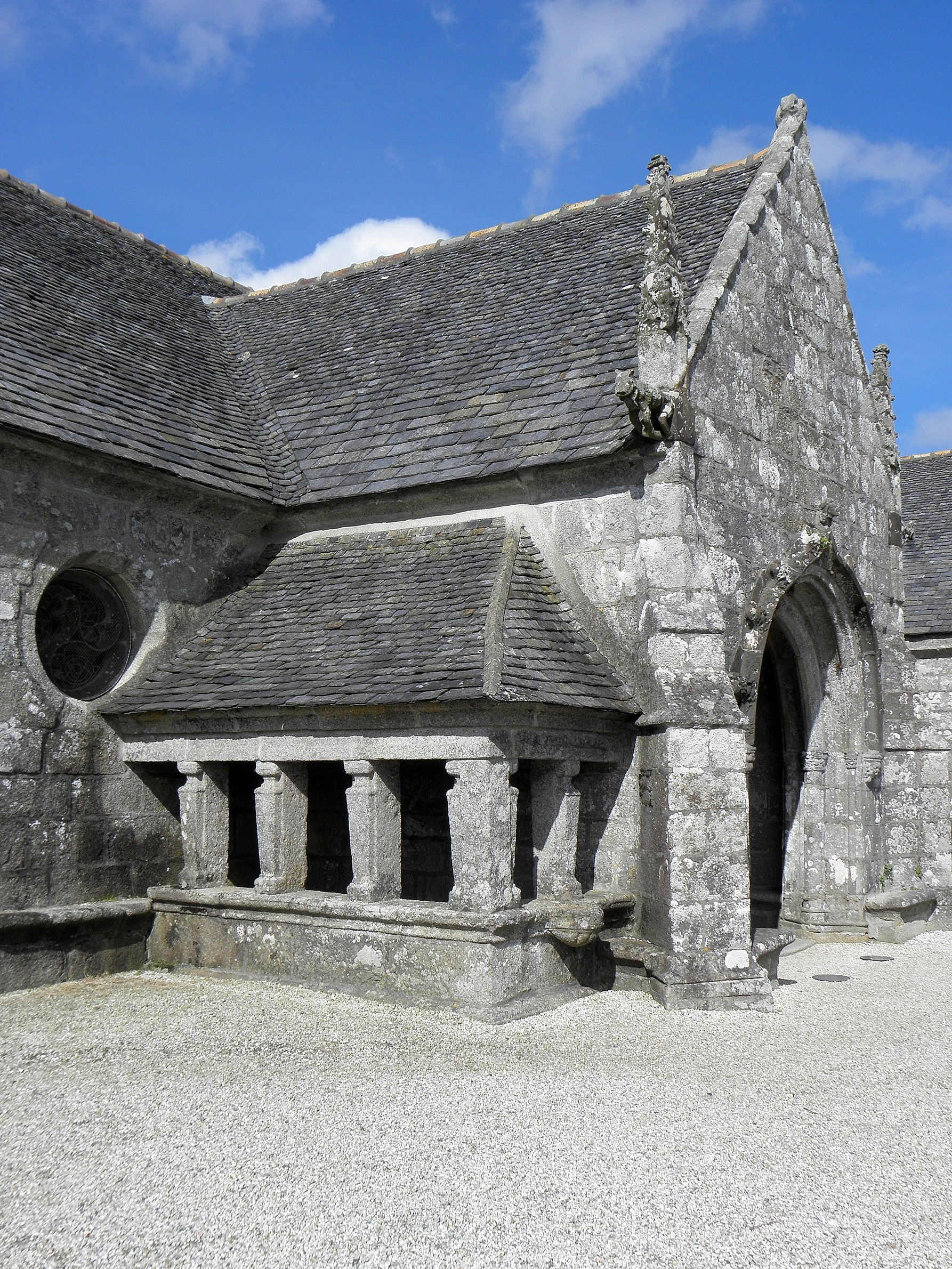
L'église Notre-Dame du Grouanec : le porche sud et l'ossuaire.
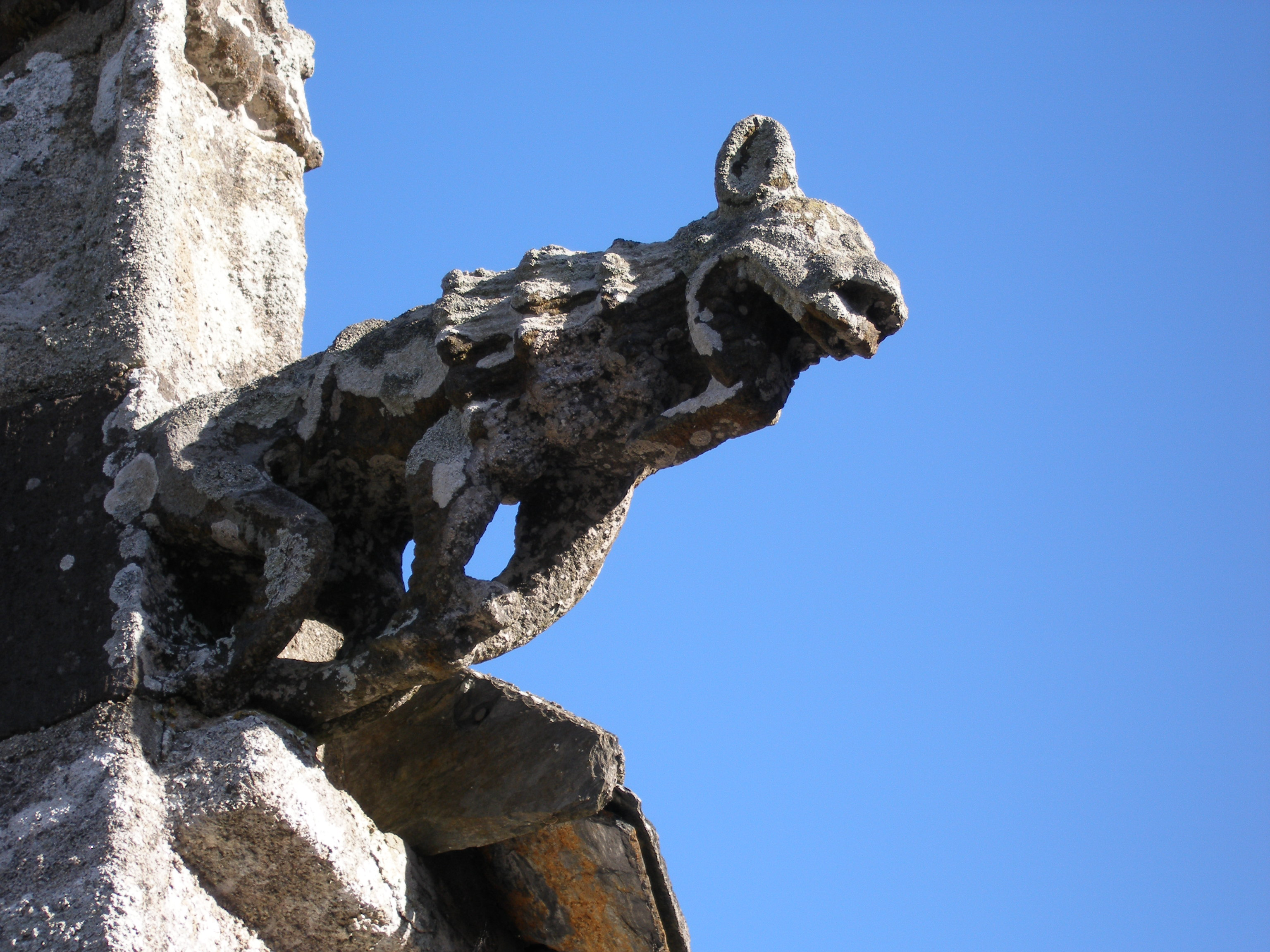
L'église Notre-Dame du Grouanec : statue extérieure (gargouille).
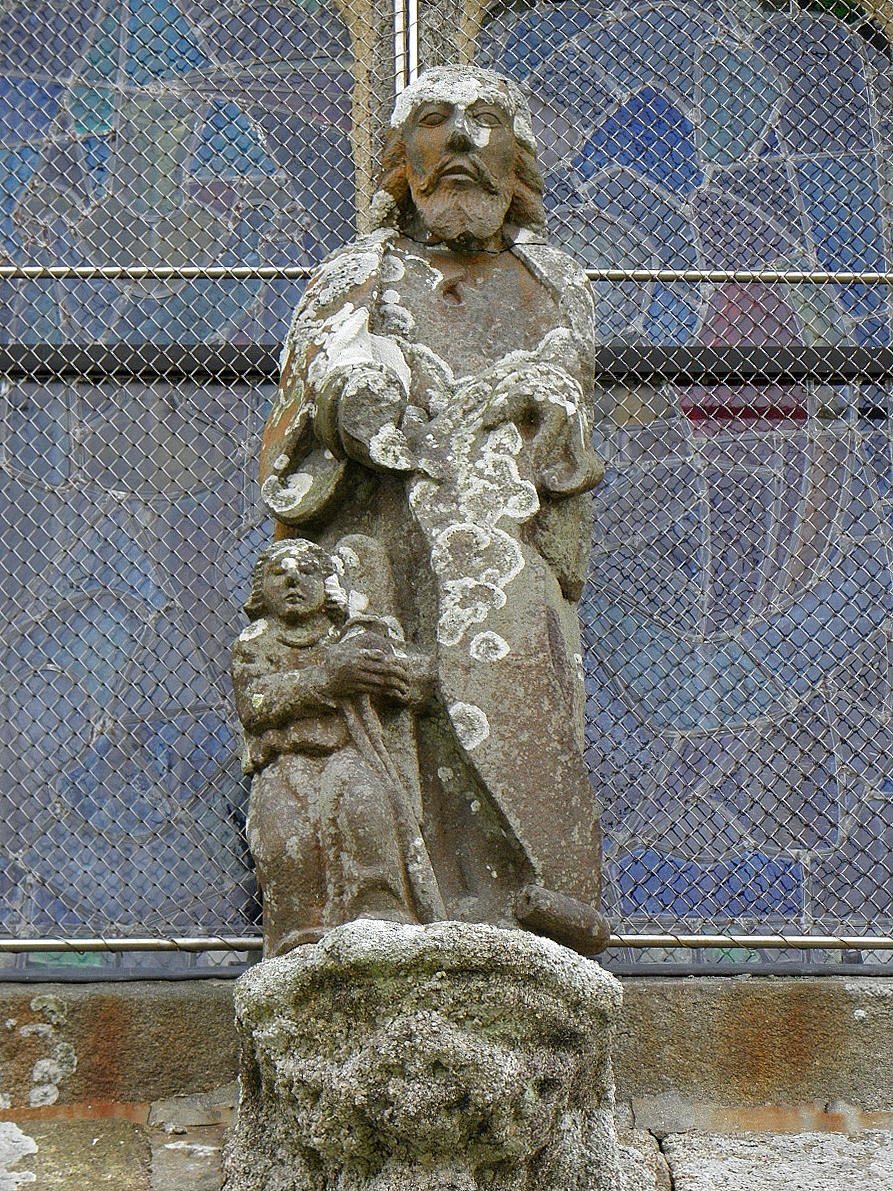
L'église Notre-Dame du Grouanec : statue extérieure.

- Église paroissiale Notre-Dame de Lilia[204]
- Les chapelles (« À Plouguerneau, commune étendue et particulièrement dévote, il (...) reste 14 [chapelles] et 131 croix »[98]) :
  - La chapelle de Saint-Michel, dédiée à l'archange saint Michel, et l'oratoire qui garde la mémoire de l'ermitage de dom Michel Le Nobletz qui fut le fondateur des missions bretonnes. Il vécut en ermite une année durant sur ce site ente 1607 et 1608.
  - La chapelle ensablée d'Iliz Coz (« Vieille église » en breton) est un site archéologique grâce à sa nécropole médiévale.
- La chapelle Saint-Laurent-et-Saint-Étienne date du XVe siècle ; elle se situe à Tréménec'h-Vihan et a été restaurée en 1863[55].
  - La chapelle Saint-Paul-Aurélien ou Prat-Paol date du XVIe siècle.
  - La chapelle Notre-Dame-du-Traon date des XVIe siècle et XVIIIe siècle ; elle est aussi surnommée « Chapelle du Val » et dépendait du manoir de Rannorgad. Un calvaire est situé à proximité[230].
  - La chapelle Sainte-Anne, qui date aussi des XVIe siècle et XVIIIe siècle est l'ancienne chapelle privée du manoir d'Enez Cadec[55].
  - La chapelle Saint-Cava ou Saint-Caran se trouvait initialement dans le hameau de Saint-Cava. En 1875, l'église de Lilia, consacrée à Notre-Dame, remplaça l'ancienne chapelle Saint-Cava; elle est devenue le 14 mai 1943 église paroissiale de Lilia par ordonnance épiscopale.
  - La chapelle Saint-Claude, ancienne chapelle du manoir de Kerodern ; elle existait déjà à l'époque de Michel Le Nobletz[231].
  - La chapelle du cimetière date de 1845, ainsi que la chapelle de l'Hospice, incorporée dans les bâtiments de l'Hospice.
  - D'anciennes chapelles ont disparu : la chapelle Saint-Goulven, la chapelle de Lesmel, la chapelle Saint-Antoine, la chapelle Saint-Quenan, la chapelle du Christ, etc.

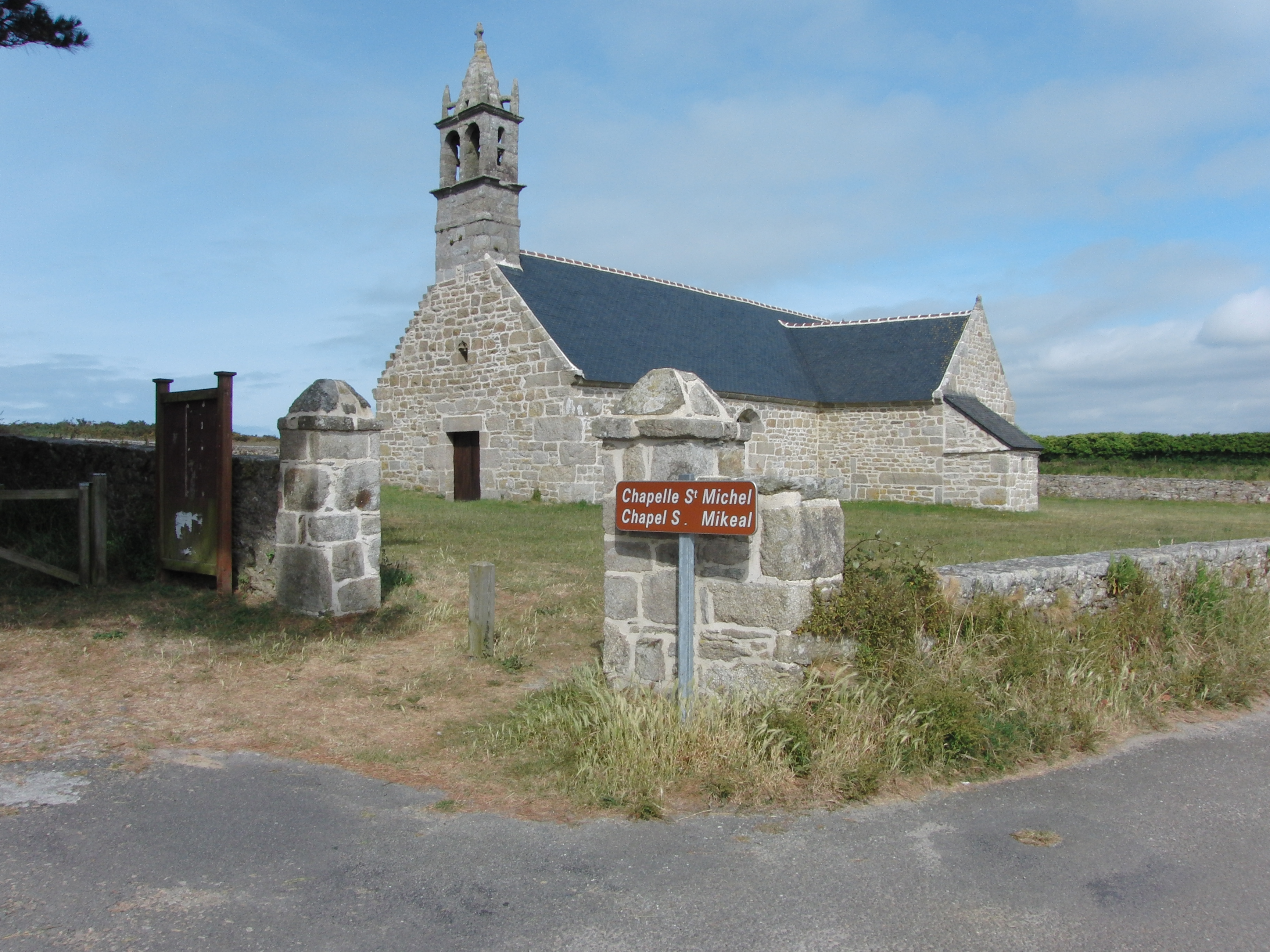
La chapelle Saint-Michel, vue d'ensemble.
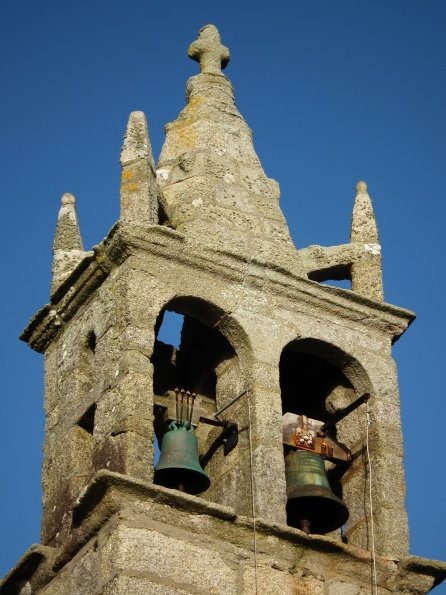
Chapelle Saint-Michel, le clocher.
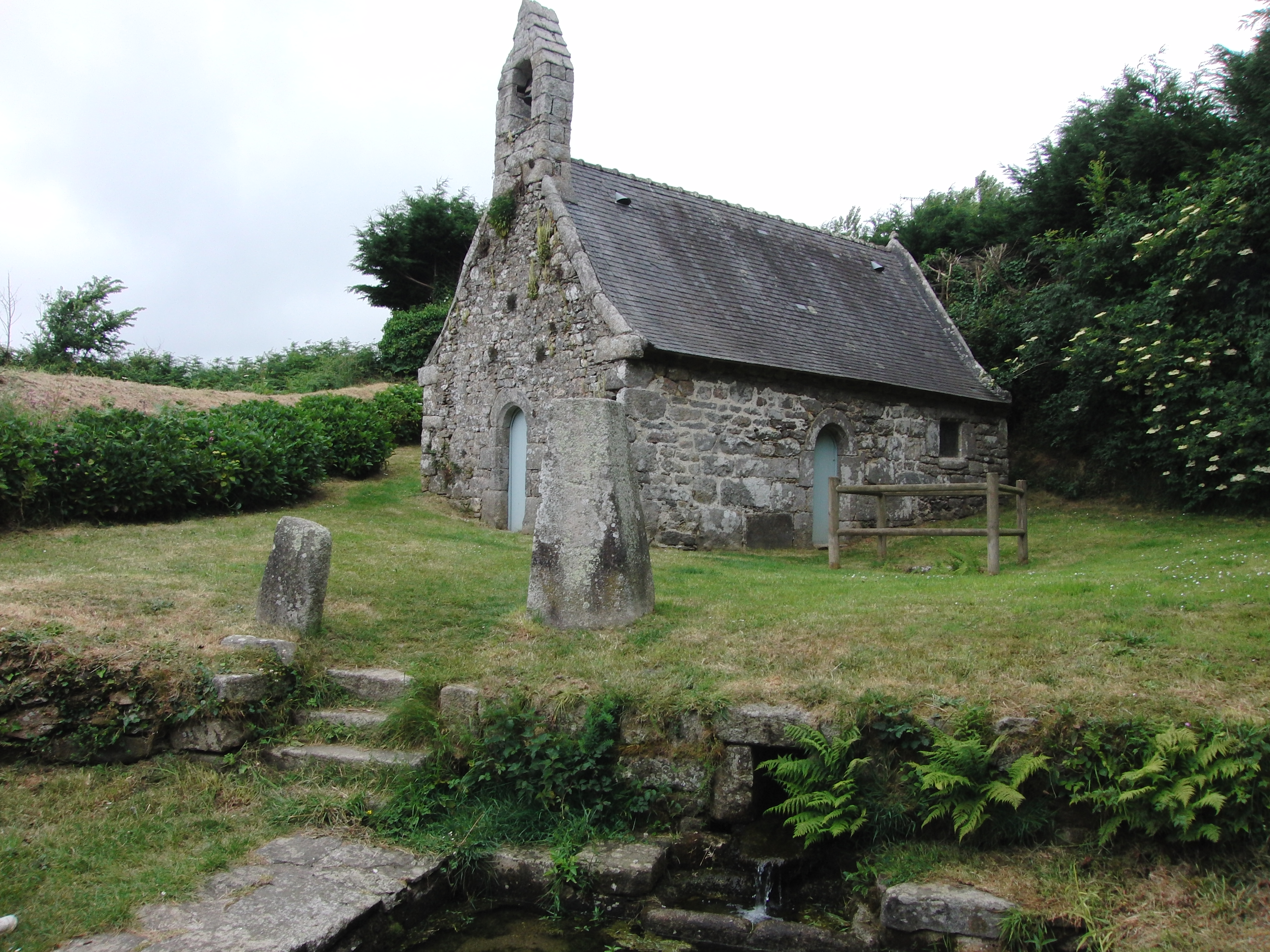
La chapelle de Prad-Paol.
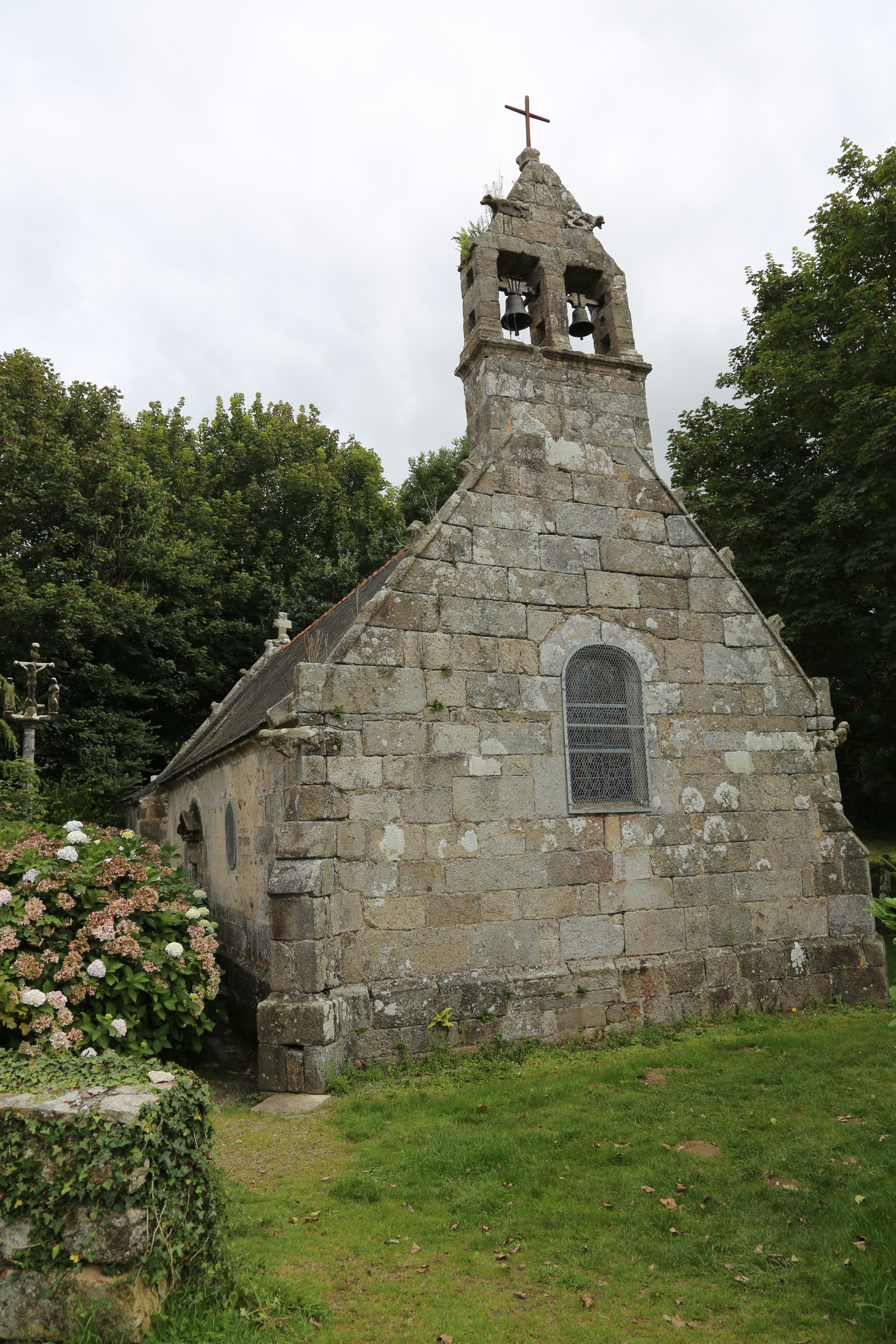
Plouguerneau : chapelle Notre-Dame du Traon, vue d'ensemble.
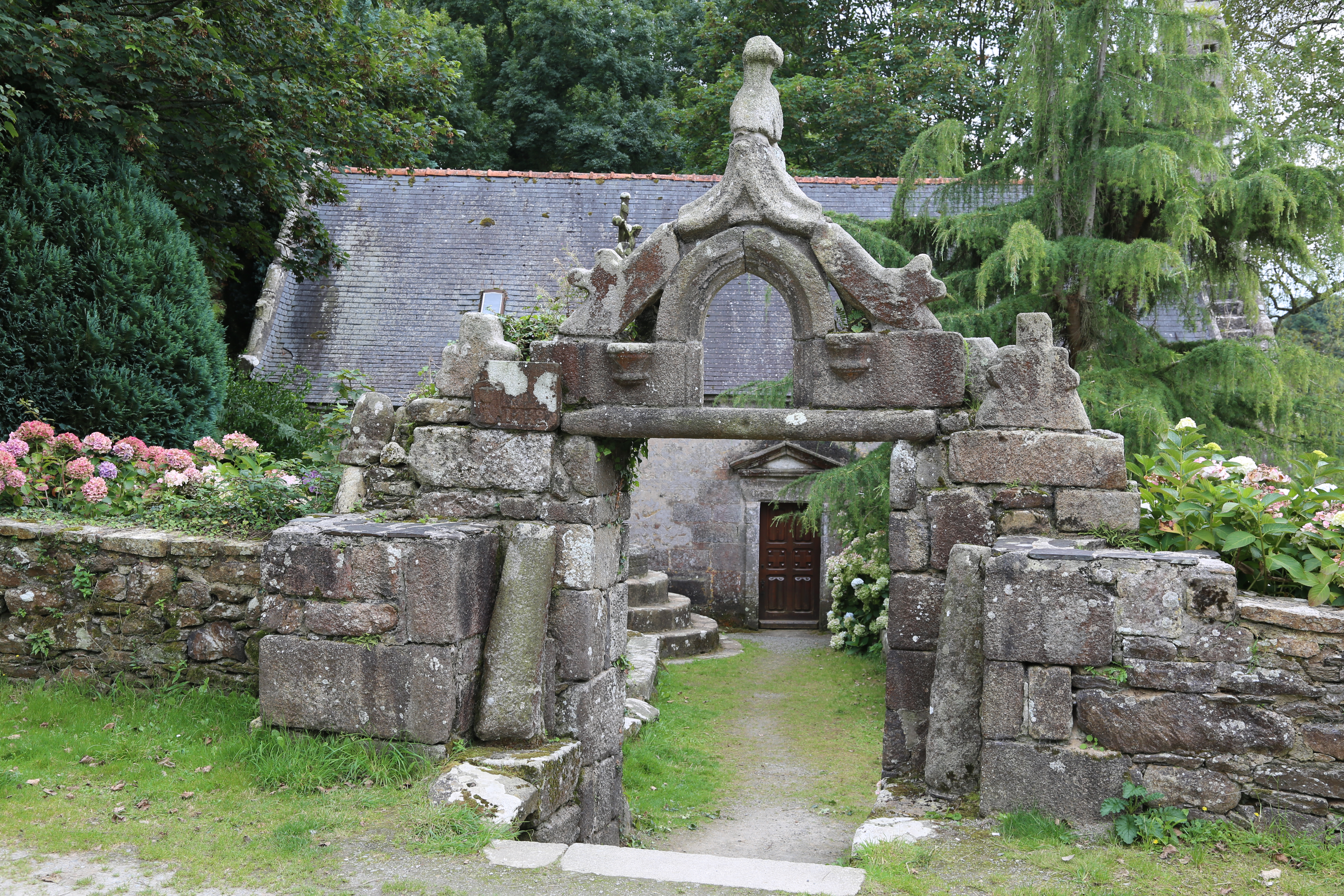
Plouguerneau : chapelle Notre-Dame du Traon, l'arc de triomphe à l'entrée de l'enclos.
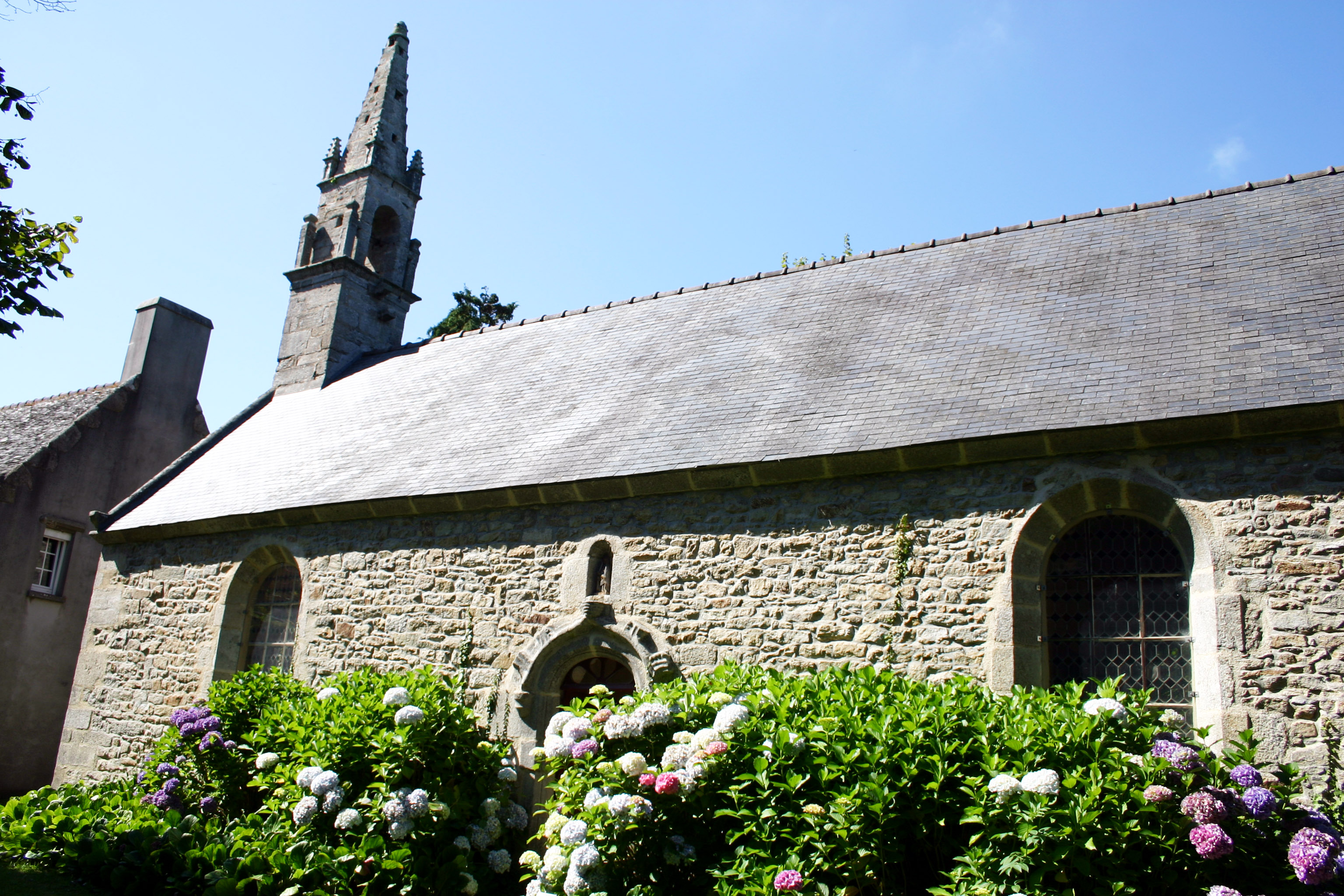
Plouguerneau : la chapelle Saint-Claude, vue extérieure.

- Les croix et calvaires : la commune de Plouguerneau possède en tout 130 croix et calvaires[232] dont le calvaire de Kroas Nevez[233]. C'est, et de loin, la commune du Finistère qui en contient le plus (la seconde, Plouarzel, en compte 62)[234].
- Le dolmen de Lilia est classé au titre des monuments historiques par arrêté du 3 juillet 1959[235].

### Architecture civile publique
- Le Pont du Diable (Pont Krac'h), qui permet de traverser l'Aber-Wrac'h, relie Plouguerneau à Lannilis. Il est ennoyé à chaque marée, et la date de sa construction, visiblement très ancienne, n'est pas connue, mais il remonte probablement à l'Antiquité (ce que laisse penser sa structure cyclopéenne et son niveau très bas par rapport au niveau actuel de la mer), même s'il a été remanié à la fin du Moyen Âge ou au début de l'Époque moderne. Recouvert à chaque marée haute, il a été construit dans une partie étroite du fleuve côtier, s'appuyant sur un gros rocher situé dans le lit du cours d'eau. Long de 68 mètres et faisant de 5 à 6 mètres de large, il est percé de 7 arches permettant l'écoulement de l'eau : trois archaïques du côté de Plouguerneau (rive droite), deux bien façonnées au centre, deux petites du côté de Lannilis (rive gauche). Les deux extrémités du pont sont construites en diorite, la partie centrale est en granit. Le Pont Krac'h a connu de nombreux remaniements au fil des âges : construction d'un passage à bateaux au centre (probablement à la fin du Moyen Âge), installation d'un moulin côté rive droite au début du XIXe siècle (on voit encore l'emplacement de la roue à cuillers et les ruines de l'habitation), ce qui rendit la traversée du pont impossible, mais le pont fut rendu à la circulation publique au milieu du XIXe siècle ; il fut entretenu et utilisé jusque vers 1960, fréquenté par les habitants et le bétail des deux rives. Ayant perdu son intérêt économique en raison de la construction du pont de Paluden, il a ensuite commencé à se détériorer, mais il a été restauré en 2008, à l'initiative d'associations, notamment Plouguerneau Nature Environnement[236] et à l'aide de fonds publics[237].

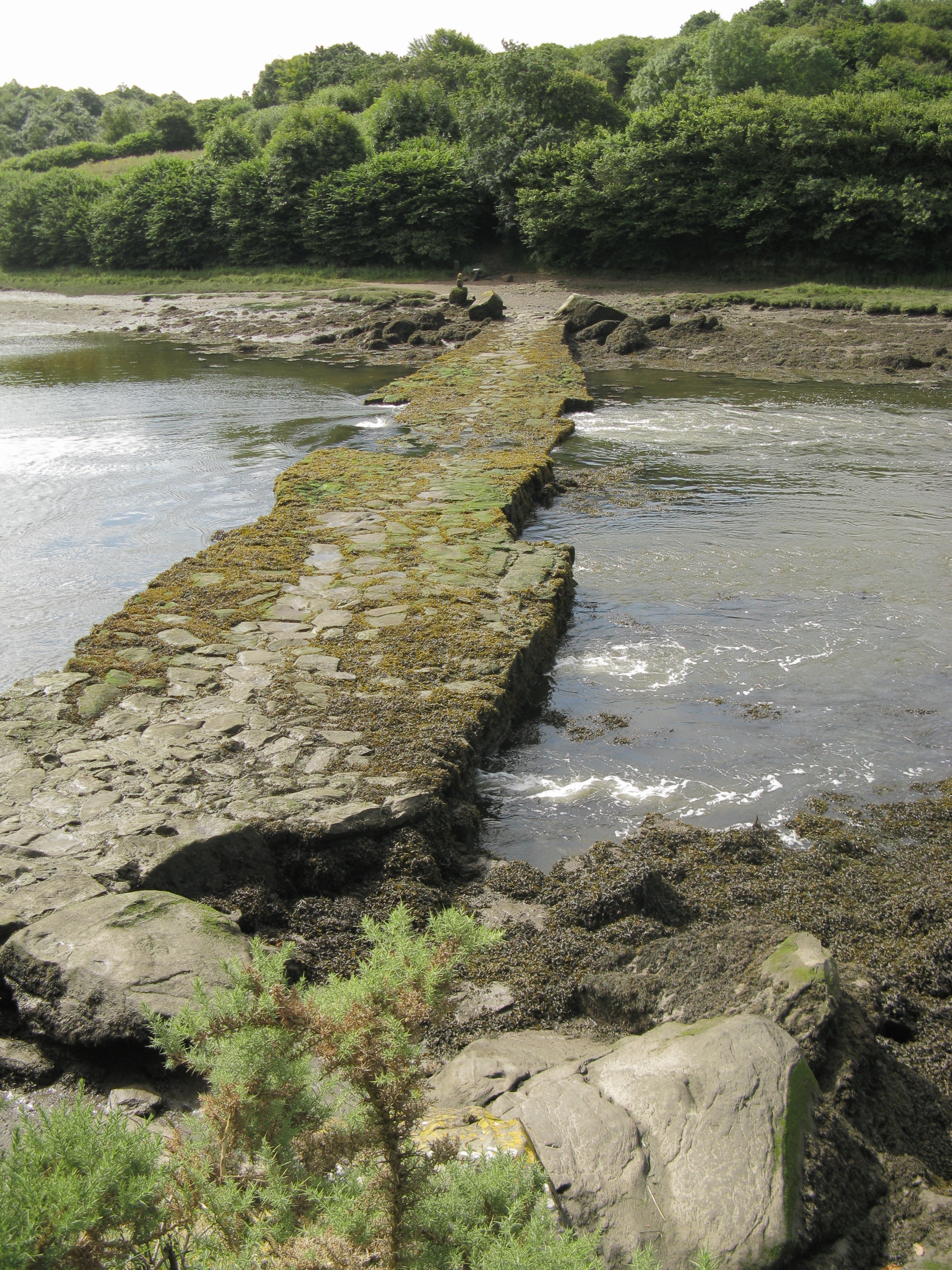
Aber Wrac'h : le Pont du diable.
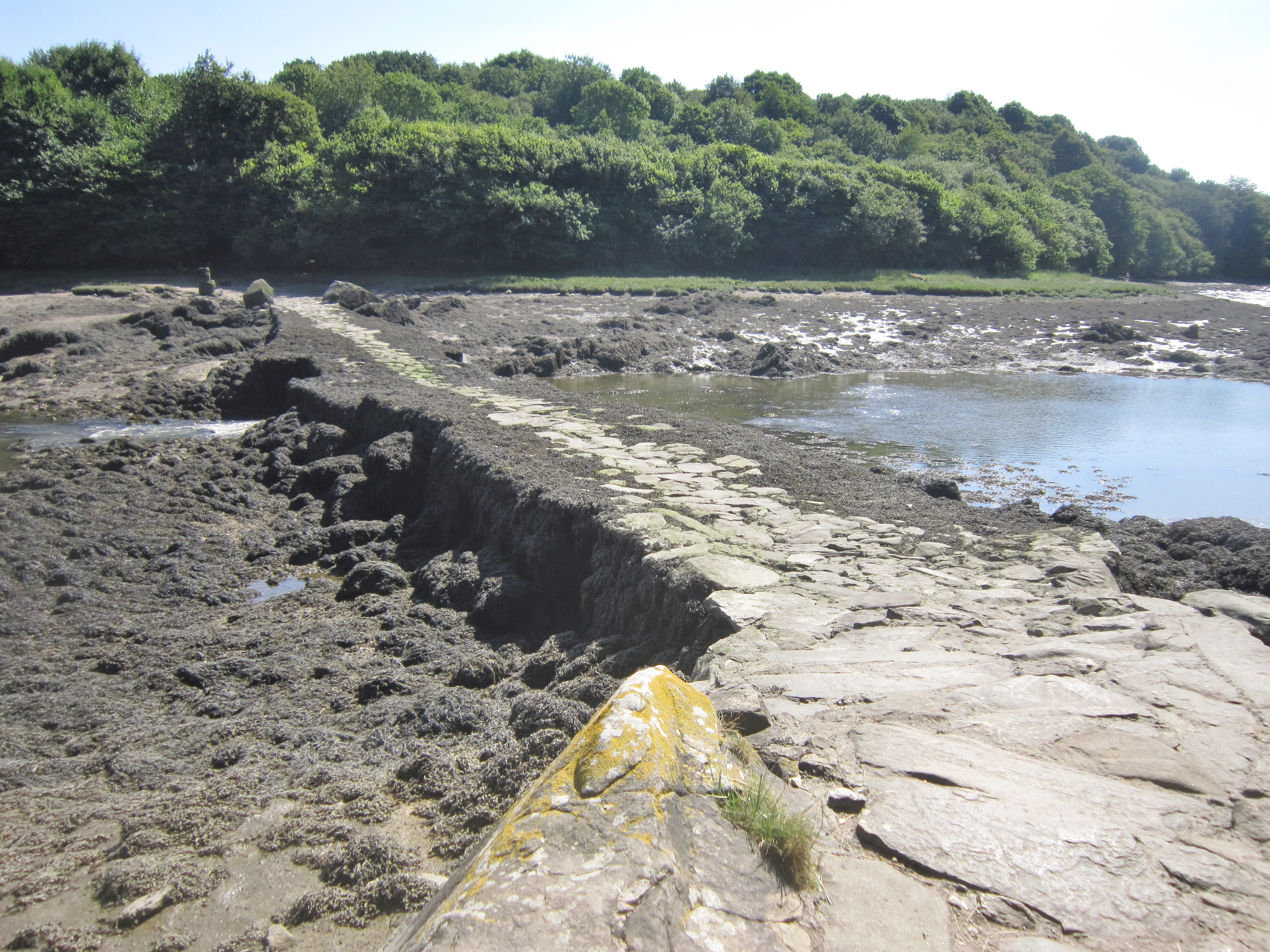
Aber Wrac'h : le Pont du diable à marée basse 1.
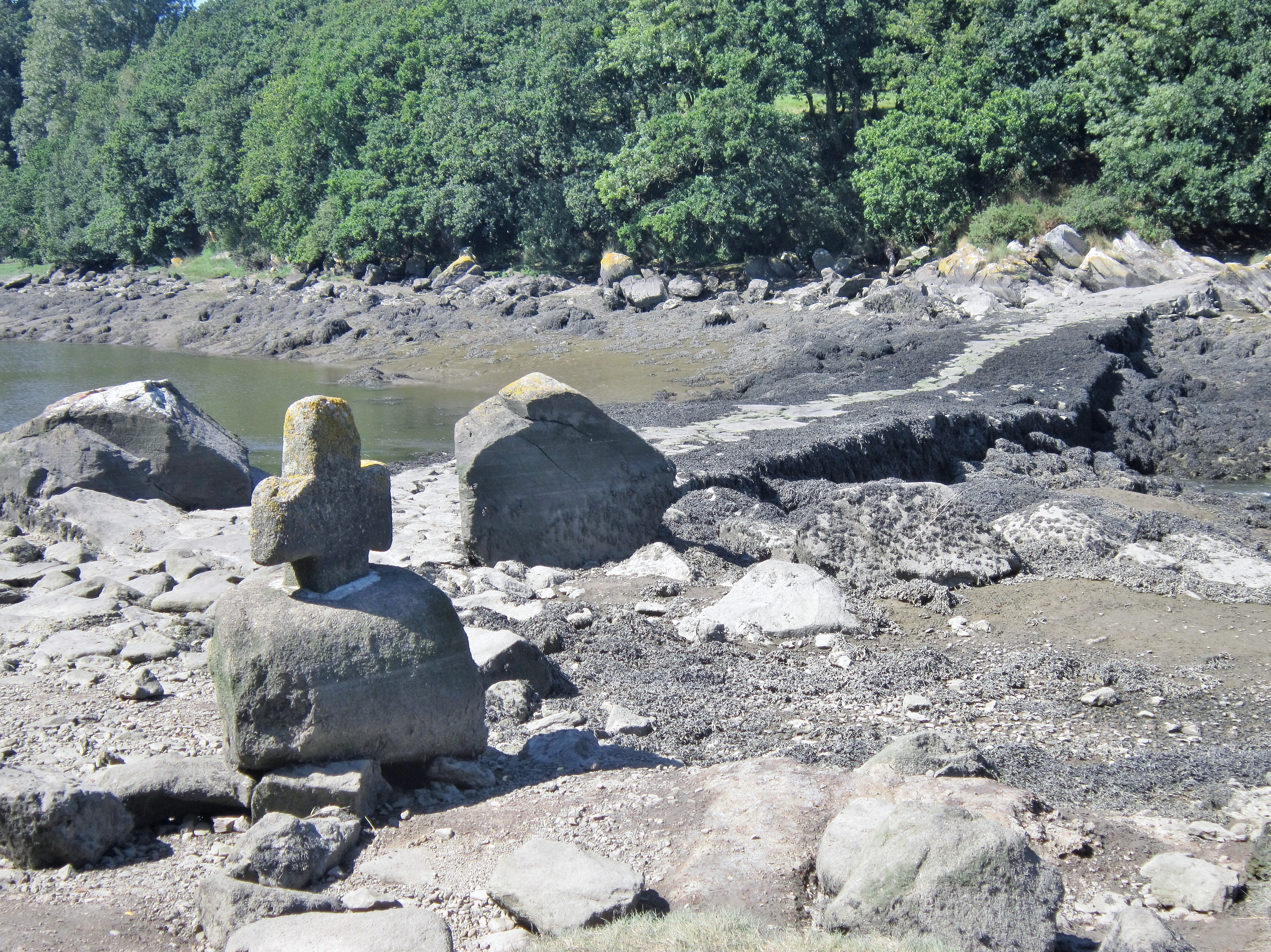
Aber Wrac'h : le Pont du diable à marée basse 2.
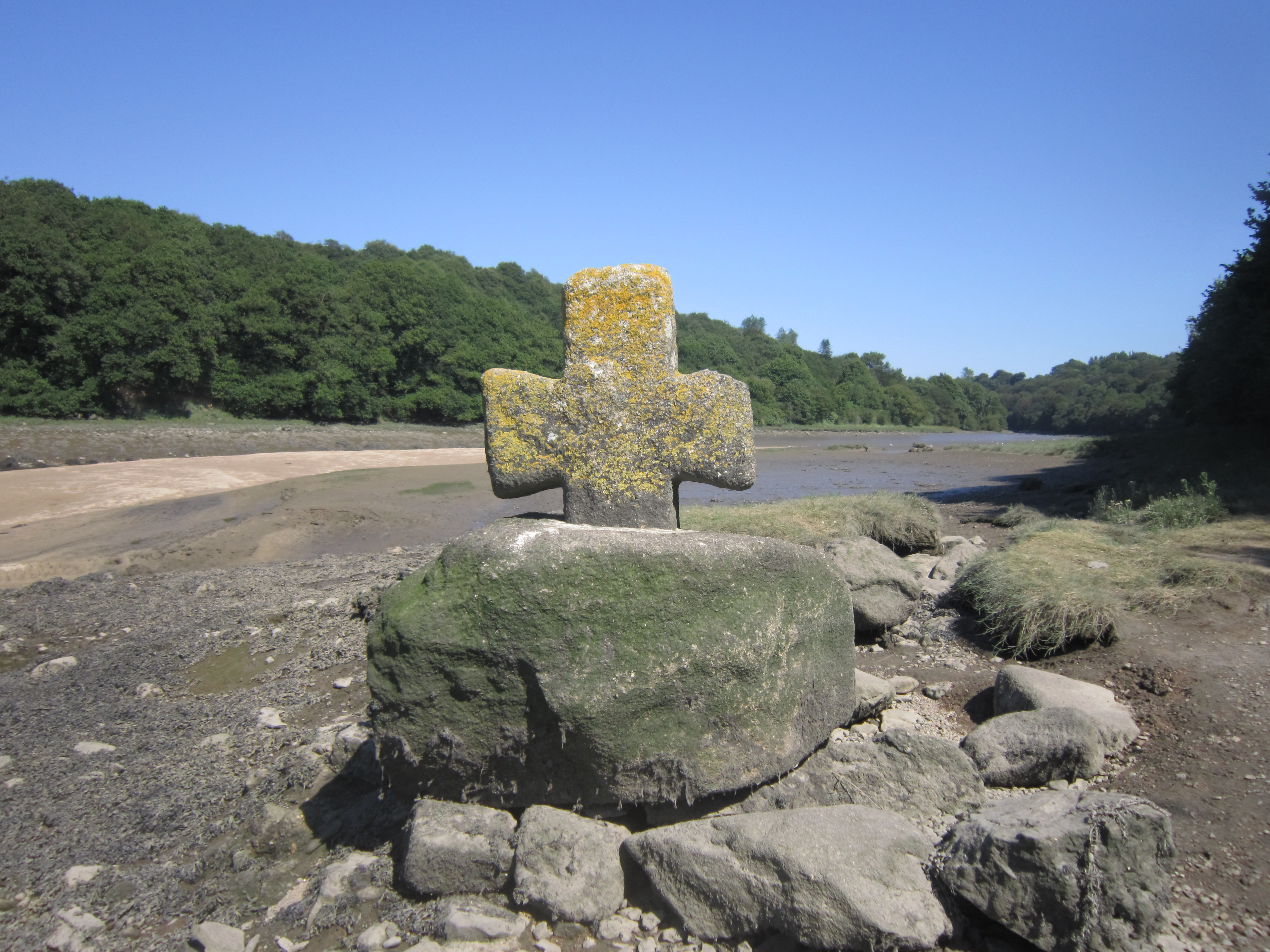
Aber Wrac'h : croix sur un rocher à proximité du Pont du diable (rive gauche, côté Lannilis).
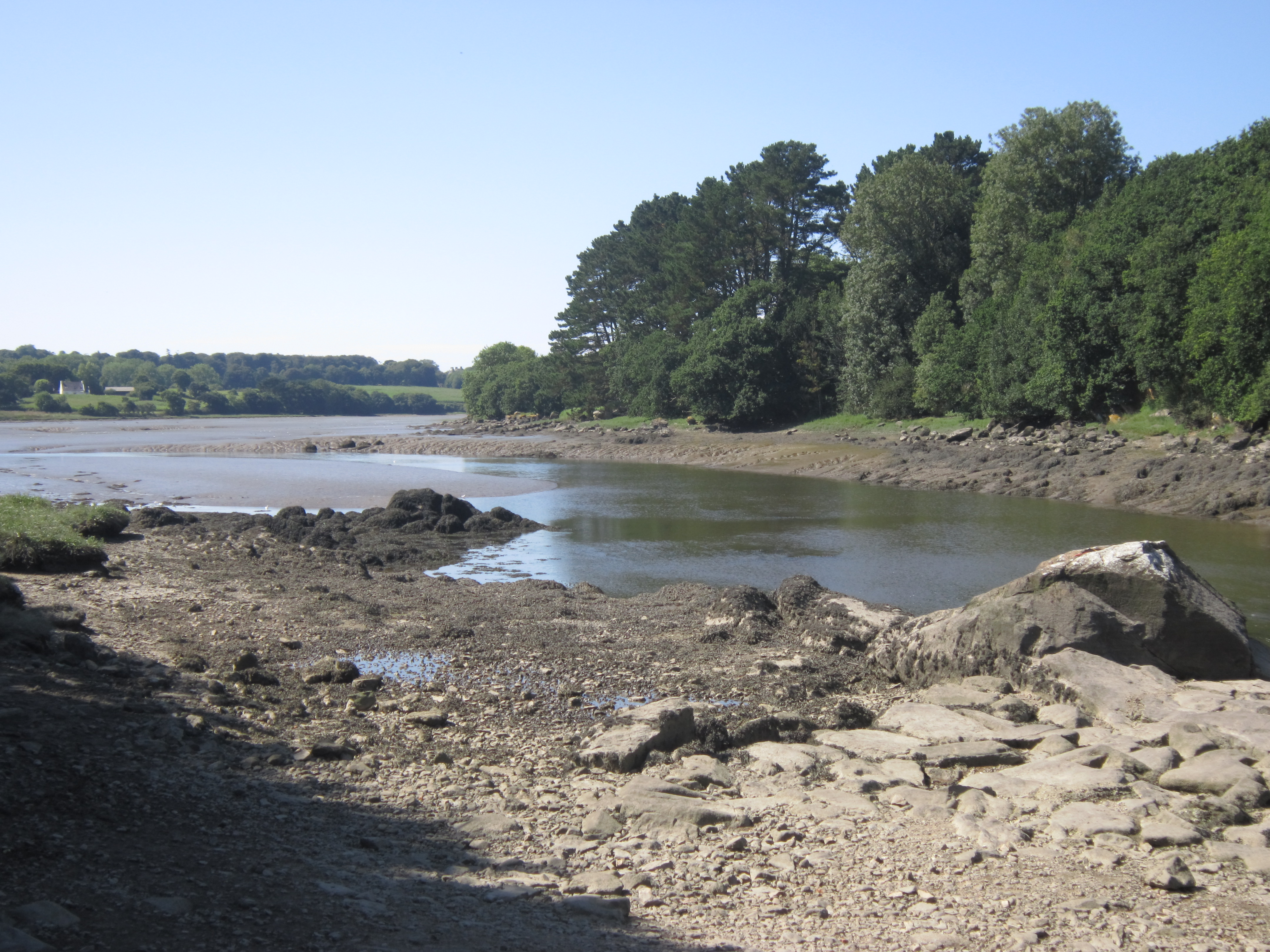
L'Aber Wrac'h à marée basse vu du Pont du diable (Pont Krac'h), vue vers l'aval.
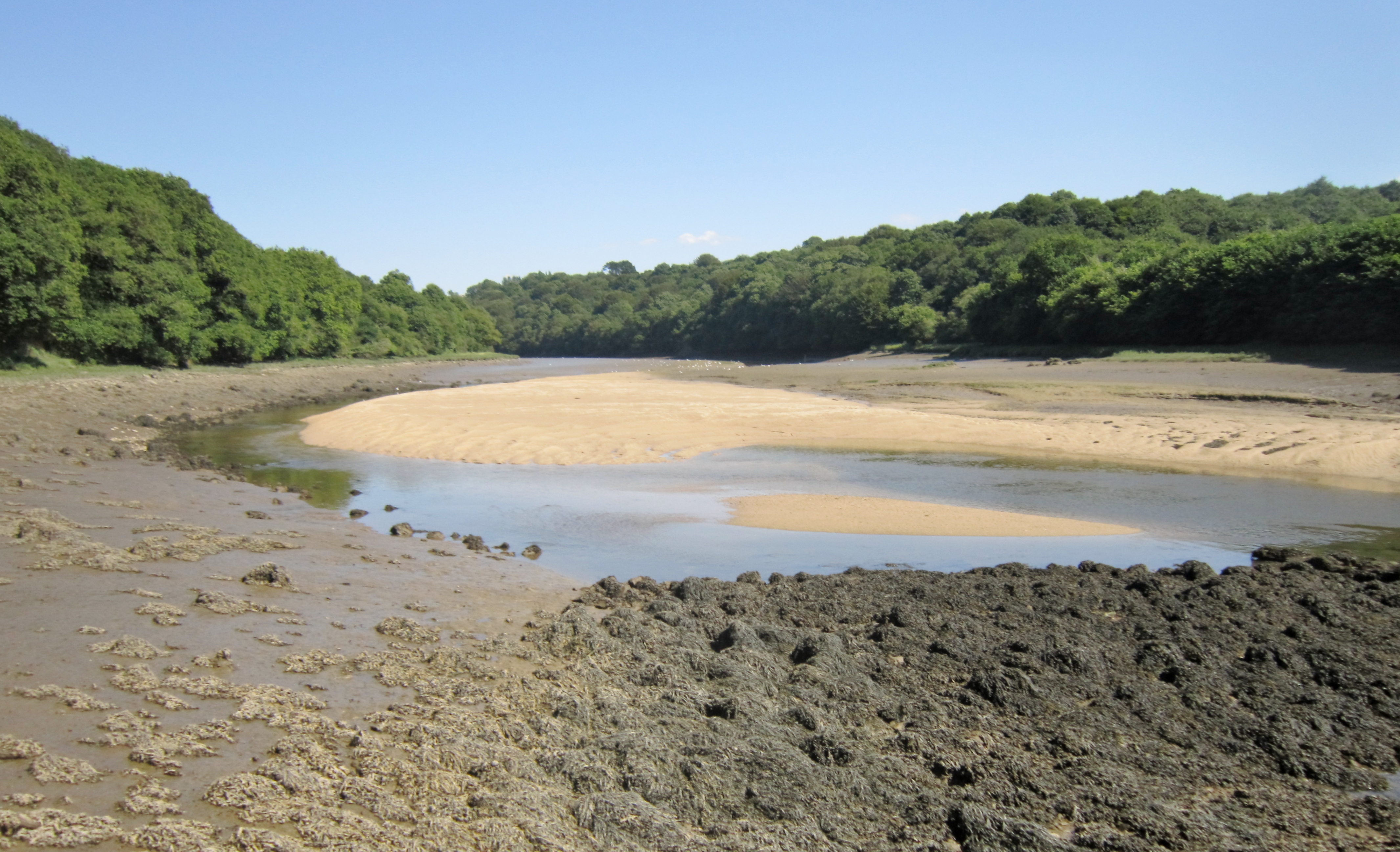
L'Aber Wrac'h à marée basse vu du Pont du diable (Pont Krac'h), vue vers l'amont.

La légende dit que le meunier du lieu étant désolé de devoir faire un long détour pour livrer sur l'autre rive de l'Aber Wrac'h, le diable lui apparu et lui proposa de construire un pont en échange de la première âme qui le franchirait. Le meunier accepta le pacte. Tout surpris de voir le lendemain matin le pont construit, il chargea sur son épaule un sac de farine et, se souvenant, enferma dedans son chat. Parvenu au milieu du pont, il lâcha ce dernier qui, s'enfuyant, traversa le pont et fila droit vers le diable qui, furieux d'avoir été berné, jeta son marteau : celui-ci se planta en terre et prit la forme d'une croix .. toujours en place côté Lannilis. On raconte aussi qu'autrefois des paysans quelque peu ivres, rentrant, la nuit, de la foire, tombaient du pont et se noyaient, vengeance du diable sans doute.
- Le phare de l'Île Vierge est le plus grand phare d'Europe en pierre avec ses 82,50 mètres, ainsi que le phare de Lanvaon.
- Le manoir de Lesmel, dans le village de Lesmel, domine la région par son altitude, au-dessus de l'Aber-Wrac'h.
- Le phare de l'Île Wrac'h qui, associé au phare[55] de Lanvaon, guide les navires à l'entrée de l'Aber Wrac'h.
- La pointe de Penn Enez

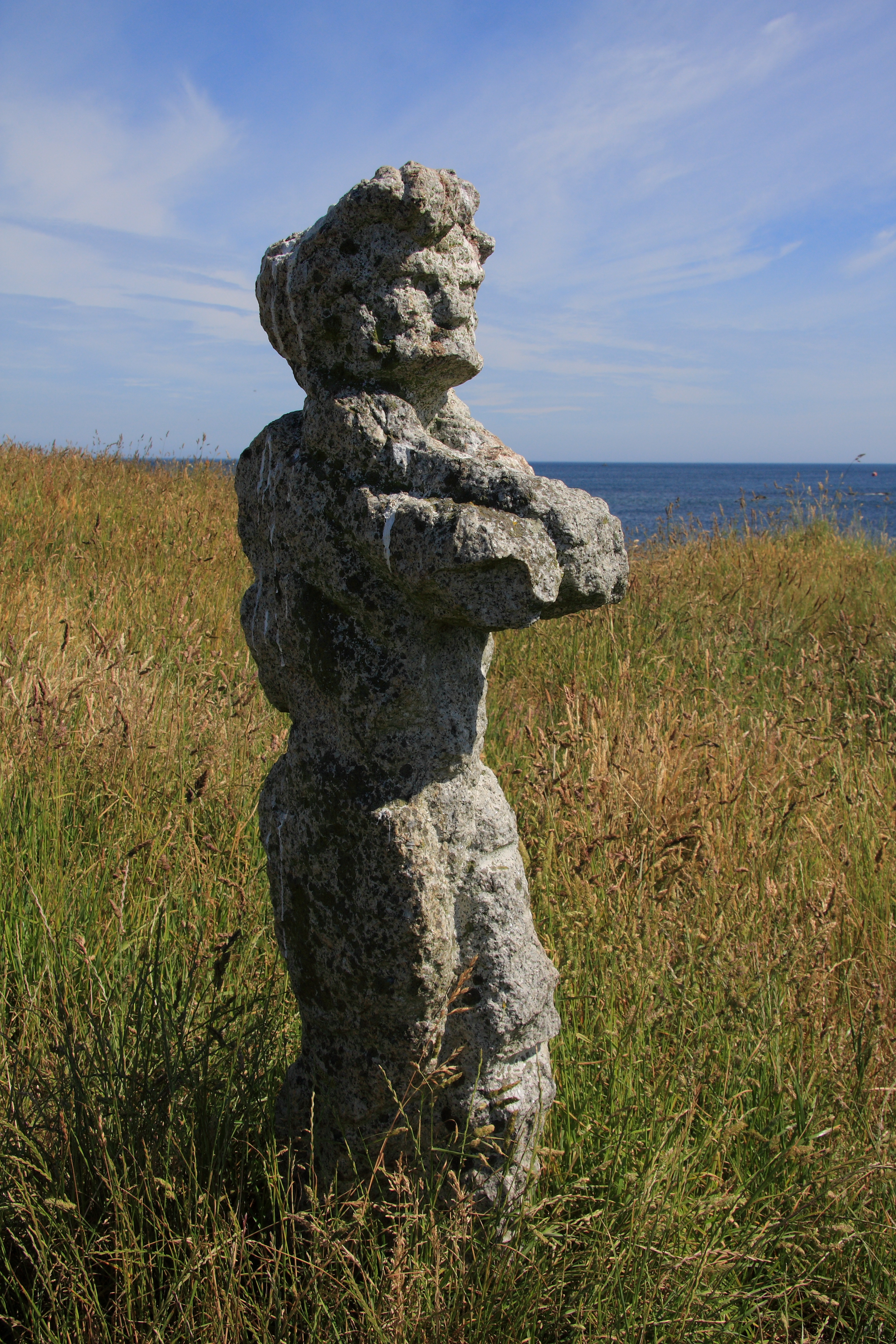
Statue à Penn Enez.
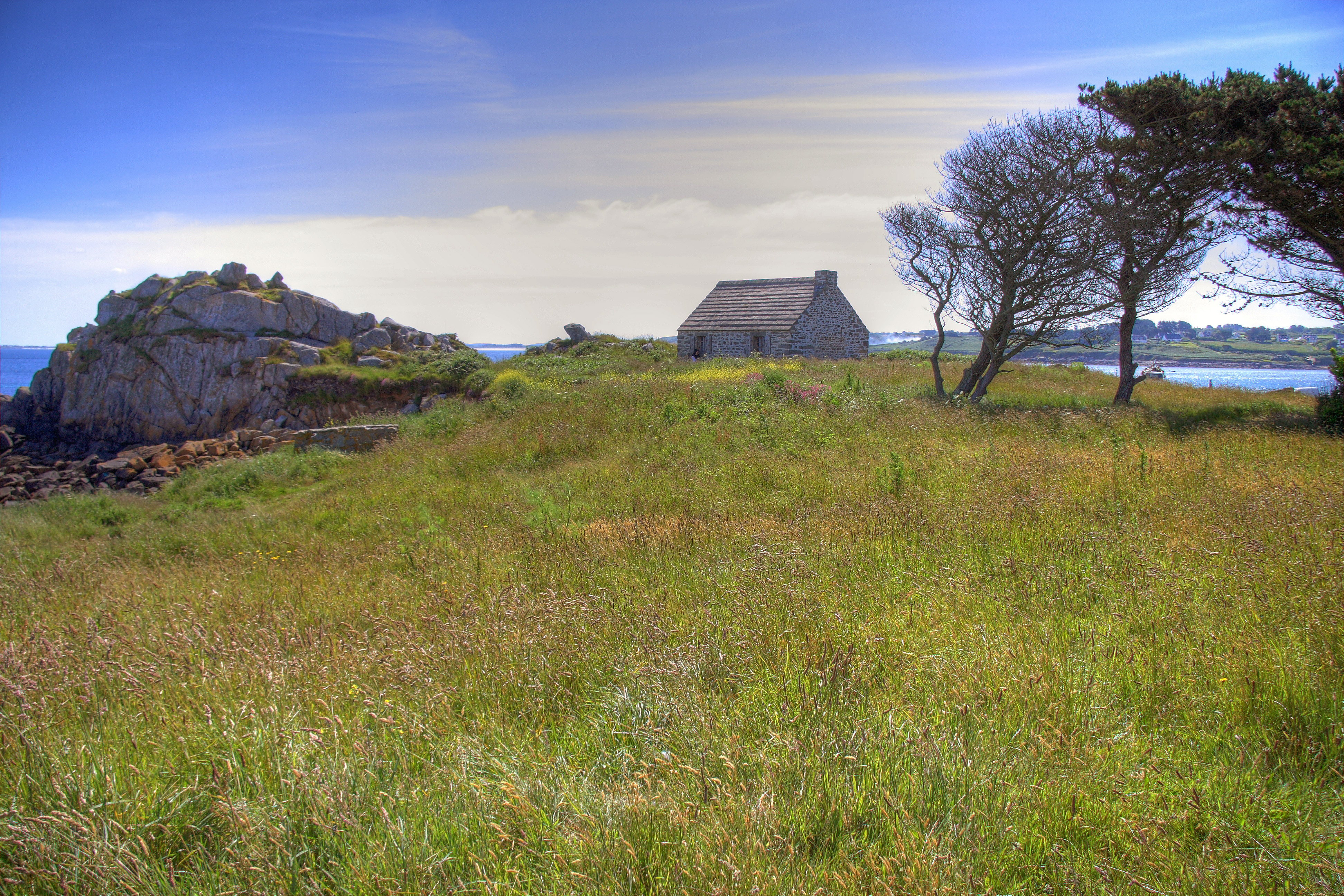
La maison de garde de Penn Enez.
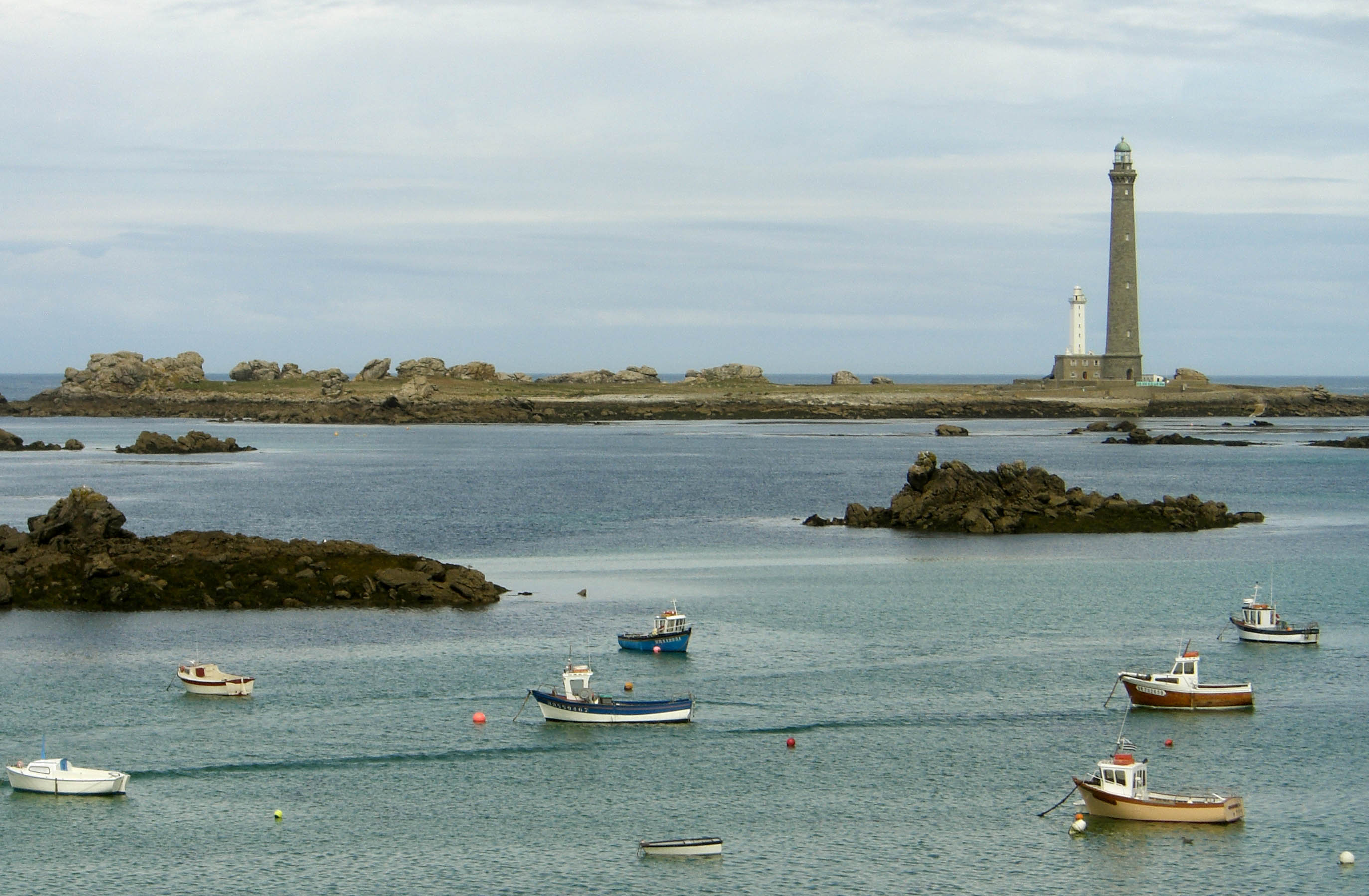
Le phare de l'île Vierge .
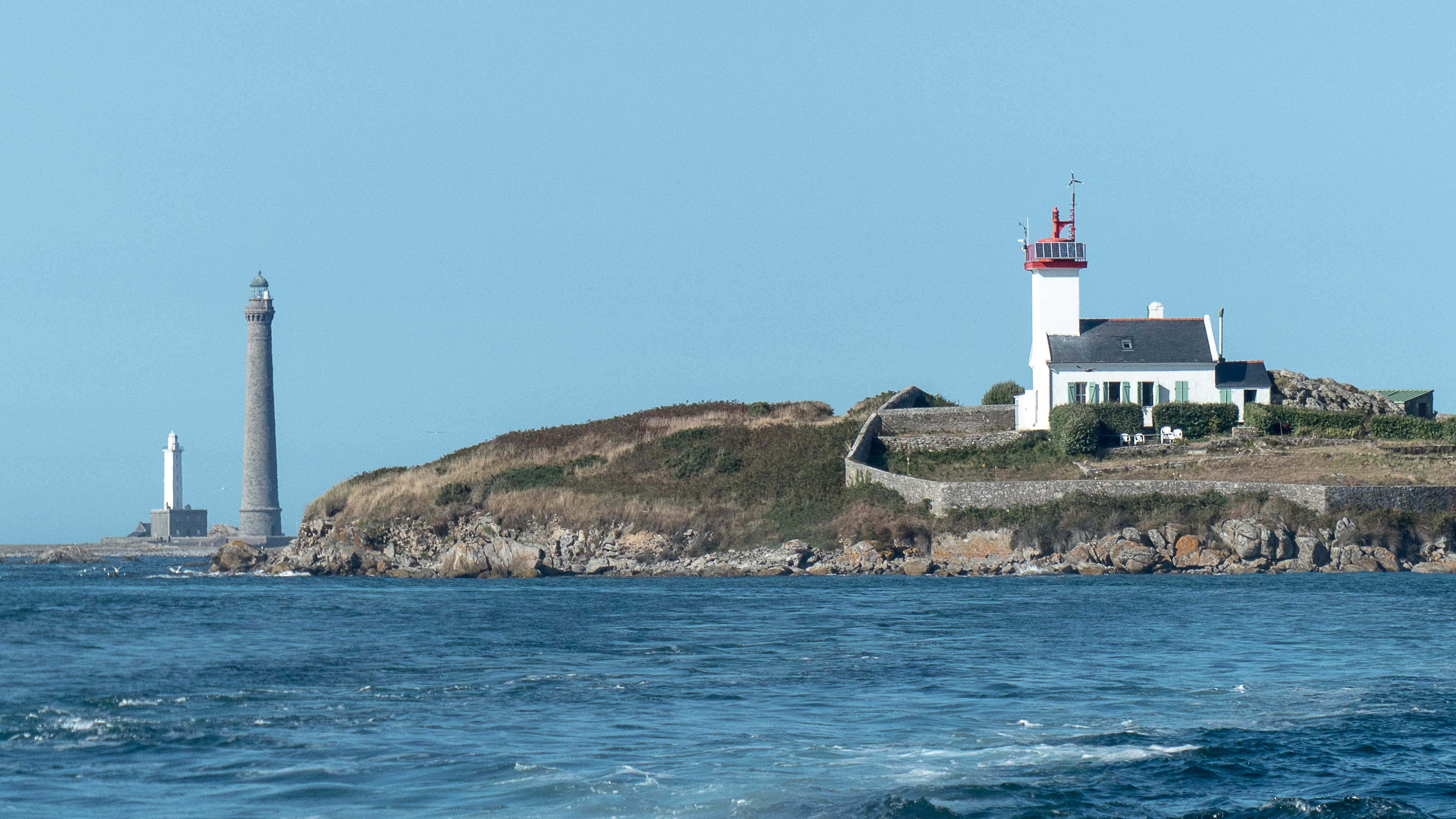
Le sémaphore de l'Île Wrac'h (en arrière-plan, les deux phares de l'Île Vierge).

### Associations
- L'écomusée de Plouguerneau, géré par l'association Karreg Hir, présente les traditions du Pays pagan et principalement l'activité des goémoniers et de l'industrie des algues[238].
- L'association Plouguerneau d'Hier et d'Aujourd'hui a pour but de recenser et de mettre en valeur les différents patrimoines humain, naturel et bâti de la commune de Plouguerneau[239].

## Activités sportives
- École de voile du Koréjou
- Centre d'aviron de Paluden, situé sur la route touristique entre Plouguerneau et Lannilis.
- Rink Hockey
- Football
- Tennis
- Handball
- Course à pied
- le Gouren et les luttes celtiques avec la Skol Gouren Bro an Aberioù.

## Personnalités liées à Plouguerneau
- Michel Le Nobletz, né à Plouguerneau en 1577, célèbre prédicateur.
- Jean-Marie-Dominique de Poulpiquet de Brescanvel (né le 4 août 1759 au château de Lesmel en Plouguerneau, décédé le 1er mai 1840 à Quimper, évêque de Quimper de 1823 à 1840[240]. Sa biographie détaillée a été publiée dans L'Ami de la religion et du Roi en 1840[241].
- Ambroise de Poulpiquet (1878-1915), père dominicain et écrivain français, mort pour la France.
- Désiré Talec, né le 16 janvier 1901 à Plouguerneau, décédé en janvier 1977 à Marseille, médecin général inspecteur, spécialiste de médecine tropicale, a occupé successivement des postes de responsabilité dans diverses colonies, puis ex-colonies françaises en Afrique et en Indochine[242].
- Yves Floc'h, peintre, né en 1906 à Plouguerneau, décédé en 1990. Son nom a été donné à l'esplanade de l'espace Armorica[243].
- Jean-Marie Perrot, vicaire de 1920 à 1930.
- René Abjean, né en 1937 à Brest, compositeur de musique bretonne, chef de chœurs.
- Goulc'han Kervella, (1951-), écrivain, dramaturge, acteur et metteur en scène breton y est né.
- Jean-Luc Roudaut, né le 22 août 1956 à Plouguerneau, auteur-compositeur-interprète bretonnant ayant écrit de nombreuses chansons pour enfants et réalisé des collaborations avec des élèves.